# 仮面ライダーエグゼイド
『仮面ライダーエグゼイド』（かめんライダーエグゼイド、欧文表記：KAMEN RIDER EX-AID）は、2016年10月2日から2017年8月27日まで、テレビ朝日系列で毎週日曜8:00 - 8:30（JST）に全45話が放送された、東映制作の特撮テレビドラマ作品、および作中で主人公が変身するヒーローの名称。
キャッチコピーは、「ゲームスタート！」「ノーコンティニューで運命を変えろ!!」。

## 概要
平成仮面ライダーシリーズ第18作にして、仮面ライダー生誕45周年記念作品である本作品では、仮面ライダーのデザインなどに「ゲーム」の要素を、物語の舞台に病院を採り入れている。

### 特徴
本作品の仮面ライダーは、SDキャラクターのような三頭身のレベル1から等身大のレベル2へ変形するのが特徴であるほか、ゴーグルに瞳のある目や髪の毛を模した意匠も従来の仮面ライダーのイメージから外れた特徴的なデザインとなっている。プロデューサーの大森敬仁によれば「仮面ライダーではない」と思わせることが狙いの1つであり、「仮面ライダーらしさ」よりも子供に受け入れられることを強く意識したとしている。また、同年放送のスーパー戦隊シリーズ第40作『動物戦隊ジュウオウジャー』にピクセルがデザインモチーフとして取り入れられていることから、同作品との差別化も意図してアニメ風のデザインとなっている。
本作品の仮面ライダーは序盤から多数登場しており、記者発表の時点ではエグゼイド以外に、ブレイブ・スナイプの2人の仮面ライダーが登場している。プロデューサーの大森は、現在のゲームは対戦や協力プレイが主流となっていることから多人数ライダーになったと述べている。
エグゼイドの英語表記はEX-AIDであるが、これは究極を意味するEXtreme（エクストリーム）と、救助を意味するAID（エイド）を掛け合わせた造語である。
物語は、ゲストのエピソードよりも仮面ライダー側のドラマを描くことを主軸としており、また毎回インパクトのある展開とすることも重視されている。第1クールは、映画『仮面ライダー平成ジェネレーションズ Dr.パックマン対エグゼイド&ゴーストwithレジェンドライダー』にて永夢の謎の一端を明かすこととなったため、それに合わせて展開の早いストーリーとなった。大森や高橋は、放送終了後のインタビューで第1話・第2話が確定した以降のロードマップは概ね実現することができたとしている。
登場人物の設定は、ゲームをすると性格が変わる主人公・宝生永夢や2つの顔を持つ仮野明日那 / ポッピーピポパポなど、二面性を持っていることが強調されている。一方、前作では家族がテーマとなっており、また前作・前々作とも仮面ライダー側の肉親が敵のボスとなっていたことから、同様のパターンを避けるため永夢の家族関係は一切描かれていない。しかし、仮面ライダーの根底テーマは「親殺し」であることから、主人公以外の登場人物の父親である檀正宗がボスに選ばれている。
2017年8月5日に公開の劇場版は本作品の「真のエンディング」と位置付けられており、またこれと近似したコンセプトであった、『劇場版 仮面ライダー龍騎 EPISODE FINAL』（2002年）とは異なり、映画公開後にテレビシリーズを見ることにより、映画の見方が徐々に変わってくる作品作りを志向しているという旨を大森プロデューサーは語っている。この劇場版のタイトルが『劇場版 仮面ライダーエグゼイド トゥルー・エンディング』と発表された、同作品の完成披露イベントではテレビシリーズが全45話で終了することも併せて発表された。

## あらすじ
10のゲーム編（1話 - 12話）
西暦2016年、ゲームのバグから生まれた正体不明のコンピュータウイルスバグスターウイルスが人々に感染するバグスターウイルス感染症（通称ゲーム病）が発生していた。これを受けた日本政府は聖都大学附属病院に電脳救命センター（通称CR）を設置し、バグスターを倒すための戦士仮面ライダーに変身できる適合者に該当する医師をCRに招集し始めた。
聖都大学附属病院に勤務する研修医の青年宝生永夢は、CRのエージェントで善良なバグスター仮野明日那 / ポッピーピポパポに自らが仮面ライダーの1人である仮面ライダーエグゼイドの適合者となる天才ゲーマーMであると名乗り、エグゼイドに変身。バグスターを倒してゲーム病を発症した患者の治療に成功する。その直後、院長の鏡灰馬の息子であり、自身も恋人の百瀬小姫をゲーム病により失った天才外科医鏡飛彩 / 仮面ライダーブレイブがCRに到着。患者の心情を考えずに治療だけが完了すればよいと考える飛彩と、患者の心と身体の両方を治そうとする永夢は対立し、永夢は飛彩への対抗心からCRのドクターになることを決心する。
そんな2人の前に、5年前のバグスターによる人間の大量消失事件ゼロデイの際にCRに所属して戦っていたが、医師免許をはく奪された元放射線科医花家大我 / 仮面ライダースナイプ、自らの告知が原因で友人を亡くした過去を持つ監察医九条貴利矢 / 仮面ライダーレーザーが自らの目的を果たすために現れる。そして、仮面ライダーの変身システムを作り上げたゲーム会社である幻夢コーポレーションのCEOである檀黎斗 / 仮面ライダーゲンムも究極のゲーム仮面ライダークロニクルを作成するために活動を開始する。
貴利矢は独自に永夢の過去を調べ、ゼロデイの責任を負い逮捕された黎斗の父親檀正宗と面会したことで、真実にたどり着くが、黎斗が変身した仮面ライダーゲンム レベルXによって倒され、永夢たちに真実を話す前に消滅してしまう。

永夢の秘密編（13話 - 24話）
衛生省の日向恭太郎審議官らは国家機密であったバグスターやCRの存在を公表。
一方、永夢の前にバグスターの参謀格であるパラドが現れ、黎斗から受け取った新たなガシャット開発のためにバグスターウイルスを大量に仕込んだガシャットを永夢に託す。永夢は他のライダーのガシャットを回収し始めたゲンムに立ち向かうため、黒いガシャットを使用するとマイティブラザーズXXガシャットに変化し、仮面ライダーエグゼイド レベルX/レベルXXに変身する。
一方、大我は永夢の過去を知る少女西馬ニコから、「ゲーマーMをぶっ倒して」と依頼される。大我はバグスターとの戦闘を終えた永夢から密かに血液を採取し検査した結果、彼がゲーム病患者であると気付き、ゲーム病の世界での第一号患者である事実を黎斗から聞かされる。大我は飛彩とともに永夢にこの事実を隠蔽する上で、バグスターウイルスを永夢から分離させようと試みたが、その中でパラドが新たに変身した仮面ライダーパラドクスの妨害に遭う。
飛彩たちの行動から疑問に感じた永夢は、飛彩を問い詰めるが、答えは得られなかった。そんな中、黎斗はパラドの楽しみである「永夢と戦うこと」を断つため、永夢にゲーム病に感染していることを明かし、それを聞いた永夢はゲーム病を発症するが、永夢は消滅せずにMの人格が常に現れ、患者のことも気にせずにバグスターをゲーム感覚で倒そうとするようになってしまう。そんな永夢に怒った飛彩は、ゲンムからガシャットギアデュアルβを奪い、仮面ライダーブレイブ レベル50に変身して永夢の代わりにバグスターを倒して患者を治療。その姿を見た永夢も元の人格に戻った。しかし、Mに変わっていた時の記憶が残っている永夢は恐怖心に囚われ、ガシャットを起動させることすらできなくなってしまう。しかし、仮面ライダースナイプ レベル50となった大我の挑発で医者としての志を思い出した永夢は恐怖を克服し、患者を救うために戦う決意を固める。
そんな中、永夢は正宗と面会し、ゼロデイを起こした張本人が黎斗であることを知る。一方、ゲーム病を発症し、CRに搬送された黎斗は、16年前に自分が永夢をバグスターウイルスに感染させた張本人であり、永夢の体内から取り出したバグスターウイルスを元に現在のバグスターウイルスを生み出したことを告白する。永夢は黎斗の体内に潜伏していたバグスターを倒すが、それは黎斗が「医者として患者を救う」という永夢の想いを利用したものだった。黎斗は、レベルエックスに進化したゲンムの力で永夢のゲーマドライバーを腐敗させ、バグスターウイルスを使って幻夢コーポレーションを占拠し、社長に復帰する。しかし、永夢は貴利矢の遺したリプログラミングのデータと自身の力を合わせることでマキシマムマイティXガシャットを生み出し、貴利矢から託されたゲーマドライバーを使い、仮面ライダーエグゼイド レベル99に変身。永夢はリプログラミングによってゲンムの変身を封じ、黎斗を説得するが、そこへ現れたパラドによってデンジャラスゾンビガシャットに保存されていた死のデータを戻された黎斗は、ゲームオーバーとなって消滅した。
そんな中、あるバンドグループがゲーム病を発症。永夢は、突然現れた「キュウレンジャー」のラッキー/シシレッドと協力して3体のバグスターと戦い、怪我を負ったバンドメンバーの1人はCRに搬送される。その病室の前で明日那は、そのバンドメンバーを見舞いに来たという幻夢コーポレーションの新社長天ヶ崎恋と対面。恋は謎の能力を使って彼女を洗脳する。パラドはポッピーや復活したグラファイトたちをゲームキャラクターとして投入させ、仮面ライダークロニクルを完成させる。

仮面ライダークロニクル編（25話 - 40話）
永夢は無数の救急通報が入り現場へと向かうと、一般人がライドプレイヤーに変身し、仮面ライダークロニクルのプレイヤーとしてバグスターたちと戦っていた。さらにはポッピーがゲームのナビゲーターとして現れ、ゲームの攻略としてレアキャラであるエグゼイドから装備を奪ったライドプレイヤーたちはバグスターと戦うが、そこにパラドクスが現れてライドプレイヤーたちをゲームオーバーにし、消滅させる。怒りを露にする永夢にパラドは、仮面ライダークロニクルが「人間がバグスターを攻略するのではなく、バグスターが人類を滅亡させるゲーム」であると語る。
衛生省は消滅の事実を隠したままクロニクルの回収と使用禁止を通達。待機命令を下された永夢だったが患者を治療するために待機命令を無視し、ライドプレイヤーたちを止めようとする。だが、救助行為は違反であるとポッピーが現れ、仮面ライダーポッピーに変身し永夢たちを妨害する。それでも永夢はライドプレイヤーたちを助けようと、飛彩や大我と共にバグスターを倒し、ゲーム病の治療に成功する。そして、恭太郎も永夢たちの想いを受け、プレイヤーが消滅する事実を世間に公表する。
しかし、恋は「プレイヤーの消滅は、一時的な演出であって欠陥ではない」と告げた上で「究極のバグスターであるラスボスを倒せば、消滅した全てのプレイヤーを復活させることができる」と公表したことで、再び一般人がライドプレイヤーに変身してゲームに参加してしまう。ニコもライドプレイヤーニコに変身してバグスターを撃破するが、ニコは別のバグスターのゲーム病を発症。ニコはCRに入院するも、バグスターを倒すために勝手に抜け出してしまう。永夢たちはニコを止めようとするが、そこに恋が現れ、ラヴリカバグスターとなって永夢たちを圧倒する。だが、ニコに対して初めて心を開いた大我は代わりにバグスターを撃破し、ニコのゲーム病を治療する。
永夢はリプログラミングによってポッピーの悪い遺伝子を書き換えることで彼女の記憶を取り戻すことに成功する。だが、ポッピーのゲーム病を発症した患者が現れ、ブレイブとスナイプ、ニコはポッピーを攻撃する。永夢は敢えて厳しく当たることで彼女の本心を聞き出し、これにより笑顔を取り戻したことで、ゲームクリアとなる。これにより患者のゲーム病も完治するが、パラドは永夢が自分と真剣に戦う姿勢を全く見せないことに憤慨して彼の体内に入り込み、ゲーマーMの人格に変えてしまう。永夢は、ポッピーたちに「俺は医者を辞める」と言い残して姿を消す。
パラドは永夢の体内から生まれたバグスターであり、Mの人格そのものであることや、仮面ライダークロニクルもパラドが「自分の宿主である永夢と戦いたい」という望みを果たすために、黎斗に開発を依頼したゲームであったことを明かす。永夢は自分のゲーム病を治療するために、パラドをリプログラミングさせて消滅させようとするが、これにより永夢の遺伝子がパラドに組み込まれてしまう。ゲーマドライバーを使用できるようになったパラドは仮面ライダーパラドクス レベル99となり、再び永夢の体を乗っ取ってどこかへと去っていく。一方、ポッピーは自らが感染した宿主の記憶を頼りに少年時代の黎斗が隠していたゲーマドライバーとゲーム病を抑制できるレベル0に変身するプロトマイティアクションXガシャットオリジンを発見する。
パラドは永夢の目の前でポッピーを攻撃することで永夢を覚醒させ、レベル99同士の一騎討ちを始めるが、パラドの方が1枚上手だったため、エグゼイドは敗北してしまう。永夢に最後の一撃を与えようとするパラドクスだったが、そこに仮面ライダーゲンム レベル0が現れ、パラドを撤退させる。ゲンムに変身していたのはポッピーによりプロトマイティアクションXオリジンの世界からバグスターとして復活した黎斗だった。
ポッピーは黎斗に仮面ライダークロニクルを止めるため、永夢たちと共闘するよう要請するが、人間の命をゲーム感覚で利用する黎斗を永夢は許せずにいた。黎斗はパラドを倒すためにポッピーの言葉を無視して戦おうとするが、自分を生んでくれたことに感謝するポッピーの想いを受けパラドクスの攻撃から彼女を守るのであった。それを見た永夢は黎斗と共闘する道を選び、パラドクスを圧倒する。一方、飛彩も黎斗がバグスターとして復活したことで、小姫も復活するのではないかという望みを密かに抱き始める。
仮面ライダークロニクルのラスボスである究極のバグスターゲムデウスを攻略するために伝説の戦士である仮面ライダークロノスの力を手に入れようとするが、クロノスに変身できるのはバグスターウイルスへの完全な抗体を持っている者のみであった。永夢たちは、クロノスの力を借りずして、パラドクス、グラファイト、ラヴリカと戦いに挑む。だが、突如として釈放された正宗が現れ、クロノスへと変身。時間を止めるポーズの能力を使ってラヴリカを完全に消滅させる。さらには仮面ライダークロニクルの運営を自ら行うことも宣言する。
正宗は飛彩に対して小姫のデータが入ったプロトドラゴナイトハンターZガシャットを報酬として、クロニクルの運営に協力するよう要請する。永夢は、飛彩や黎斗と協力してクロノスを倒そうとするが、それをブレイブが妨害し、クロノスと共にその場を去ってしまう。さらには永夢からゲーマドライバーを回収する。一方、パラドとグラファイトは、クロノスを攻略のためにゲムデウスウイルスを手に入れグラファイトが自身の体内で培養を開始する。そして、クロノスのポーズをゲムデウスウイルスによって封じるが、復活した九条貴利矢が変身した仮面ライダーレーザーターボが現れ、ゲムデウスウイルスを無効化し、パラドとグラファイトの作戦は失敗に終わる。
貴利矢は人類とバグスターの命運を掌握しようとする正宗だけでなく、多くの人間を消滅の危機に晒す仮面ライダークロニクルに対しても肯定的な意見を示す。それでも貴利矢を仲間だと信じる永夢は、貴利矢をリプログラミングで正気に戻そうと試みるが、貴利矢は自らの意思で正宗に協力していることを告白する。一方、黎斗はクロノスに対抗するために、文字通り無敵になれるハイパームテキガシャットを開発するも、クロノスに奪われてしまう。永夢はパラドと一体化することで天才ゲーマーMの力を取り戻し、自分たちと敵対する芝居をしていた貴利矢が奪い返したハイパームテキガシャットを使って仮面ライダーエグゼイド ムテキゲーマーに変身し、クロノスを退ける。さらにCRに復帰した貴利矢がプロトガシャットを持ち込んだことで、全てを取り戻すことに成功した。
正宗はパラドを消すことで永夢のゲーム病を治し、エグゼイドへの変身能力を奪おうとする。飛彩はタドルレガシーガシャットを使って仮面ライダーブレイブ レベル100へと変身してパラドを倒そうとする。一方、プロトガシャットに保存された人間を復活させるためには、正宗の持つ仮面ライダークロニクルのマスターガシャットが必要であると聞かされる。大我は飛彩と交戦していたグラファイトを倒そうとするが、変身解除にまで追い込まれ、生身の状態で攻撃を受けたことで致命傷を負い、意識不明の重体に陥ってしまう。
大我は救急搬送されるが、手術を成功させるのは飛彩しかいなかった。飛彩は手術をすることになるが、正宗から手術を失敗しなければ、小姫のデータを消滅させると命令されてしまう。一方、永夢は正宗から小姫のデータを奪おうとするが、正宗は永夢が変身すれば小姫のデータを消滅させると言い、抵抗できない永夢を攻撃し続ける。だが、そこに飛彩が現れ、小姫の命よりも彼女の願いであった「世界で一番のドクターになる」という望みを果たすため、命令に反して大我の手術を終えたことを告げる。正宗によって小姫のデータは消滅させられるが、飛彩は永夢と協力してクロノスを圧倒する。飛彩は大我にこれまでの行動や態度を謝罪し、CRへと復帰した。
一方、正宗は永夢の変身能力を奪うため、パラドを倒そうとするが、永夢の妨害を受ける。だが、正宗はニコをゲムデウスのゲーム病に感染させ、永夢自身の手でパラドを倒させようとする。永夢は自身の変身能力を失うのを覚悟でパラドと戦い、彼を倒したかに思われたが、パラドに死の恐怖を思い知らせるため、消滅の直前にパラドを取り込んでいたことにより復活。恐怖を感じたパラドは、「命を奪われる気持ちを理解する心」が自身にあることを知ると多くの人の命を奪ってきたことを謝罪する。永夢は「お前の罪を一緒に背負う」と受け入れ、「これからは命を奪うためではなく、守るために戦ってくれ」と言い、パラドもこれを受け入れて仲間となる。二人は正宗の元へ向かい、協力プレイでついにクロノスを撃破、マスターガシャットの破壊に成功する。しかし正宗の怒りに反応するかのようにリセットの力に覚醒。破壊したはずのマスターガシャットが復元し、ハイパームテキガシャットやプロトガシャットも消失する。

トゥルー・エンディング編（41話 -45話）
リセットの影響によって、ハイパームテキガシャットが消失したため、永夢たちはクロノス攻略への道を失う。唯一の攻略法であるゲムデウスウイルスを持つグラファイトの元へと向かい、一緒に戦うよう要請するが、グラファイトは拒否。飛彩と大我は過去の因縁に決着をつけるため、グラファイトと戦い勝利する。グラファイトはあえてニコの攻撃を受け消滅する。永夢たちはゲムデウスの召喚を行おうとするが、クロノスが再びリセットを行おうとする。しかし、黎斗が新たにセーブ機能を追加し完成させたハイパームテキガシャットを使用したエグゼイドが阻止し、永夢たちの前に仮面ライダークロニクルのラスボスであるゲムデウスが降臨する。
召喚されたゲムデウスは正宗によってゲムデウスウイルスを散布するようにプログラムが書き換えられたため、多くの人々が感染。貴利矢は黎斗や自身にゲムデウスウイルスを感染させ、黎斗の体内でゲムデウスワクチンを作り上げ、ドクターマイティXXガシャットを完成させる。そして、エグゼイドは、そのガシャットを使うことでゲムデウスウイルスを抑制し、集団感染を緩和する。しかし、仮面ライダークロニクルが攻略されるのを良しとしないクロノスによってゲムデウスを倒され、正宗はゲムデウスのデータを体内に取り込み、ゲムデウスとクロノスの両方の力を手に入れたバグスターへと変貌。仮面ライダークロニクルの真のラスボスであるゲムデウスクロノスとなってしまう。
正宗がゲムデウスクロノスとなった影響で、貴利矢を含めた多くの市民が再びゲーム病を発症する。正宗は真のラスボスへの挑戦権を持つニコをラスボス専用のゲームエリアへと連れ去り、クロノスへと変身させようとするが、そこへ大我が現れニコの代わりにクロノスへと変身する。だが、ゲムデウスクロノスの力の前に苦戦を強いられ、変身解除してしまう。そこに永夢と飛彩がゲームエリアへと現れ、3人でゲムデウスクロノスを倒す。だが、ゲムデウスクロノスはさらなる形態である超ゲムデウスへと進化し、ゲーム病患者たちをバグスターウイルスへと変貌させてしまう。
バグスターウイルス化したゲーム病患者によって大規模なパンデミックが続く中、ポッピーは人々を救うため、自らの身体にドクターマイティXXガシャットを挿すことでゲムデウスワクチンを生成し、人々のゲーム病を治し、消滅する。永夢たちはレベル1のバグスターと人間を分離させる力で、正宗とゲムデウスを分離。ゲムデウスをパラドが自らの身体を犠牲にすることで消滅させるが、パラド自身も消滅してしまい、永夢はエグゼイドへの変身能力を失ってしまう。
永夢が変身能力を失ったことで、正宗は勝ち誇り、全てのライダーを倒すために再度クロノスに変身する。そして、ポーズが発動される中でクロノスが永夢に攻撃を加えようとした最中に突然永夢が覚醒し、ガシャコンバグヴァイザーIIを半壊させる。これによりポーズ能力を失った上、パラドにウイルスを抑制され弱体化したクロノスは、全てのライダーから猛攻を受け、敗北する。正宗は最後の力を振り絞り、マスターガシャットを胸に突き刺し、「最後の審判は下された」と言い消滅した。
仮面ライダークロニクルが制覇されたことで全てのゲーム病患者は完治され、CRは正宗に奪われていたプロトガシャットを奪還することができたが、消滅した人々の復元は、正宗がマスターガシャットを破壊したため、困難になってしまう。それでも永夢は消滅した人々を医療の進歩で復活させることが出来るようになることを信じ、ゲーム病と戦い続けることを誓う。
そして、ポッピーも黎斗が掴んだ彼女の欠片を黎斗の体内で培養したことで復活を果たし、パラドも永夢に再び感染したことで復活して再び互いに手を握り合い、永夢は心強い仲間と共に、ゲーム病に立ち向かうのであった。

## 登場人物

### 仮面ライダーの変身者
宝生 永夢（） / 仮面ライダーエグゼイド
本作品の主人公。聖都大学附属病院に勤務している駆け出しの研修医。第1話から第12話までは小児科、第13話から第24話までは外科、第25話からは内科担当。
様々なゲームの達人で、天才ゲーマーMのハンドルネームを持っている。24歳。血液型はAB型Rh+。
8歳のときに交通事故に遭い、衛生省に来る前の恭太郎に命を救われた経験から「誰かを救いたい」と医師を目指すようになる。そして、ゲーマーであることを封印し、6年前に大学を受験し研修医となった。
普段は患者に明るく接する好青年だが、ゲームを始める時や、変身して戦闘を行う際には人格が変わり、一人称が「僕」から「俺」に変わる。その際、ニヤリと笑みを浮かべることが多く、性格面も好戦的かつ冷静沈着な性格となる。しかし、数々の場面においてゲームを始めていない状況下で人格がMに変わる場面が多く見られている。ニコによると、かつての一人称は現在ゲーム時のみのものである「俺」で、「僕」は用いなかったという。
過去の経験から患者のことを第一に考え、心と身体の両方を治したいと考えている好青年だが、医学的知識や技術、医療関係者としての自覚に関しては未熟なため失敗も多い。慌て者のため、医学に携わる人間でありながら、自身が転んだり怪我をして、看護師から怒られることもしばしばで、時に患者である子どもにナメられることもあるが、バグスターウイルスがストレスによって増殖することを見抜くなど、洞察力は高い。
そして、幾度もゲーム病と対峙していく中で、どんな困難を前にしても患者の健康を取り戻し、笑顔を守ることを強靭な信念、覚悟として獲得していく。
自身が担当医を務めていた患者である少年がバグスターウイルスに感染したため、明日那が持っていたゲーマドライバーを勝手に使用しエグゼイドとなる。第2話で飛彩がCRに来たため、CRを辞めようと考えるが、彼の考えに疑問を抱き、患者を救うためCRと小児科を兼任することとなる。
大我との戦いに負けマイティアクションXガシャットを奪われたが、患者を救えたことから良しとしていたり、貴利矢の協力で無事にガシャットを奪還するも、ゼロデイで命を失った友人のために戦うという彼の話が嘘であったことを知り悔しがるなど、お人好しな性格ゆえに損をすることも多く、黎斗からその心を「水晶のよう」と評されている。
命の恩人である恭太郎がバグスターウイルスに感染。それを自分が治すと言い、4人での協力プレイが基本のドラゴナイトハンターZガシャットを1人で使用するが、力を制御出来ずに暴走してしまい、結果としてダークグラファイトバグスターを倒すことはできず逆に自らが負傷する。帰還した後、恭太郎からチーム医療の大切さを諭され、自らの慢心を反省。まとまりのない他のライダーたちを焚き付け、自分を攻撃させることでドラゴナイトハンターZガシャットを分離させ、対戦という形をとることで、4人でダークグラファイトバグスターを倒した。その後、貴利矢の恭太郎を疑う姿勢を見て一度は反発するが、対ゲンム戦でドラゴナイトハンターZガシャットを暴走させた際に、貴利矢の言葉により制御に成功したため、信頼することにした。そしてゲンムを4ライダーで倒したことで、ゲンムの正体が黎斗であることを知る。
貴利矢を失ったことが後を引き、彼を殺した黎斗に対しては憎しみを覚えており、そのことでオペ中に暴走したことから飛彩に全ガシャットを没収されるが、パラドから渡された通常の人間であれば大量のバグスターウイルスに蝕まれ即死する黒いガシャットに自身のデータを取り込ませることでマイティブラザーズXXガシャットに変化させて使用している。
仮面ライダーに変身するためには、適合手術を受けなければならないが、永夢だけはその手術を受けずに変身できている。さらには、第14話で密かに血液を採取し検査した大我により、ゲーム病に感染していることが判明する。実は、ゼロデイの1年前に対戦ゲームの大会に備えて徹夜続きで体を壊したために入院し、その時にバグスターの人工的な生成を目論む財前美智彦を始めとするネクストゲノム研究所の所員たちに実験台として身体からパラドが分離してゲーム病を発症したこと、そこで人類でのゲーム病の発症の第一号となったことも明らかになっているが、本人はその記憶を失っており、自分がゲーム病に感染している事実を知らないため、戦闘後にもたびたびゲーム病の兆候である頭痛を起こしている。
そして、自身の体の異変などを疑問に思い、飛彩に問い詰めるが言葉を濁されてしまう。そして、ゲンムたちとの戦闘の中で、遂に黎斗から自身がゲーム病に感染していることを告げられ、ショックを受け、ゲーム病を完全に発症してしまうが、消滅はせずMの人格となってしまった。そして、患者の治療は飛彩に任せてゲーム感覚でのバグスターとの戦いに専念するようになるが、飛彩のドクターとしての想いを受け元の人格に戻る。だが、永夢の身体からバグスターが現れなかった理由などは不明のままで、「もし、仮面ライダーに変身（あるいはガシャットを起動）しようとすれば、またゲーム病を発症して、Mになってしまう」という恐怖心に苛まれて変身できなくなってしまう。しかし、バーニアバグスターと戦うスナイプ（大我）から発破をかけられ「医者として患者の命を救い、患者の笑顔を取り戻す」という志を思い出すことで恐怖心を振り払い、レベルXXに変身してゲンムを撤退させた。
幼少期には一人で過ごすことが多かったため、新しいゲームのアイデアやキャラクターを夢想しており、「オレンジとグリーンの二人組のヒーロー」というアイデアが、マイティブラザーズXXガシャットを生み出す切っ掛けとなったことが判明した。
16年前に黎斗に新しいゲームのアイデアが書かれたファンレターを送ったことで彼を嫉妬させ、黎斗から送られた体験版の『マイティアクションC』を遊んでバグスターウイルスの原種に感染し、6年前のゲーム大会後に黎斗に依頼された財前によって手術を受けていたことが判明し、その黎斗を治療するが、彼の計画によってゲーマドライバーを腐食させられ変身不能に陥るも、貴利矢の形見であるゲーマドライバーを使用し、飛彩から託された銀色のガシャットに自身のデータを入れることでマキシマムマイティXガシャットへと変化させ、レベル99となってゲンム（黎斗）を倒すことに成功する。
ニコからは、6年前のゲーム大会で勝利して以来、執拗に打倒する相手として狙われていたが、憑依したパラドがその原因だということが明らかになった。それまでは彼女に暴力的な態度で拒絶されており、永夢が笑顔にできなかった最初の患者であるが、真相が発覚してしばらく後、彼女から謝罪される。
ラヴリカ（恋）の洗脳で敵になってしまったポッピーに動揺を見せていたが、リプログラミングで洗脳を無効にして、パラドの手からポッピーを奪還することに成功するが、いつまでも自分と戦ってくれないことに腹を立てたパラドに憑依されてしまい、パラドが自分に感染したバクスターであることを知る。
実はパラドおよびMの人格は元は幼少時の永夢が抱いていた一緒にゲームを遊んでくれる友達が欲しいという想いから誕生したバグスターであり、パラドは永夢がバグスターウイルスに感染して、彼自身の体内で10年間培養した後、6年前に黎斗の指示により財前たちの手によって永夢から分離させられた際にMとしての人格を引き継ぎ、さらに永夢と精神を共有したまま肉体を持って誕生した。また、黎斗から真実を告げられてゲーム病で消滅しなかったのは、パラドが永夢と融合することで未然に阻止されたからであることも彼の口から告げられる。
正宗の手先になるような形で復活した貴利矢と再会するが、彼が自分の意志で正宗に味方していたことを知り、敵対心を剥き出しにする。クロノスに対抗するため黎斗からハイパームテキガシャットを手にするが、以前パラドをリプログラミングした影響によって天才ゲーマーMの力を失ったせいで変身できず、ハイパームテキガシャットもクロノスに奪われてしまう。クロノス攻略クエストを阻止するためパラドと手を組むが、そこに貴利矢が現れ妨害される。貴利矢がハイパームテキガシャットを取り返した後は、彼が敵のふりをしていたことを明かし、ガシャコンバグヴァイザーIIを使ってパラドを自分の体に注入することで天才ゲーマーMの人格を甦らせ、ムテキゲーマーに変身してクロノスを圧倒し撤退に追い込んだ。
正宗によってゲムデウスウイルスにニコが感染させられた際には、ドクターとして患者を見捨てることはできず、仮面ライダークロニクルクリアのために以前の約束通りパラドと決着をつける戦いを挑み、変身能力を失う覚悟で彼を倒す。その目的はパラドに死の恐怖を理解させるためで、消滅する直前にパラドを自らの身体に取り込んでいた。そして、「これからは人の命を救うために一緒に戦う」という約束をパラドと取り付ける。
ゲムデウスによるパンデミックを止めるために、かつてポッピーから教わったレベル1の役割であるバグスターウイルスの分離を果たすため、他の仲間と共にゲムデウスを分離するが、パラドの自己犠牲によってエグゼイドへの変身能力を失ったと思われたが、実は消滅の前に再度パラドに感染しており、変身能力を失っていなかった。そして仮面ライダークロノスを倒し、見事プロトガシャットを奪還。その後、恭太郎と共に会見を開き、データ化して消滅した人々を復活させるための見解を語った。
『トゥルー・エンディング』のクライマックスで小児科医となる。
- 企画当初はゲーマーの設定のみであったが、番組に「医療」の要素が加わったことで「主人公も医者にすべき」という意見が挙がり、研修医という設定が加えられ、さらに元々の設定も活かせるよう二重人格風のキャラクターとなった。永夢の初期の設定はパラドに反映されている。
- 実際の小児科医はエプロンを着用していることもあるが、保育士のように見えてしまうとの判断から、永夢の衣裳は白衣にマスコットなどを付けることで小児科医らしさを表現している。

鏡 飛彩（） / 仮面ライダーブレイブ
聖都大学附属病院に勤務する外科医。一人称は普段は「俺」であるが、勤務時は「私」になる。
日本国外の大学を飛び級で卒業した天才外科医で「失敗しない外科医」と呼ばれているように若手ながら腕は確かだが、それだけにプライドは高く自信家。エリート育ちのため、ゲームには疎い。永夢とは同い年。口癖は「ノーサンキューだ」。適合者たちのことは「研修医（永夢）」、「無免許医（大我）」、「監察医（貴利矢）」、「社長（黎斗）」と名前で呼ばずに職業名や肩書きで呼ぶが、第38話では正宗のことを「この世界のガン」と言い放っている。しかし、第23話では永夢のことを「永夢」と名前で呼んでおり、また正宗と決別した後の第38話では大我のことを「花家先生」と呼んだ。続く第39話でもそのように呼び慇懃な態度をとっていたが、本人の要望により以前の呼び方と口調に改めている。
アメリカの超一流病院で働いていたが、仮面ライダーになるために日本に帰国し、CR所属の心臓血管外科医としてバグスターと戦うことになる。心臓外科以外の資格も複数所持している。
ゼロデイで小姫を失ったことがトラウマとなり、それがきっかけで「患者の個人的な感情には触れない」、つまり「患者の内情に深入りして手術での決断が鈍ることを良しとしない」を信条としており、バグスターに人質をとられたような状況で人質の命よりも患者を治す（バグスターを倒す）ことを最優先とする。その考えから永夢とは対立するが「患者を治したい」という理念は変わらないようであり、第18話では永夢になぜガシャットを要求するのかと尋ねられた際には「目の前の患者（永夢）を治したいからだ」と初めて患者に対しての想いを吐露した。
5年前に恋人の百瀬小姫がゲーム病を発症し、その際のオペで彼女から分離したグラファイトを大我が倒し損ねたことで彼女が消滅したという過去を持つ。そのために大我を敵視しており、このことが自身も仮面ライダーになるという決心をさせたが、実際には小姫に対して冷たく当たっていたことで彼女のストレスを感じさせていた自分自身が小姫を殺したのだと責めていたが、彼女を消滅させた大我を恨むことでその真実から目を背けていたのであった。変身した際でも大我（スナイプ）が傍にいる場合はバグスターを相手にせず彼と闘おうとすることもある。また、小姫の直接的な仇でもあるグラファイトにも激しい復讐心を燃やし、我を忘れて患者より彼を倒すことに執着したこともあったが、他のライダーと共にダークグラファイトバグスターを倒すことでその因縁に一旦終止符を打った。
第13話以降は外科研修に入る永夢の指導医となる。
第15話では、大我と黎斗の会話から永夢がゲーム病患者であることを知り、そのことを本人に告げようとするが、大我に「もし（永夢が）自分がゲーム病患者だと知ったら、永夢はショックで過剰なストレスを抱え、ゲーム病の症状が急激に進行・悪化して消滅する」と諭され断念。以降は永夢に真実を気取られないように戦いを挑み彼のゲーム病を治療しようとする。その甲斐もなく黎斗に真実を告げられ永夢はゲーム病を発症するが、消滅は免れた。その後、変身せずにゲンムの使役したファンタジーゲーマを攻略し、ゲンムからガシャットギアデュアルβを奪い、ブレイブ レベル50へと変身し患者の治療に成功するが、パラドクスとの戦闘でレベル50の力を使いこなせず負傷し、大我に治療され「ガシャットギアデュアルβを渡せ」と言われるも小姫の一件を許したわけでは無いため彼に掴み掛かるが、大我の「傷ついた体でオペを続けて俺みたいになってもいいのか」という言葉を受け彼にガシャットギアデュアルβを渡す。
自分と同じ境遇にあった刑事の治療に当たり、その際のゲンム（黎斗）との戦闘で永夢が「黎斗の野望によって消えていった人たちの無念を晴らす」という考えを聞いたことで彼への考えを改め、衛生省の役員たちに連行されそうになっても黎斗を治療しようとする永夢を庇い、彼らを説得した。そして、貴利矢の遺したパソコンからリプログラミングのデータを発見し、そのデータを大我が完成させようとしていた新作ガシャットにインストールしたが、起動には失敗してしまう。その後、永夢が以前マイティブラザーズXXガシャットを生み出したことを思い出し、永夢に銀色のガシャットを託す。
黎斗が消滅したショックから立ち直り、3ヶ月に及ぶ外科研修を全うした永夢を誉めるなど、彼に対する態度は少なからずも軟化してはいるが、プライドが高い一面はあまり変わっておらず、飛彩と大我にゲーム病を発症したバンドグループの治療の協力を呼び掛ける永夢に「研修医ごときが、俺に指図するな」、「（永夢と）仲間になった覚えは無い」として拒否していた。
黎斗が復活したことで、ゲーム病によって消滅した小姫が蘇るのではないかという一縷の望みを抱き、密かに爆走バイクのガシャットロフィーを手に入れていた。そして、黎斗から消滅した人間のデータが対応するプロトガシャットに入っていることを知るが、そのプロトガシャットが正宗に盗まれたことを知る。その後、現れた正宗から仮面ライダークロニクルの運営のため、正宗の配下として協力を依頼されるが、それを断る。だが、正宗からプロトドラゴナイトハンターZガシャットを報酬として提示されると秘密裏に正宗の配下となり、永夢によって正宗がリプログラミングされそうになるとそれを妨害し永夢たちの元を離れた。その後、再び正宗からの依頼を受け永夢が使用している貴利矢のゲーマドライバーを奪い、その成功報酬として不完全に再生された小姫と再会する。だが、今度は彼女の意識を取り戻すために正宗にさらなる命令を出され、彼からタドルレガシーガシャットを受け取るが、心に迷いがあったせいでガシャットを使えなかった。その後ムテキゲーマーに圧倒され、憤慨する正宗に「エグゼイドを絶版にしなければ、小姫を消す」と脅される。ドクターとしてそれはできないと拒むも、「パーフェクトノックアウト（パラド）を倒し変身能力を奪え」と命じられ決意を固め、ブレイブ レベル100となりパラドに挑む。その始末に失敗したため、正宗に「大我の手術にわざと失敗しろ、さもなくば小姫を消す」と命令されるも、ドクターとして消えかかった命を見捨てることはできず手術を成功させ、小姫のデータを抹消される。その後正宗と決別してCRに復帰し、意識を取り戻した大我にこれまで自分がとってきた態度を詫び和解する。
明日那に対しては外見を問わず「ポッピーピポパポ」と呼び、「この姿の時は明日那って呼んで」と言う明日那に対して「どっちでもいい」と返している。
元々は苦手だったが、小姫の影響を受けたのか甘い物が好物であり、疲労回復の手段として毎日決まった時間にスイーツなどを「糖分補給」と称して摂取している。また、ケーキなどを食べる際も必ず飛彩曰く「メス」のナイフとフォークで手術をするような所作で食べており、特に切り分ける時が顕著である。
- 名前は「ヒーローの鑑」を意味しており、ロールプレイングゲームの「勇者」の意も込められている。
- 飛彩の人物像についてメイン監督の中澤祥次郎は、他の登場人物と異なり二面性がなく、本来であれば一番主役らしいキャラクターであるとしている。企画当初は、命の大切さがわからないゲーマーである永夢に対し命を大切にする医師という設定であった。
- 飛彩を演じる瀬戸は、当初は「ツン」の部分を強調しており、自信家であることの表れとして胸を反らしながら歩いたり、ポケットに常に手を入れていたという。地声よりも低い声で喋り、ぶっきらぼうに聞こえるためにささやき声をベースにして、感情によってボリュームを増減している。

花家 大我（） / 仮面ライダースナイプ / 仮面ライダークロノス（花家大我Ver.）
医師免許を剥奪された闇医者。1987年11月27日生まれの29歳。血液型はAB型。黒髪にメッシュのような白髪が混じった髪型が特徴。一人称は「俺」。適合者のことは「エグゼイド（永夢）」、「ブレイブ（飛彩）」、「レーザー（貴利矢）」、「ゲンム（黎斗）」と名前ではなく変身後の名称で呼んでいる。また、人を挑発する際には、エアクオートをする癖がある。
元は聖都大学附属病院に勤務していた放射線治療科の放射線科医で、5年前に人類初の仮面ライダーとして選ばれCRに所属し仮面ライダーとして戦っていたが、ゲームに溺れたあまりグラファイトを倒し損ね、患者であった小姫の命を奪う結果となったことで医師免許を剥奪されており、ゲーマドライバーとガシャットを没収されCRを追放になった。以降は廃病院で無免許の闇医者として活動し、外国為替取引を行ったりしているが、病院関係者からは疎まれ、明日那からも仮面ライダーの使命を放棄したとして好まれていなかった。
しかし、第2話終盤で黎斗に「新作ゲームの開発費」と称した大金を支払って取引をし、ゲーマドライバーとバンバンシューティングガシャットを買い取っている。
小姫の一件から飛彩やグラファイトとは因縁があり、グラファイトと対峙した際には「5年前の借りを返す」と言い放っている。
過去にプロトガシャットを使用したことでその副作用を受けて体を蝕まれ、さらにはゼロデイの一件で医師免許を剥奪されたことから「人にはそれぞれ未来があるから、失うもののない俺だけが仮面ライダーとして戦えばいい」と思うようになる。
パラドに「先に10本のゲームをクリアする奴は誰か」という勝負を持ち掛けられたため、執拗にガシャットを求めており、また上述の彼の考えから永夢や飛彩を仮面ライダーに変身させないためにたびたびガシャットを賭けた勝負を持ち掛けている。患者を救うことよりもライダーガシャットの収集が目的となっているが、（仮病だったが）ニコの検診を真面目に行うなど医者としての心が残っている一面も見られる。
貴利矢に呼び出された際に、突如として目の前に現れた西馬ニコに「ゲーマーM（永夢）をぶっ倒して」と要請されエグゼイドの元へと駆けつけるが、貴利矢の消滅を目撃しその相手がゲンム レベルX（黎斗）であったことを知る。後にエグゼイドがダブルアクションゲーマー レベルXXで二体に分裂したことやニコの話から永夢の素性を訝しみ、密かに血液を採取して検査した結果、彼がゲーム病に感染していることを突き止める。
黎斗から永夢がゲーム病の発症の第一号であることを知ると、彼のゲーム病の進行を止めるため、ブレイブ（飛彩）とともに彼に襲い掛かる。
ニコがゲーム病を発症したが、そのストレスの原因（後述）の影響で「遊び」で変身しようとした彼女に、ゲーム病の治療における戦闘は遊びではなく自分の命を懸けて行うものだと本気で怒る。彼女の治療は結果的にパラドクスにより成功する。
パラドクスとの戦闘で傷ついた飛彩から、ガシャットギアデュアルβを奪い、スナイプ レベル50に変身し、バーニアバグスターを倒す。
ゲンム レベルXとの戦闘で圧倒し、バンバンシューティングガシャットを奪還するが、不死身のゲンムを倒すため作に「不死身のゾンビを始末するゲーム」の作成を依頼する。作が提案した新作ゲーム案を却下し、その新作ガシャットに飛彩の持ってきた貴利矢の遺したリプログラミングのデータをインストールしている最中に、黎斗の使役するゲンムXの分身とバグスターウイルスの襲撃に遭う。その際、飛彩にガシャットギアデュアルβを渡して、自身はその新作ガシャットを起動させようとするが失敗して変身が解除されてしまう。その後、黎斗によって幻夢コーポレーションが占拠された際には「とんだブラック企業の完成だな」と呟いていた。
黎斗が消滅した後も、全てのガシャットを手中に収めようとする意思は変わらず、永夢がゲーム病を発症したバンドグループの治療への協力を求めるのを断った上で、永夢と飛彩に「誰が3体のバグスターを倒すのか、お互いのガシャットを賭けて勝負しよう」と持ち掛けていた。
ニコに対しては医師免許を剥奪された自分を「主治医」と呼んでくれたことに素直に感謝しており、それ以降は付かず離れずの関係となっている。
飛彩に対してはゼロデイ以降、自身を小姫の仇として憎ませ、飛彩が道を踏み外さないようにしていたが、正宗に寝返った飛彩から小姫に対する想いとその罪を告白された際に、「俺だけを恨めばよかったのに」と悔やんでおり、飛彩を止めようとする永夢を制止した。5年前の決着をつけるためにグラファイトと交戦するが敗北し致命傷を負うも、飛彩の緊急手術により救われる。ゲムデウスのゲーム病に感染したニコを救おうと負傷した体を押して立ち上がろうとしていたが、飛彩の叱責を受け、思い留まる。
ゲムデウスウイルスの影響によりゲーム病感染者が拡大した際には、飛彩たちの応援に駆け付けており、子供を心配する母親を励ますようにもなったが、あくまでも自分は一度医師免許を捨てた身であり、医者に戻る気はないことを明かした。そして、仮面ライダークロニクルガシャットを2本使用し、クロノスに変身した。
戦いが終息した後は、飛彩の要請により、特別措置でゲーム病専門医としての医療活動が認可され、元から使用していた闇病院にゲーム病専門院である「花家医院」を開業する。
当初は感染者のストレスの原因が医者であるにも拘らず白衣姿で近付き強制的にバグスターウイルスを分離しようとしたり、その感染者の目の前でバグスターと闘うなど非情な面もあり、患者に対する永夢の姿勢を「お医者さんごっこ」と揶揄していた。その一方で、ニコと行動を共にしてからはコミカルな一面を見せるようになり、第17話ではジュージューバーガーについて勘違いをしたり、第20話ではお化けが苦手であることが明らかになった。
飛彩と同様、明日那のことを「ポッピーピポパポ」と呼んでいる。
- 当初は別の名前になる予定だったが、響きが「パラド」に似るため、「花家」となった。仮面ライダー全員が医者ではキャラクターの区別がつけられないため、行動原理の異なる「闇医者」と設定された。
- 外見や設定などについて漫画『ブラック・ジャック』の主人公ブラック・ジャックとの類似性が指摘されているが、東映公式サイトではこれを否定している。
- テレビシリーズ最初の脚本では髪が白い予定ではなかったが、白くしたことでそれまでの過程を描くスピンオフ（後述）を思案した。また、衣装合わせの段階では頭髪全てを白くする案もあったが、部分的に髪を白くすることで魅力的になるということで現在の髪型となった。
- 大我を演じる松本は、医師免許を剥奪された経緯や「ガシャットをよこせ」と言う理由を当初は知らなかったため、自分勝手で粗暴な男と決め、ポケットに手を突っ込んでしかめっ面で不遜な感じで歩き、顎を上げて見下すように地声よりも声のトーンを下げて話すようにしている。

檀 黎斗（） / 仮面ライダーゲンム
ライダーシステムを司るゲームを開発したゲーム会社、幻夢コーポレーションのCEO。衛生省と協力し、CRを発足させた。明日那（ポッピーピポパポ）ともコネクションがあり、彼女からエグゼイドを含むライダーの情報を随時得ている。30歳。一人称は「私」。正体が発覚するまでは一律に「社長」と呼ばれていたが、発覚後は「ゲンム」や「黎斗」と呼ばれている。第11話まではライダーの変身者は「○○先生」と呼んでいたが、本性を現してからは相手をフルネームで呼ぶようになった。エグゼイドに自らを倒させ死のデータを取ることに一切躊躇わないなど、決断力が非常に高い。
表向きには仮面ライダーたちの戦いをサポートしているが、その一方第2話にて大量のゲーム開発基金提供の見返りとして、5年前に医師免許および仮面ライダーの資格を剥奪された花家大我にゲーマドライバーとバンバンシューティングガシャットをあっさり渡すなど、バグスター殲滅以外に何らかの思惑がある（後に仮面ライダークロニクルの制作と判明）。
5年前のゼロデイを引き起こした原因とされるバグを起こした10種のプロトガシャットを破棄せず未だに所持しており、それを把握している大我に弱みを握られている。父親である檀正宗はバグスターウイルス発生の責任を問われ、逮捕されているが、実際には16年前の2000年問題直後にコンピューターの僅かな誤作動によって生まれたバグスターウイルスを発見した黎斗本人であることが判明した。
その正体は仮面ライダーゲンムの変身者であり、バグスターのパラドやグラファイトと結託していた。またプロトガシャットの使用による副作用も気にしてはいない様子。永夢たちに対して正体を明かしてからは、自らを「ゲームマスター」とも名乗っており、自分の知らないガシャットや自分以外の人間が開発したガシャットには不正なゲームという認識を示し、回収の対象にしている。
ゲンムとしての正体が判明するまでは、永夢たちの前では大らかで明るい柔らかな物腰だったが、それは演技に過ぎず、本性は目的のためなら手段を選ばない冷酷非道で自分本位な性格で、目的達成のためならば他のライダーやバグスターはおろか、己自身の命ですらも駒とみなし、平然と犠牲にするほど。また自らを「神」だと嘯くなど狂気的かつ傲慢な言動を度々見せる。
また、「命」という物を軽く見ており、永夢たちのようにドクターとして命を重んじるのではなく、自らの母親の命でさえもゲーム感覚でコンティニュー出来る物と考えており、ニコが正宗の策略でゲムデウスのゲーム病に感染した際にも、「自らのようにバグスターとしてコンティニューできる」と口にしたことで、貴利矢やポッピーから批難されている。
高い場所から軽々飛び降りたり、背中を負傷しても、エグゼイドを圧倒し変身解除に追い込むなど身体能力は高い。
ゲンムとしての正体を隠しながら永夢たちと接触する傍ら、ライダーたちのデータを収集する一方でライダーと戦うバグスターをサポートする。変身する所を目撃した貴利矢によって正体を暴かれそうになった際には、パラドの助太刀によって難を逃れている。
そして、10本のガシャットの実戦データを取る第一段階を終えると、第11話で、「ゲーム病の発生源は黒いエグゼイド」と言い、さらに日向恭太郎ら衛生省がバグスターウイルスを作っているという嘘の情報を流し、CRからゲーム病患者を運び出すように伝える。そしてプロトガシャット一式と新しいガシャットを持ち出し、幻夢コーポレーションに別れを告げた。それは、新しいガシャット完成のため、ゲーム病患者から死のデータを回収しようとする作戦だった。だが作戦は失敗し、シャカリキスポーツガシャットを奪われ、ライダーゲージが0になってしまう。しかしそれこそが真の目的であり、自身からガシャコンバグヴァイザーによって死のデータを回収することで、デンジャラスゾンビガシャットを完成させる。その際、正体を隠す理由がなくなったため、他のライダーたちに仮面ライダーゲンムという名と、檀黎斗としての正体を晒し、目的は「究極のゲームを作るため」だと語る。そして永夢たちに、バグスターウイルスが既に多くの人間の体内に潜伏しており、誰もがゲーム病を発症する危険性を抱えていることを明かし、「10個のガシャットで彼ら（バグスターウイルスに感染している人々）を救えるかどうかは、君たち次第だ」と告げ、姿を消す。
バグルドライバーとデンジャラスゾンビガシャットで仮面ライダーゲンム ゾンビゲーマー レベルXに変身し、真相に迫った貴利矢を口封じするためゲームオーバーへと追い込んだ。また、目的としている究極のゲームが仮面ライダークロニクルだということも判明した。彼を葬った後、仮面ライダークロニクルの存在なくしては生きられない世界になるだろうと言及している。
衛生省が仮面ライダーおよびバグスターの存在を世間に公表したことに対し、「私に敵う者など居ない」と余裕を見せ、また「仮面ライダークロニクルの開発に取り組む間だけ」として密かに幻夢コーポレーションから消息を絶ち、その後は立ち上げ当時の幻夢コーポレーションのオフィス跡をアジトとしている。また死を超越した力とする不死身のゾンビの力を手に入れたことで「仮面ライダーのテストプレイはもはや必要無い」と判断し、永夢、飛彩、大我が持つガシャットの回収に乗り出す。新たなガシャットを開発するためバグスターに使用するようにとパラドに大量のバグスターウイルスが内包された黒いガシャットを手渡すが、パラドはそのガシャットを永夢に手渡してしまう。それが変化したマイティブラザーズXXガシャットはゲームマスターである自身が意図しなかったガシャットであり、自身の変身するレベルXを上回る力を持つため、他のガシャットとは異なり削除の対象としており、たびたび永夢の前に現れてはその実戦データを取っている。
16年前の永夢と何らかの接点があり、永夢が世界でのバグスターウイルスの発症者第一号であることも知っている。また、明日那に天才ゲーマーM（永夢）をCRのドクターにするよう推薦した張本人である。
ガシャットを重んじる一方でバグスターのことを軽視しており、パラドがエグゼイドからジュージューバーガーガシャットを回収した後、バガモンバグスターをクリティカルエンドで撃破し、さらに用済みとしてモータスバグスターを倒してしまったため、パラドの怒りを買う。そしてパラドクスに変身した彼に敗北するも、「私に刃向かった罰だ」として彼の楽しみを断つ（永夢に過剰なストレスを与えて消滅させ、パラドが永夢と戦えないようにする）ため、永夢がゲーム病に感染していることを本人に告げてしまう。目論見通り永夢はゲーム病を発症するも、消滅には至らず悔しがる。
実は5年前にゼロデイを引き起こした張本人でありながら「究極のゲームを完成させるまで自分が逮捕されるわけにはいかない」として責任を父の正宗に押し付けていたこと、さらにバグスターのデータを回収すると同時にこれまでの戦闘で自身の死のデータを入手していたことが判明し、エグゼイドとの戦闘で最後の致死ダメージを受け、死のデータを入手すると計測不可能であるレベルX（エックス）へと進化する。
16年前、父の正宗が経営していたころの幻夢コーポレーションでゲームの開発に関わっていた黎斗は、中学生でありながら大ヒットゲームのアイデアを次々と生み出す自身の才能に自惚れていたが、永夢からファンレターとして届けられた手紙に書かれていた、黎斗のものとは異なる複数の新しいゲームのアイデアを目の当たりにしたことで「自分の他にも、優れた才能を持つ人間がいる」と痛感しその才能に嫉妬する。やがて「バグスターウイルスを利用すれば、全く新しいゲームを開発できる」と考えた黎斗は、実験のためにファンレターのお礼としてバグスターウイルスを組み込んだ体験版ゲーム『マイティアクションC』のディスクを永夢に送り、そのゲームで遊んだ永夢がバグスターウイルスに感染する原因を作った。そして、6年前に永夢とニコが優勝を争った格闘ゲーム大会の会場を訪れた際に、永夢の体内でバグスターウイルスが培養していることを確信し、彼の体内から成長したバグスターウイルスを取り出すために財前美智彦に手術を依頼し、天才ゲーマーM（パラド）の人格を覚醒させた上で彼をCRのドクターに推薦した。
衛生省にアジトの場所を嗅ぎ付けられてしまったことで、時間稼ぎのために自らチャーリーバグスターのバグスターウイルスに感染し、CRに身を隠す。そして永夢に前述の真相を涙ながらに告白し、わざと永夢にチャーリーバグスターを倒させることで、データを入手する。そして、ゲンムXに変身し、進化したクリティカルデッドで永夢のゲーマドライバーを腐敗させ変身不能にすると、バグスターウイルスを従え幻夢コーポレーションを占拠してCEOに復帰した。
幻夢コーポレーションを包囲していた警官隊を壊滅させるも、貴利矢の形見であるゲーマドライバーとマキシマムマイティXガシャットを使って永夢が変身したエグゼイド レベル99によってライダーゲージを復活させられ、さらにスナイプ レベル50との連続攻撃を受けて変身を解除される。それでも黎斗の命を奪うことを躊躇う永夢の「罪を償って欲しい」という訴えに「罪を犯しているのは、神である私に歯向かうお前たちだ」と反論して逃走し、逃げ込んだ先に偶然居合わせた多くの人々を、手っ取り早くバグスターを生み出すためにガシャコンバグヴァイザーを使ってバグスターウイルスに感染させるが、思うようにバグスターが生まれず苛立ちを募らせる。そこへ緊急通報を受けて駆けつけた飛彩（ブレイブ）と大我（スナイプ）に阻止され、さらにエグゼイド レベル99に変身した永夢との2度目の戦闘で体内のバグスターウイルスの抗体を全てリプログラミングされてしまい、変身能力を失ってしまう。
最期はパラドにガシャコンバグヴァイザーとデンジャラスゾンビガシャットを奪われ、彼によりゾンビウイルスを浴びせられ、「私の夢は不滅だ」と叫びながらゲームオーバーとなった。その後は完全に消滅したと思われていたが、自身が幼少期のころにバグスターウイルスの感染対策として開発していたプロトマイティアクションXガシャットオリジンの中にデータとして存在していた。偶然彼を発見したポッピーがゲーマドライバーを装着させたことで黎斗の姿に戻るも当初は「私は不滅だ…」という台詞しか繰り返さないなど自意識が定まっていない状態であったが、ポッピーがそのゲーマドライバーにプロトマイティアクションXガシャットオリジンを挿したことによって生前の人格が宿り、バグスターであるゲンム レベル0として復活を果たし、パラドへの復讐を果たす自らの目的とレベル0の力でパラドとの同化を防ぎ永夢を救おうとするポッピーとの利害が一致したことによりポッピーに協力することになる。しかしポッピーとの約束を無視し永夢の救助よりもパラドへの復讐を優先したり、復活した理由の説明を迫った大我を突き飛ばすなど、その人格面は生前のころと全く変わっていなかった。ただし、バグスターとなって甦ったためにポッピーの意にそぐわない行動や態度を示した場合にはガシャコンバグヴァイザーIIに吸収されることとなった。
復活後は新檀黎斗（）を自称し、パラド打倒に執念を燃やして単独行動を繰り返したが、ポッピーの感謝の言葉を聞き、ポッピーが自分をパラドクスの攻撃から庇おうとしたことで母との思い出を思い出して逆にポッピーを庇いゲームオーバーとなり消滅したが、プロトマイティアクションXガシャットオリジンの能力によってコンティニューして復活。
パラドクスに対して「ポッピーは削除させない。彼女は私が生み出した、命だ！」と宣言すると、自身の思想に批判していた永夢もコンティニューを「罪を償わせる時間」として理解し、罪は許さないが共闘することで、パラドクスを退けた。その後、CRの面々にプレゼントを贈り、消滅した人々のデータが感染したバグスターウイルスに対応したプロトガシャットに保存されていることを明かした。
そして、パラドたちとの最終決戦に臨むが、父親であった正宗が自らの造り出した仮面ライダークロニクルを利用・掌握していたことを知り、愕然とする。だが、クロノスに対抗するため、ハイパームテキガシャットを製作する。
ニコを救うためパラドを倒そうとする永夢に、自らのハイパームテキガシャットが無駄になるのを拒むゆえに「クロノス攻略を優先しろ」と反対する。結局永夢はパラドを倒してしまい、痛恨の叫び声をあげるが、その後パラドが無事だったことに安堵している。そして、クロノスを止めるために他のライダーたちと共にクロノスに挑むが、ハイパームテキガシャットを奪われるのを恐れ、一人だけ退散した。その後リセットの影響でハイパームテキガシャットが消滅した際には、過労死するたびにコンティニューしながら永夢の協力を得てセーブ機能が搭載された新たなハイパームテキガシャットを作り上げた。
貴利矢にゲムデウスウイルスを浴びせられ、大幅にライフを消費し、レーザーターボと戦う中で体内でゲムデウスワクチンを作ることに成功し、ドクターマイティXXガシャットを作り上げるも、貴利矢によってガシャコンバグヴァイザーIIに吸収され衛生省の役人たちに身柄を拘束される。しかし、ゲムデウスワクチンを作り上げた功績から特別措置として、条件付きで引き続きCRで管理されることとなる。それ以降は檀黎斗神（）を自称するようになる。
第43話ではニコを救おうとする永夢たちに、クロノスが作り出したゲームエリアに入れるようにする代わりに衛生省の許可を得て外へ出る取引を持ち出し、チートコードを作成することで永夢と飛彩をゲームエリアへと向かわせる。超ゲムデウスの能力でバグスターウイルスに変貌したゲーム病患者たちを救うために、ポッピーが自らを犠牲にワクチンを生成して消滅したことを知った際には、「ゲームマスターの私に許可無く、勝手に消えることは認めない」と涙ぐみながら叫んでいたが、自身に残っていたポッピーの欠片を体内で培養して復活させる。
- プロデューサーの大森は、当初はクール格好いい二枚目キャラクターと想定していたが、演じる岩永徹也の第5話での演技をきっかけにキャラクターが暴走していったと述べており、脚本の高橋も役の方向性が決まっていったという。
- 復活後は、11話あたりの黒いエグゼイドの正体が分かったころの演技に戻しているというが、レベル0になったため、ゾンビっぽさを意識した部分は減らしているという。当初は40話くらいでの復活だったという。

『仮面戦隊ゴライダー』
テレビシリーズ第23話で消滅したが、自身が万が一消滅した時に生き返れるように作っていたコンティニューが不可能な無理ゲーの中に、剣崎一真の姿に化けて潜んでいた。召喚したライダーたちの絶望を取り込み生き返ろうとしたが、永夢によってその正体を暴かれたうえにゲーム世界に本物の剣崎が現れそのジョーカーの力によってゲーム世界を崩壊させられてしまう。
その後トーテマの力を取り込むことでパワーアップを果たすが、ゴライダーとなったバロンたちにトーテマを倒され、自身もゴライダーバズーカwithエグゼイドの必殺攻撃を受けて元のゾンビゲーマーの姿に戻る。挙句の果てに、死者ではないエグゼイドとブレイドをも道連れにしてゲーム世界そのものを滅ぼそうとするが、2人を現実世界に帰還させようとするレーザー・バロン・マリカ・アナザーアギトにその行動を阻止されて4人と共に消滅した。

仮野 明日那（）
本作品のヒロイン。衛生省のエージェント兼CRの看護師。一人称は「私」。「仮野明日那」という名前は「仮のナース」のアナグラムであり、その正体は劇中の音楽ゲームであるドレミファビートのマスコットキャラクターであるポッピーピポパポをモデルにした良性のバグスター。第13話からはナース服の色がそれまでの白からピンクに替わっている。
衛生省から電脳救命センター (CR) に派遣された職員として普段は看護師の姿で行動しているが、「コスチュームチェンジ！」の掛け声と同時にCRの一角に設置されているドレミファビートのゲームセンター用の筐体内のゲームエリア（電脳世界）にあるポッピーの部屋に入るとポッピーピポパポの姿に戻る。
第11話にて永夢と患者の移送をしていた際にゲンムに襲われるも、4大ライダーがゲンムを撃破し、正体が黎斗だと知る。
花家大我のことは彼がCRを去った経緯のこともあってか、よく思っておらず、再会した当初は「あいつ」と呼ぶなど敵意すら感じる対応をしていた。
永夢のゲーム病には気付いていなかったが、第17話でバガモンバグスターがゲンムに倒された際に激昂した永夢が目が赤く発光するのを目撃しており、第18話では大我の報告を受け、疑問に思ったことで飛彩から永夢がゲーム病である事実を聞かされる。
明日那の姿の時に飛彩や黎斗、貴利矢が「ポッピーピポパポ」と呼んだ際には反射的にポッピーのテンションで答えていたが、その直後に「この姿の時は明日那って呼んで」と明日那の冷静な様子で返していた。しかし、その後も明日那の姿の際に素（ポッピー）の口調で話すことがある。
CRでは責任者である灰馬よりも上の立場にある。
- ポッピーとの演じ分けとして声色から入り、ナチュラルに話すように意識している。人間味を強く出すために眉毛を出したヘアスタイルにして微妙な表情の変化を活かすようにしている。第24話では明日那らしい動きとして電話を受けている際にメモを取るために胸ポケットに入っているボールペンを取り出す仕草をしている。

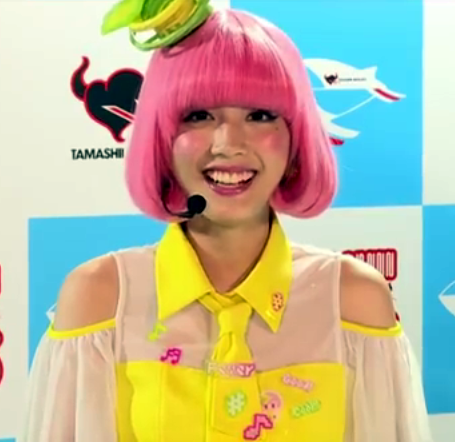
2016年10月28日、「魂ネイション2016」にて『仮面ライダーエグゼイド』のポッピーピポパポとして登壇した松田るか

ポッピーピポパポ / 仮面ライダーポッピー
仮面ライダーをサポートするゲームキャラクターで明日那の本来の姿でもあるが、実際はドレミファビートから誕生した良性のバグスター。ピンクの髪にカラフルな衣装が特徴。性格も明日那の時のキャリアウーマン風から軽いテンションへと変わる。このお気楽で明るい性格が彼女の素であり、上記のように明日那としての性格はほぼ演技である。明日那の姿になるときも「コスチュームチェンジ！」と発声する。
ドレミファビートの筐体の中に入るとこの姿に戻るが、そのままの姿で実体を伴って現実世界に出ることも可能。またゲームエリアにも自由に出入りが可能。
口癖はがっかりした時の「ピヨる」や混乱した時の「ピプペポパニック」などパ行の入った言葉を使う。
普段所持しているフォークとナイフを巨大なエネルギー波へと変化させてバグスターウイルスと戦闘したり、エナジーアイテムをライダー同様に使用することもある。
バグスターであることは秘密にしていたつもりだったが、永夢や飛彩は以前から気づいていた模様。
第24話では幻夢コーポレーションの新社長である天ヶ崎の洗脳によりパラドの元へ向かい仮面ライダークロニクルの敵キャラクターとなっている。仮面ライダークロニクルのCMなどではイメージキャラクターを務め、ゲーム内ではナビゲーター役を担う一方で、違反行為を行った者へのペナルティを与える役割を務めていた。また、（ライドプレイヤーを含む）仮面ライダーと戦う敵キャラとしても組み込まれていたため、第28話ではエグゼイドやブレイブだけでなくライドプレイヤーにも攻撃していた。
第25話で恋から受け取ったバグルドライバーIIとときめきクライシスガシャットを使い、第26話で仮面ライダーポッピーに変身する。
パラド曰く、CRに協力していたころのポッピーはゲンム（黎斗）によってプログラミングされた人格であり、恋の洗脳によりデータがリセットされて初期化したことで本来の人格に戻ったという。
洗脳されてからは永夢たちに対する態度が変わっており、第25話でエグゼイドからの呼び掛けを無視し、第26話ではゲーム病患者が自力で病気を治すために仮面ライダークロニクルに挑むのを止めようとするエグゼイド（永夢）の行為をルール違反と告げた上で仮面ライダーポッピーに変身し、ポッピーを敵と断定して攻撃を仕掛けるスナイプ（大我）共々、変身解除に追い込んでいた。またCRに所属していた間は永夢と同じくゲーム病患者を気遣っていたが、洗脳後は「仮面ライダークロニクル」でゲームオーバーになったライドプレイヤーたちが消滅しても動揺したりする素振りを見せず、仮面ライダークロニクルの実態を知らない大勢の人たちがゲームを購入する光景をテレビのニュースで見て喜んでいた。
大我とニコの様子を見て見せた笑顔に永夢が気付き、エグゼイドにリプログラミングされることで記憶を取り戻すも、一般人に自身のゲーム病を発症させているためブレイブたちに倒されかける。しかし永夢の行動によって笑顔になりゲームクリアとなったことでゲーム病の発症者が完治し、再び永夢たちの仲間に戻る。自分を助けてくれた永夢を救うべく単独で行動し、自らが感染した宿主である檀櫻子の記憶を頼りに、生前の黎斗がゲンムとしての正体を明かした後にアジトとして使っていた16年前の幻夢コーポレーション本社に向かう。そこで幼いころの黎斗がバグスターウイルスの感染対策として隠した6個目のゲーマドライバーとプロトマイティアクションXガシャットオリジン、そしてレベル0マニュアルを発見する。
そして、バグルドライバーIIでプロトマイティアクションXガシャットオリジンを起動させるも変身できなかったため、ポッピーとしてそのゲーム世界へと入ることでバグスターウイルスとなった黎斗を発見し、覚醒させたのち彼をゲンム レベル0へと変身させる。
仮面ライダークロニクルによって消えた息子を蘇らせようとした母親の言葉を聞いた黎斗が「子供のために慣れないゲームに挑むとは」と言ったことで自らの宿主が黎斗の母親であることを思い出し、死期が近かったため、データとして櫻子の記憶をポッピーに引き継がせたのだと思っていたが、黎斗が自らの”神”としての才能を試すための実験台に過ぎなかったことを知り失望する。
その後、パラドへの復讐のために独断で出撃した黎斗が自分の命令を無視したため仮面ライダーポッピーに変身し彼を攻撃して諫めるが、直後に黎斗に自分を生み出してくれた感謝の気持ちを伝えるとともに人間に味方をする自分を消そうとするパラドクスの攻撃から彼を庇い抱きしめて黎斗に心臓の鼓動を聞かせたことで、彼を永夢たちに協力するように改心させた。
大規模なパンデミックを止めるため、ドクターマイティXXガシャットを自らに挿して自らを犠牲にしてゲムデウスワクチンを生成して拡散し、永夢たちに最後の言葉と笑顔を投げかけ、一旦消滅するが、黎斗が彼に残っていた自身のウイルスを体内で培養したことで復活する。
- キャラクターのコンセプトは「萌えキャラ」である。演じる松田は、キャラクターのイメージとしてきゃりーぱみゅぱみゅや初音ミク、則巻アラレを挙げている。
- 企画当初は従来とは異なるヒロインとしてゲームキャラクターであるポッピーピポパポが設定されていたが、番組に「医療」の要素が加わったことで「看護師をヒロイン」にという意見が挙がりポッピーとは別に明日那が追加された。その後、ダブルヒロインでは片方の影が薄くなるとしてポッピーが没になりかけるが、メインライターの高橋が2人を同一人物とする案を挙げ、これが採用された。ポッピーがバグスターであるという設定は第2話で言及される予定であったが尺の都合で削られ、第12話まで持ち越された。
- 松田自身の少しクセのある声を活かしてゲームキャラクターとしての部分を誇張し、自分の発する声を聞いてポッピーになるようにしている。人間っぽさを出さないために眉毛を出さないようにしている。洗脳時には元気なポッピーのトーンのままで作り笑顔っぽくすることで不自然さを感じさせるようにしている。
- モニター越しに会話するシーンでは、実際に会話をしながら演技ができるように同じセット内で同時に撮影している。
- 仮面ライダーシリーズでは史上初の「テレビシリーズでヒロインが専用ベルトで変身する仮面ライダー」である。

九条 貴利矢（） / 仮面ライダーレーザー / 仮面ライダーレーザーターボ
東関東監察医務院に所属する監察医。アロハシャツの上に赤いレザージャケットを羽織っている。後述のバグスターとして復活した際には、正宗の仲間になっていたころには黒いレザージャケットを着用していたが、CRに復帰後は元の赤いレザージャケットを羽織っている。第42話で正式にCRのドクターとなってからは、白衣を着用するようになる。CRのドクターたちの様子をうかがっているなど食えない人物であり、目的のためなら平気で嘘をつくことさえある。27歳。A型。服装の通りハワイが好きで、好物はロコモコ。ブラックコーヒーが苦手で、大量のスティックシュガーとミルクを入れるほどである。「乗る」「乗せる」という表現を好んで用いるなど口が巧く、口癖は「あれ、乗せられちゃった？」。一人称は「自分」「俺」。ほかのライダーたちのことは名前を呼び捨てで呼んでいる。
調査能力に長けており、優れた情報収集と洞察力で原因不明の死因を探るうちに、バグスターウイルスとゲーム病の存在に辿り着き、ライダーとバグスターとの戦いを観察していく中で自身もバグスターとの戦いに身を投じていく。永夢が大我に奪われたマイティアクションXガシャットを取り返すことを条件に永夢と共闘関係を結んでから、本格的にCRに接触するようになった。
実は、物語開始の3年前にゼロデイの真相を掴んでおり、ゼロデイの真実を口外しない交換条件として黎斗から爆走バイクガシャットとゲーマドライバーを手に入れる。そしてゼロデイで犠牲になった友人がいると語り永夢らCRの面々と接触を図り、ライダーとバグスターの戦いに参加するが、永夢とコンビを組んだのはレベル2の際に運転者がいないと真価が発揮できないためであり、真の目的はバグスターの正体を調べるための検体を得ることだった。その際にゼロデイで犠牲になった友人などいないと語っていたが、実際には3年前に藍原淳吾という友人にゲーム病を告知したことで彼を自暴自棄にさせてしまい、適切な治療を施せず交通事故で亡くしてしまった過去があり、それ以降は本当の自分を隠し、お調子者のような性格で嘘をつき、真実を隠すようになった。
ガシャットを盗み出したゲーム病患者（グラファイト）を探す過程でゲンムの正体を知るが、永夢らにはゲーム病患者がゲンムの正体であると嘘の情報を流す。その後、ゲンムとの格闘戦の際に「本当の正体を知っている」と語ってゲンムを挑発するも、逆に完膚なきまでに叩きのめされてしまう。その後、ケガを治すために入院していたが、隣のベッドの患者がゲーム病を発症したためCRに運び込む。そこで永夢が患者にゲーム病の告知をするところを見て自分の過去と重ね合わせ「真実を伝えることで人生を狂わせることもある」と忠告。共にコラボスバグスターを追いかけてギリギリチャンバラガシャットを手に入れてレベル3に変身、黎斗こそがゲンムの正体だと宣言して永夢や飛彩の目の前でゲンムの正体を暴こうとするが、パラドが咄嗟に黎斗と入れ替わってしまったため、前述の淳吾の死因の件も含めて飛彩たちからは嘘つきの烙印を押されてしまう。だが、そのことも潔く受け入れ自分を信じてくれる永夢に「少しは人を疑え」と忠告して立ち去っている。その後に黎斗に再戦を挑み、彼自らが何故仮面ライダーとして戦うのかを問い、彼の目的がバグスター誕生の謎を突き止めることであることを知り、同時に永夢が適合手術を受けずにライダーに変身していることを知る。その後、永夢が受けた16年前の手術について調べ、恭太郎に「本当に命の恩人なのか」と問い詰め、その後も調査を続けたが恭太郎の悪評を聞くことはなかった。
そして、ドラゴナイトハンターZガシャットの力で暴走したエグゼイドを叱咤し暴走を止めると、恭太郎を信じる永夢を信じることを決意し共に戦う道を選び、それまで「名人」と呼んでいた永夢を初めて「永夢」と名前で呼ぶ。その後ゲンムの正体が黎斗だと発覚したため、自身の言葉が事実であることが他のライダーやポッピーに証明された。
刑務所に服役している幻夢コーポレーション前社長である檀正宗と面会し、黎斗の目的と「16年前の永夢と黎斗の接点」や「ゲーマドライバーの適合手術を受けていない永夢が仮面ライダーに変身できる理由」を知る。その後、それを永夢たちを招集して知らせようとするも黎斗に先を越されてしまい、彼が変身した仮面ライダーゲンム レベルXとの戦いの末に敗れ、ライダーゲージが尽きてゲームオーバーとなってしまう。最期は遅れて駆けつけてきた永夢にゲーマドライバーと爆走バイクガシャットを託し、「お前が笑顔でいる限りお前はお前だ」「お前の運命はお前が変えろ」と言い残して消滅。この際、プロト爆走バイクガシャットに彼のデータが保存された。
実は、前述の黎斗と永夢の接点や、黎斗がゼロデイを起こした張本人であったことを知ったこと、バグスターウイルスを根絶するためにリプログラミングのデータを遺し、そのバグスターウイルス原種の抗体を持つ保菌者である永夢に全てを託していたために消されたことが判明する。
貴利矢が黎斗（ゲンム）に倒され消滅したことを、永夢たちCRのメンバー以外で知る者はほとんどおらず、世間には「消息不明（もしくは音信不通）になった」として認識されており、彼の同僚であった西脇も彼の死を知らなかった。
第34話終盤でクロノスの力によってバグスターとして復活し、永夢たちの前で変身を解き正体を明かす。復活後は自身を蘇らせてくれた正宗に恩義を感じ、仮面ライダークロニクルを肯定するなど冷徹な言動を見せていたが、それは正宗を油断させる演技であり、正宗からハイパームテキガシャットを奪い返し、永夢のムテキゲーマーへ変身するための助力となった。その後は同じく正宗から奪取したゲームで消滅した者たちのデータが入ったプロトガシャットと共に、CRに帰還する。
黎斗に対しては自身が生前に遺したリプログラミングのデータを使って永夢が敵討ちをしてくれたため、永夢の判断を信じることで許しはしないが協力する道を選び、リセットの影響で消滅したハイパームテキガシャットの再開発にも立ち会ったりしている。
また、正宗の元にいた際から共に過ごすことが増えた飛彩に対しては、兄のような顔を見せることがある。
黎斗を利用してゲムデウスワクチンを作り上げた功績から、正式にCRに所属することとなる。だが、黎斗との戦いでゲムデウスウイルスを浴びていたことからゲーム病を発症し、ゲムデウスクロノスが超ゲムデウスへと進化した影響でウイルスが活性化してバグスターウイルスへと変貌する。しかし、ポッピーが作り出したゲムデウスワクチンにより元に戻る。
戦いが終息した後は、灰馬に幻夢コーポレーションと共同の新薬開発事業の担当者に指名され、幻夢コーポレーションの新社長となった作と共に病理学の面からバグスターウイルス専用のワクチンの開発に当たっている。
また、『ゲンムVSレーザー』でゴッドマイティマキシマムXガシャットの攻撃によってリプログラミングされ、世界で初めてバグスターから人間としての肉体が再生された存在となった。
- 仮面ライダー全員が医者ではキャラクターの区別がつけられないため、行動原理の異なる「監察医」と設定された。企画段階ではミステリアスな人物と設定されていたが、配役が小野塚勇人に決まったことで小野塚本人の人物像を反映して他人との距離感が近い人物に改められた。
- 当初、再登場の予定はなかったが、貴利矢の復活を望む声が多く、また仮面ライダーパラドクスと同時に登場する予定であった新キャラクターがなくなったことから、再登場することとなった。
- バイクをモチーフとしたレーザーのため、バイクは足を使って動かすことから蹴りでセレクトすることとなり、10話までは横蹴り、11話からは回し蹴りにしており、『平成ジェネレーションズ』ではすべて蹴りのアクションにしている。復活して正宗の元についていた際は荒々しい感じの前蹴りとなっており、永夢たちの元に戻ってからは元の1回転の回し蹴りに戻っている。

パラド / 仮面ライダーパラドクス
バグスターの参謀格。一人称は「俺」。永夢以外の適合者のことは大我同様、「ブレイブ（飛彩）」、「レーザー（貴利矢）」、「ゲンム（黎斗）」と名前ではなく変身するライダー名で呼んでいる。また、永夢のことは「M」とも呼ぶ。人間態のままでも爆炎の中で紫色のバリアを張って凌ぐなどの力がある。知略に富んだ頭脳派で、幻夢コーポレーションのゲームでよく遊んでいる。
気持ちが高揚した時の「心が躍るな」が口癖だが、興奮したり、怒りを露わにした時、「心が滾る」が口癖になり、仮面ライダーとの戦いもゲームとして楽しんでいる。逆に興をそがれると「シラけることすんなよ」もしくは「シラけるぜ」とぼやく。そのため仮面ライダーの排除に躍起になるグラファイトを制止していたりしていた。また、永夢たちと黎斗の戦闘で黎斗が追い込まれた際には、彼の代わりにゲンムの装着者のふりをして永夢たちの前に姿を現わし、自分がゲンムの装着者であると永夢たちに誤認させ、ゲンムの正体を知っていた貴利矢の信用を失墜させた。後述するように事ある毎に永夢と接触をしており、彼に対しては並々ならぬ執着心を抱いている。また、時としてバグスターはおろか、協力者である黎斗自身にすらも自分の障害となるのであれば容赦なく攻撃を仕掛け、一方的に叩きのめす危険性を持っている。物事をパズルゲームのように見立てて解釈することが多い。
黎斗から、自身専用のガシャットを作るために膨大なデータの制御システム用の実験データを取るため、大量のバグスターウイルスが内包された黒いガシャットをバグスターに使用するようにと手渡されるが、永夢に「ゲンムを倒せ。運命を変えてみせろよ」と焚き付けそのガシャットを手渡す。
永夢がゲーム病患者であることを知ったブレイブ（飛彩）とスナイプ（大我）がエグゼイドと交戦しているところに乱入しようとしていたリボルバグスターを鎖で拘束して3人の前に姿を現し、黎斗から仮面ライダークロニクルの腕ならしとして渡されたガシャットギアデュアルを使って仮面ライダーパラドクスへと変身し、3ライダーを圧倒する力を見せる。
飽くまでも黎斗に協力しているのは、仮面ライダークロニクルをプレイヤーとして楽しむためであり、仲間意識として協力しているわけではない模様。そのため、黎斗から言い渡されたことを無視して独断で行動しており、仮面ライダーに変身してからは、エグゼイド（永夢）との戦いを熱望する姿勢を見せており、「俺の楽しみを邪魔する奴は許さない」とも話しており、場合によってはバグスターや黎斗（ゲンム）と戦うことも辞さない。第16話では、エグゼイド レベルXXとの交戦中に、背後からリボルバグスターに攻撃されたことに激怒し、自身の楽しみを邪魔したリボルバグスターをノックアウトクリティカルスマッシュで撃破し、結果的にニコのゲーム病を治すこととなった。
第一段階の際にはコラボスバグスターがライダーたちに敗北し、ガシャットを奪われたが、それに激怒したグラファイトに「大事なのは仲間（バグスター）よりデータだ」と言い放ったり、黎斗と共謀してグラファイトを煽り、仮面ライダーたちに倒させたり、仮面ライダーとなってからは、エグゼイドとの戦闘の際に自身の楽しみの邪魔をしたリボルバグスターをゲンム（黎斗）の制止を無視して倒したことから、バグスターでさえも犠牲にして自身の楽しみを続ける場面が多く見られる。しかし、ゲンム（黎斗）と共に永夢からジュージューバーガーガシャットを回収するが、黎斗が独断でバガモンバグスターを撃破したため、彼に憤慨し、またモータスバグスターを囮として利用した黎斗に「バグスターを何だと思ってんだ！」と激昂。永夢に止めを刺そうとするのを阻止するためにパラドクスに変身し、ゲンム（黎斗）を圧倒する。その際、黎斗にリボルバグスターを排除したことを指摘されるが、「ルールに則り、真剣にゲームで遊んだ過程でのこと」であり、黎斗の行為とは違うと主張する。
ゲンムとの最終決戦後、黎斗の命を奪うことを躊躇する永夢に対し「お前の力でゲンムを消せ」と唆すが彼が黎斗を殺さなかったため、「敗者には敗者らしいエンディング」として変身不能になった黎斗から自身がガシャコンバグヴァイザーとデンジャラスゾンビガシャットを奪ってゾンビウイルスを浴びせ、黎斗を消滅させた。
その正体はゼロデイの時、16年前に黎斗がバグスターウイルスを組み込んだゲームを遊んだ時にゲーム病を患った永夢の体内から財前たちの手で分離させられた、幼少時の永夢自身が自ら抱いていた一緒にゲームを楽しみたいと思える友人が欲しいという願望が反映されて世界で最初に生み出されたバグスター（ウイルス）であり、同時に本来のMの人格そのものである。永夢自身がバガモンの死に激怒した際、パラドも同様に黎斗に対して嫌悪感を露わにしたのも、永夢と意識を共有しているためである。パラド自身は経緯上、永夢に乗っ取り、永夢自身を自らの意思で操る特性を持つ。永夢自身が黎斗に真相を告げられて自らのゲーム病で消滅したりせず、Mの人格になったまま存在を維持することができたのも、パラドが自ら永夢の肉体に宿り、消滅を未然に防いでいたためである。また5年前に永夢がゲーマーから医師に転身したのも、財前たちの手術で永夢の肉体からパラドが分離して実体化した影響で本来の人格に戻ったためであった。本人は宿主である永夢と戦うことを何よりも優先しており、仮面ライダークロニクルもそのために用意してやったと宣言している。上記の真相を憑依した永夢と仲間たちに自ら告げ、それを永夢自身に理解させた上で、エグゼイド レベルXXRとなってエグゼイド レベルXXL（永夢）と戦い、マキシマムマイティクリティカルフィニッシュを受けた際、リプログラミングによって自身の体内に互いに共有していた永夢の遺伝子を組み込むことに成功し、人間の遺伝子を有したバグスターとなった。さらにその状態になったことで本来人間にしか扱えないゲーマドライバーを用いてパラドクス レベル99となり、エグゼイドたちを圧倒する。
その後ポッピーに対し裏切り者として始末しようとし、それにより「誰かを守るため」に本気を出した永夢と念願の対決にこぎつける。そしてレベルは同じであっても、永夢がゲーマーであったのが自身の影響であるゆえにエグゼイド（永夢）に勝利し、止めを差そうとするが、ゲンム レベル0に妨害される。それ以降、永夢は敗者として自分の手でエンディング（倒す）を迎えさせる方針をとる。そして上級バグスターへの挑戦権を得た永夢たちに「遊びは終わりだ」と、バグスターの支配する世界のため、グラファイトバグスターやラヴリカバグスターと共に最後の決着を付けようとするが、クロノスの乱入で決戦は中断。そして彼によりラヴリカバグスターが完全に消滅したことで、完全体のバグスターは何度倒されても再び生き返るという今までの自分たちの常識が覆されたことに愕然とし、今まで意識していなかった死という恐怖に怯えるようになるが、グラファイトにより自身の本来の目的が永夢を倒すことだったことに気付かされ、また永夢と黎斗がクロノスのポーズの能力を攻略したのを見て立ち直る。
ムテキゲーマーへの変身に際し、「協力する代わりにクロノスを攻略した後決着をつける」という条件で永夢と一時的に手を組むが、その力を脅威とした正宗に永夢のエグゼイドの変身能力を奪うため、絶版の対象として狙われる。そしてクロノスに圧倒され、再び「死」の恐怖が芽生える。それを振り払い自らの手でクロノスを倒そうとするが、ニコを救いたい永夢に、かつての約束を引き合いに勝負を挑まれる。ムテキゲーマーの力にはなすすべもなく圧倒され、自らが死ぬということに怯えながら、エグゼイドに倒される。そのまま消滅したかに思われたが、実は永夢に消滅の直前に自身の身体に取り込まれており、永夢がダブルアクションゲーマーに変身すると同時に復活した。その後、自身が死に直面したことで命の尊さと死の恐怖を知り、これまでの行いを反省し、また自分に心があったことを認識させられ、永夢にこれからは人の命を救うために一緒に戦うことを誓って共にクロノスを攻略する。そして仲間になったことで永夢たちはパーフェクトパズルとノックアウトファイターのガシャットロフィーを獲得する。
ポッピーやグラファイトが命がけで戦うのに感化され、自らもバグスターとしての償いとして、ゲムデウスと正宗を分離しようとレベル1で戦う永夢たちに協力する。ゲムデウスワクチン（ドクターマイティXXガシャット）を使用し超ゲムデウスの動きを止め、止めを刺す隙を作るも、そのまま分離後のゲムデウスにしがみ付き、自らへのダメージも顧みずワクチンを流し続けゲムデウスとともに消滅する。最期に永夢に「お前とゲームできて…最高に楽しかった」という言葉を残すが、消滅する直前にパラドのデータの一部が永夢に再び入り込んだため、身体で培養されて永夢から分離して復活した。
- 「主人公と敵が同一人物」という設定は、大森が前々作『仮面ライダードライブ』終盤で泊進ノ介とハートの関係性として発想したものであったが、その時点で特に伏線も張っていなかったため案としても出さず、本作品に仮面ライダーらしい要素として取り入れた。
- 命の大切さがわからないというキャラクター像は、企画当初の医師の設定が加わる前の永夢の設定が反映されたものである。
- 第23話の手の動きは甲斐のアドリブで「消す」を意味する動きをしている。

西馬 ニコ（） / ライドプレイヤーニコ
サイケデリックなファッションに身を包んだ女子高生の少女で、年収1億のプロゲーマー。18歳。一人称は「あたし」。体の至る所にマイティの缶バッジをつけている。生意気かつプライドが高い性格で、自分の洋服などを入れたキャリーケースを持って大我の病院に突然押し掛けて「永夢を倒してくれるまでの間だけ入院する」として勝手に泊まり込もうとするなど、大変わがままで自由奔放である。短気な所もあるため、気に入らないことになると、誰に対しても喧嘩腰かつ攻撃的な勝ち気な態度を見せる。永夢の研修医以前の過去を知っており、永夢のことは「M」と呼ぶ。ネット情報で突き止めた大我の廃病院にけしかけ、「ゲーマーM（永夢）をぶっ倒して」と要請する。
その後、大我が永夢と戦う姿勢をあまり見せないことに業を煮やし、自らの手で永夢を倒そうと大我からゲーマドライバーとバンバンシューティングガシャットを盗む。そして嘘の緊急通報で永夢を呼び出した上で一方的にゲームでの勝負を持ちかけ、仮面ライダーに変身しようとしてバンバンシューティングガシャットを起動した際に、体内に潜伏していたバグスターウイルスが活性化したことでゲーム病を発症し、CRに搬送される。
彼女は「天才ゲーマーN（エヌ）」とも呼ばれており、ゼロデイの1年前、永夢が出場していたゲーム大会の客席に姿を見せていた。その格闘ゲームの大会での決勝における対戦相手であった永夢を、自身のゲーム人生において唯一の敗北を味わわせプライドを傷つけた人物として逆恨みし、彼の打倒を長きに渡り狙っていた。
ニコがゲーム病を発症したのは、永夢がゲームで勝利することに対するストレスが原因であったことから、彼女の身体から分離したリボルバグスターはエグゼイド（永夢）を味方として認識しており、エグゼイドの攻撃が全く効かず、他ライダーとの戦闘では彼を防衛する側にいた。
ゲーム病になっても、懲りずに永夢の打倒のため変身したいと欲求するが、大我に「俺たちは遊びでやってんじゃねぇ。俺もあいつも一つしかない命張って、必死に戦ってるんだ」と態度を非難される。それでも態度を改めなかったが、明日那に大我たちが戦っているゲームエリアに連れていかれた際にそのことを身を持って味わい、無謀にもモップでゲンムに応戦することで、スナイプ（大我）を再起させるきっかけを作らせた。
ゲーム病が治った後も永夢への敵意は変わらず、「あたしの主治医（大我）が必ずぶっ倒す」と捨て台詞を残し、大我と行動を共にしている。
永夢がゲーム病を患っていることについては、第18話で黎斗がその事実を暴露するまで知らず、続く第19話では「6年前にあたしがゲームで負けたのはM（永夢）ではなく、M（永夢）の体内に潜伏しているバグスターだったのかもしれない」と語っていた。それ以降も以前ほどではないが永夢に対して拒絶的態度を取り続けていたが、後に第19話での推測通り、永夢の体内に潜伏していたパラドが自分の負けた本当の相手であるMだったことを知り、永夢に謝罪することを決め、パラドに対しても「ぶっ倒す」と宣戦布告している。
第27話以降は仮面ライダークロニクルガシャットを使いライドプレイヤーニコに変身し、大我と協力してガシャットロフィーを集めていた。
第39話で正宗の陰謀によりゲムデウスウイルスに感染。その際、永夢にこれまでの自らの言動を詫びている。また、大我に「ゲーマーMを倒したかったのではなく、本当は強い相手と戦いたいだけだったのかもしれない」と吐露している。その後リセットの影響によりゲーム病は完治し、グラファイトに止めを刺した。
第42話でゲムデウスによりゲーム病感染者が拡大した際には、大我とともに飛彩たちの元に駆け付けゲーム病に感染した子供を励ましており、医者の仕事に興味を示すようになった。
第43話で仮面ライダークロニクルのゲムデウスへの挑戦権を獲得したため、檀正宗にゲームエリアへ連れ去られ、クロノスへの変身を強要されて挑発に乗り変身しようとしたところを大我に阻止される。
正宗の消滅後は大我の元から退院して高校生活を送っていたが、大我が一人でいたことと、ゲーム病と戦う人々と寄り添いたい気持ちから、最終話終盤では、無事高校を卒業した後、大我の病院に医療事務の求職のために訪れる。なお、プロゲーマーとしては友人曰く「一生遊んで暮らせる」ほど稼いでいたが、その貯金はほとんど大株主となった幻夢コーポレーションの株に投資したという。
『ブレイブ&スナイプ』でライバルのルーク・キッドマンと共にアメリカへと渡り、プロゲーマーとして活動しているが、風邪をこじらせただけで大我を渡米させるなど相変わらずの関係となっている。
- 初登場となる第12話では、ニコのキャラクターを強く残すため、両手の裏ピースで「M」の字を作ったり、両手を顔に添えて「キュピッ」とポーズを取っている。
- 普段から履いていたチェックのスカートは、最終話で履いていた高校の制服のスカートと同様のものである。

檀 正宗（） / 仮面ライダークロノス
黎斗の父親。一人称は「私」。第31話の櫻子のカルテでは2011年4月4日の時点で49歳であった。5年前、幻夢コーポレーションの初代CEOであったが、自社が発表した10個のゲームにバグが発生し、バグスターウイルスがテストプレイヤーに感染してしまったため、そのゲームは発売中止。自身は表向きはウイルス感染の責任を問われる形で逮捕されており、実際は黎斗から責任を押し付けられて、幻夢コーポレーションは倒産の危機に陥っている。警察に対してはゼロデイの件について自らの過失は認めつつも、その詳細に関しては曖昧な供述しかしていなかった。
服役中には刑務所を訪れた貴利矢に黎斗の目的と「16年前の永夢と黎斗の接点」や「ゲーマドライバーの適合手術を受けていない永夢が仮面ライダーに変身できる理由」を話す。
その後、面会に来た永夢と明日那に全てを話し、黎斗の暴走を止めるように依頼する。
ゼロデイの件が黎斗の手によるものと判明し、第32話で釈放されるやすぐさま幻夢コーポレーションのCEOに復帰。恋の方針に疑問を抱いていた社員たちから歓迎される一方、恋自身は納得がいかずに反発するが、デスクに隠してあったガシャコンバグヴァイザーIIを見つけたことで、彼の正体がバグスターであることに気付く。その後、ライダーとバグスターの最終決戦に突如として乱入し、仮面ライダークロニクルの終結を阻止しようとする。その実態は仮面ライダーとバグスター双方を「商品」として見なし、常に商品価値でしか評価しないという人間味の感じられない非情で合理主義的な性格の持ち主である。その性格上、バグスターの能力や黎斗を商品として認識し、常に変身者が使用しているガシャット名またはそのバグスターが登場するゲーム名でしか呼んでいない。本人は幻夢コーポレーションをあくまでもホワイト企業として経営しており、相手を商品価値でしか測らないのとは別に、相手と交渉する際には「労働には報酬を与え、人心を掴むことでカンパニーを形成する」という考えの下、労働に応じた報酬とそれに対応した見返りを要求することにより、他者の人心を掌握することにも長けている。以上の性格から、人間味が無い性格とはいえ、その高いカリスマ性を秘めていることから、社員からの人望も非常に厚い。
その目的は仮面ライダークロニクルは永遠に続くコンテンツとして愛されなければならないという考えの下「仮面ライダー、バグスターの両方を管理しジャッジする」ことであり、永夢に黎斗が目を付けたことや仮面ライダークロニクルをパラドが始めたこともすべて彼のシナリオだった。また、彼自身は永夢と同じくバグスターウイルスに対する抗体を持ち合わせた人物であり、16年前に自らバグスターウイルスに感染し、服役中にクロノスに変身する条件を満たすためにあらゆるバグスターウイルスの完全な抗体を身に付けていた。そして、真実を告げた後、ガシャコンバグヴァイザーIIと仮面ライダークロニクルガシャットを使用することにより、仮面ライダークロノスに変身を果たす。ポーズの能力でライダーとバグスターを一方的に圧倒し、ラヴリカバグスターを完全に消滅させた（本人曰く、「ときめきクライシスは絶版」）ことで、今後は自身が仮面ライダークロニクルの新たな運営者となることを宣言する。
運営者としては洗脳されていたころのポッピーと同様、ライドプレイヤーを仮面ライダーが助ける行為はタブーとしつつも、消滅によりプレイヤーの人口が減少し過ぎることは不本意とし、余分なバグスターはマスターガシャットによって削除や調節する方針を取っている。また、当初は商品である仮面ライダーをむやみに傷つけることを好まなかったが、厄介な存在であるパラドの絶版を判断したのを皮切りに、商品価値のない仮面ライダーをすべて絶版にするという方針を打ち出す。さらに海外展開の決定に伴い、新たな人材を仮面ライダーとすることに決め、現在の仮面ライダーすべてにもはや「商品価値はない」と断じている。社員たちには「消滅した人たちを救うために仮面ライダークロニクルの販売促進を進める」と述べているが、実際には消滅した人たちを救うつもりは毛頭なく、全人類を「命の管理者」「世界のルール」として支配することを目論んでいる。
黎斗の代わりに服役したのも、黎斗が「私の」仮面ライダークロニクルを完成させる時間を与えただけで、本来の目的である仮面ライダークロニクルを全世界に展開させるための下準備だった。
衛生省からプロトガシャットを盗み出しその中のプロトドラゴナイトハンターZガシャットを報酬として飛彩に協力を要請し自らの右腕とし、さらに九条貴利矢を仮面ライダーレーザーターボとして復活させ右腕にした。また、飛彩をエグゼイドたちと対抗させるために新たなガシャット、タドルレガシーガシャットを渡し、以降飛彩を「タドルレガシー」と呼ぶようになる。黎斗の開発したハイパームテキガシャットを戦闘中に強奪し報酬として貴利矢に渡すが、彼がわざと自分に協力していたことを知らされ永夢にガシャットを取り返される。そして、ムテキゲーマーになったエグゼイドに圧倒され敗北し、激昂して飛彩に「エグゼイドを絶版にしろ、さもないと小姫を消す」と脅迫する。しかし飛彩が拒否しかけたため、パラドを倒すことで永夢のゲーム病を完治させ、エグゼイドへの変身能力を奪えと命じる。また、グラファイトによって大我が致命傷を負った際には「わざと手術に失敗しろ」と脅し、商品価値がないと判断した大我を始末させようとしたが、彼が裏切り大我を救ったために小姫のデータを抹消するも、逆に飛彩に自身と決別することを決意させてしまう。
永夢にパラドを倒すように仕向けるため、ニコをゲムデウスウイルスに感染させ、助けるにはゲムデウス攻略のために上級バグスターであるパラドやグラファイトを倒さなければならないという選択を突きつける。だが、それは事実上、ニコを救えばパラドが消滅し、永夢の変身能力が失われ、パラドを救えばニコが消滅するという二択であり、正宗はドクターである永夢なら前者を選ばざるを得ないという考えを持ち、パラドに対しては「人間に倒されるために生まれた敵キャラ」であると彼を見下していた。だが、ニコを救うため共闘した永夢とパラドによって自身のマスターガシャットを破壊されるが、リセットの能力によってハイパームテキガシャットが作られる前の状態まで時間を巻き戻すことでマスターガシャットを復元し、ハイパームテキガシャットを消滅させた。しかし、リセットのために飛彩たちから奪取したゲーマドライバーを失い、事業提携の条件としてジョニー・マキシマが提示したゲーマドライバーの提供が叶わなかったため、仮面ライダークロニクルの海外展開が白紙となる。さらにセーブ機能を搭載し復活したムテキゲーマーのエグゼイドにリセットをも無効にされ、グラファイトを攻略した永夢たちにラスボスであるゲムデウスを降臨させられるが、ゲムデウス自らがゲムデウスウイルスを散布するようにあらかじめ思考ルーチンを改竄していたことで、ゲーム病感染者を拡大させた。ゲムデウスがエグゼイドたちに倒されそうになった際には、自らがゲムデウスを倒し、ガシャコンバグヴァイザーIIを介して体内にゲムデウスウイルスを取り込むことで、ゲムデウスとクロノスの両方の力を手に入れたバグスターであるゲムデウスクロノスへと変貌し、仮面ライダークロニクルの真のラスボスと成り果てる。その後ニコをゲームエリアへ連れ去り、真のラスボスへの挑戦権としてクロノスへの変身を強要したが、大我の捨て身の覚悟により阻止される。そして、永夢・飛彩・大我の3人のチーム医療によって圧倒されるが、執念の力により超ゲムデウスへと進化を遂げる。4人のライダーたちを相手に膨大な破壊力を誇り圧倒するが、レベル1に変身したエグゼイド・ブレイブ・スナイプ・レーザー・ゲンムによって強制的にゲムデウスと分離させられ、さらにパラドの捨て身の行動によってゲムデウスを完全に消滅させられる。しかし同時にパラドも消滅したために、永夢がエグゼイドへの変身能力およびハイパームテキの力を失ったことで自身の優勢を確信した。しかし、実は永夢はパラドに再び感染していたため、変身能力を失っておらず、永夢にガシャコンバグヴァイザーIIとマスターガシャットを半壊され、レベル2に変身したライダーたちに圧倒されエグゼイドのマイティクリティカルストライクで倒される。その際、ガシャコンバグヴァイザーIIを完全に破壊された。それでも自らの行為に対する謝罪や懺悔を一切せず、最後の審判として永夢たちに「自分たちこそ命の救世主だと自惚れた君たちは命の冒涜者だ」と言い放ち、マスターガシャットを自らの身体に挿すことで破壊し、消滅した人々を復元させる手段を断った後、「最後の審判は下された」と呟き、バグスターウイルスに自己感染し消滅した。
- 前作・前々作とも仮面ライダー側の肉親が敵ボスであったため、大森は同じパターンにすることは反対であったが、エグゼイドがゲームキャラクターではなく「人間の悪意」と戦うことを描くため、正宗がボスとして位置づけられた。大森は、黎斗と正宗の関係について親子関係よりも職業上の立ち位置を描くことを重視しており、親子でなく先代社長と新社長という関係であれば問題なかったとしている。
- 高橋は、登場当初は冷徹なキャラクターとして描写していたが、再登場時には黎斗のキャラクターを反映した「愛すべき悪役」に方向性を改め、シリアスとコミカルの境界線上を表現したものとなっている。
- 普段より低い声で演じたのは貴水自身の判断によるもので、あえて緊迫した場面でもゆっくり話したり、小文字のあ行を入るようなネチっこい感じの口調にするなど悪役らしさを意識したものとなっている。第40話で日傘を差しているのは、普段貴水が差しているのを見た監督の上堀内が持たせようと思ったものである。

### 仮面ライダーの関係者
鏡 灰馬（）
聖都大学附属病院の病院長であり、飛彩の父。CR の責任者も兼任している。一人称は「私」。
研修医である永夢に対しては威厳のある態度で接しているが、明日那に対しては「明日那さん」と敬語で話しポッピーに対しても遜った態度をとるなど、相手の立場を見て露骨に態度を変える、日和見主義的な面が見受けられる。飛彩に対してもかなり甘いが、彼からの反応は芳しくなく、自身の説教もろくに聞いてはくれなかった。ただ、飛彩も父の背中を見て医療の道を志したため、普段は口にしないが父への尊敬の念を抱いている。永夢が適合手術を受けていないことについて何か知っているようで、飛彩にそのことを指摘された時には激しく動揺していた。ただし、その理由がゲーム病を患っているからだということは知らなかったようで、飛彩の話を聞き驚いていたが、話そのものには納得していた。バガモンバグスターの一件では、「バガモンは悪いバグスターではない」という永夢とポッピーの話に理解を示し、CRでバガモンに遭遇した飛彩が事情を聞かずに「バグスター切除手術」を始めようとした時には、永夢と一緒に彼をバガモンに近付けないようにしていた。
第32話では小姫を救いたい思いでライドプレイヤーに変身して戦い、明日那から「普段はお調子者だけど、やる時はやる人」と感心されている。同時にラヴリカバグスターのバグスターウイルスに感染していたが、クロノスがラヴリカバグスターを倒したことで完治した。
『小説 仮面ライダーエグゼイド』にて、鏡家が代々曾祖父から続く医師家系であることと、飛彩同様自身も外科医で「神の手を持つ外科医」と称されていたことが明らかとなった。ちなみに、妻も獣医で「奇跡の獣医」と称されている。

日向 恭太郎（）
衛生大臣官房審議官で元医師。一人称は「私」。バグスター対策の責任者として、5年前のゼロデイの悲劇の再発を防ぐべく、幻夢コーポレーションの檀黎斗に仮面ライダーたちの変身システムの開発を依頼し、CRを創立。それと同時に明日那に「5年前の悲劇を繰り返してはならない」と厳命し、天才ゲーマーMを探すため、彼女を聖都大学附属病院に送り込む。幼少期の永夢の命を救った恩人であり、彼から「恭太郎先生」と呼ばれ慕われている。
グラファイトによってゲーム病に感染しCRに運ばれた際に、16年前の手術について疑問を持つ貴利矢から「本当に命の恩人か」と問われる。第10話にて永夢たちによりゲーム病から救われる。
マスコミの情報操作によってゲーム病のウイルス拡散の事実を伏せていたが、第9話でのグラファイトの暴走を端緒に噂が広まったことを受け、第13話にて世間に対して「バグスター」および「仮面ライダー」の存在を公表した。
幻夢コーポレーションが新しく発売した仮面ライダークロニクルが大規模なゲーム病の感染をもたらしていることを知り、仮面ライダークロニクルの回収をマスコミを通して呼び掛ける一方で、混乱を避けるため、仮面ライダークロニクルでゲームオーバーとなったプレイヤーは消滅するという事実は伏せ、永夢たちCRの医師たちには待機命令を下す。その後の記者会見では、仮面ライダークロニクルの自主回収への協力を呼び掛けながらも詳細な理由については語らず、またCRと幻夢コーポレーションの関係などについて記者たちから質問されても一切答えず強引に会見を終わらせようとするが、永夢がゲーム病患者の治療をするために待機命令を無視したことを部下から聞き、仮面ライダークロニクルでゲームオーバーになったプレイヤーは消滅するという情報が事実であることを告白した上で、「CRの医師たちを信じて欲しい」と訴えた。
戦いが終息した後に永夢の要望により、永夢がデータ化して消滅した人々に対する今後の対応を語るための会見を開いた。

錦小路 みずき（）・正親町 さつき（）
聖都大学附属病院の女性看護師2人組。飛彩の助手。手術などもサポートしている。
第2話のみオペで執刀医にメスを手渡すようにブレイブの変身を手伝っており、第10話ではダークグラファイトバグスターとの戦闘で傷ついた飛彩の看病もしていた。
『仮面ライダーブレイブ』では、数年前にガス爆発事故に巻き込まれ、その際に飛彩に助けられたことで、彼に恩義を感じ、現在に至ったことが明かされた。

百瀬 小姫（）
故人。飛彩の恋人であったが、5年前にゲーム病を発症しグラファイトバグスターに寄生される。担当医だった大我が分離されたグラファイトバグスターと戦ったが敗北したため、そばで見守る飛彩に「世界で一番のドクターになって」という言葉を残し消滅した。
グラファイトに寄生されていたため、彼女のデータはプロトドラゴナイトハンターZガシャットに入っていたが、正宗によりガシャコンバグヴァイザーIIに移されている。
正宗からの飛彩の労働に見合った報酬として復活するが完全ではなく、「世界で一番のドクターになって」という消滅時に残した言葉をただ無機質に繰り返すだけの存在であり、完全に復活させるためにはさらなるクロノスの力が必要であった。しかし、正宗の「大我の手術にわざと失敗しろ」という命令に反し飛彩が手術を成功させたため、正宗にデータを抹消された。ただし、リセットの影響で周囲のそれまでのプレイ状況が元に戻ったが、データが戻っているかどうかはテレビシリーズでは言及されていなかったが、『ブレイブ&スナイプ』ではロックが解除され、黎斗によって復元されていたことが明言され、黎斗によって期限付きで再び復元される。だが、ラヴリカがブレイブ（飛彩）に倒されたことで消滅し、三度目の別れとなる。
飛彩は当初、勉強に熱心な自分が愛想を付かされ彼女がゲーム病のことを知らせずに離れて行ったと誤解していたが、永夢に彼女は飛彩が勉強に集中できるようにゲーム病のことを黙っていたと言われたことで、一度は誤解が解けていた。また、彼女の月命日には飛彩はいつも彼女の実家を訪れている。
また、飛彩は「大我の失敗が原因で小姫は消滅した」と考えている節があり、小姫の消滅は、飛彩が「ドクターはたった一度の失敗が、取り返しのつかない事態を招く。それゆえに失敗は許されない」という理念を抱く切っ掛けとなっている。しかし、第34話にてプロトドラゴナイトハンターZガシャットを使って小姫を復活させるためにCRのメンバーを裏切ってクロノス（正宗）陣営に付いた飛彩が、ゲーム病患者のオペを妨害したことを永夢から批判された際、「自分は無免許医（大我）を恨み続けることで、現実から目を背けていた」と吐露し、その上で「仮面ライダーとしての資格と医師免許を手放し、消滅する直前に小姫が遺した『世界一のドクターになって』という言葉を反故にしてでも、彼女（小姫）の笑顔を取り戻したい」という願望を打ち明けていた。

藍原 淳吾（）
故人。貴利矢の同僚で友人だったが、ゲーム病に感染したことを貴利矢から告知された結果、自暴自棄になり逃亡して交通事故に遭い死亡した。貴利矢はこのことを今でも深く後悔しており、それ以来「真実を伝えない（嘘をつく）ことで救われることもある」という考えを持つに至っている。

檀 櫻子（）
正宗の妻であり黎斗の母親。第31話のカルテでは2011年4月4日の時点で49歳であった。余命僅かとなっていたが、黎斗にドレミファビートのバグスターウイルスを感染させられ、消滅する。ポッピーピポパポの宿主で彼女の記憶もポッピーが引き継いでいる。

小星 作（）
幻夢コーポレーションの開発部に勤務する男性。黎斗の失踪後に自らが作ったジュージューバーガーガシャットによってゲーム病に感染し、バガモンバグスターを生み出す。だが、バガモンバグスターとは友好的な関係を築き、永夢たちに善良なバグスターの存在を知らせるきっかけを作る。
だが、ゲンム（黎斗）によってバガモンバグスターが消滅させられ、その後自身も再び黎斗によってゲーム病に感染し、モータスバグスターを生み出してしまう。しかしそれは永夢たちの囮として利用されていただけに過ぎず、すぐに黎斗によってモータスバグスターが倒されたことでゲーム病は完治する。
その後は、バガモンバグスターの遺した言葉をきっかけに新たなゲームソフトの開発に着手するが思ったようなゲームを作れずにいた。第21話では大我に大金を積まれ不死身であるゲンム レベルXの攻略のための「不死身のゾンビを始末するゲーム」の開発を依頼されガシャットを開発するが、内容がゾンビを成仏させる坊主が登場するRPG『ボーズ・オブ・テラ』やリズムゲーム『お経でポクポク』だったために即座に大我やニコに却下される。
正宗の消滅後、大株主であるニコの任命により、幻夢コーポレーションの社長に就任する。
『劇場版 仮面ライダーエグゼイド トゥルー・エンディング』
黎斗と貴利矢にマキナビジョンのことを伝える。

### 他作品の登場人物
ラッキー / シシレッド
登場作品 - 『宇宙戦隊キュウレンジャー』
第24話に登場。
仮面ライダービルド
登場作品 - 『仮面ライダービルド』
第44話に登場。エグゼイドを探している仮面ライダー。ゲンムの前に現れ、エグゼイドと勘違いして攻撃を仕掛けた。

## 仮面ライダー
仮面ライダーエグゼイド
宝生永夢が変身する仮面ライダー。ジャンルはアクションゲーム。
仮面ライダーブレイブ
鏡飛彩が変身する仮面ライダー。ジャンルはロールプレイングゲーム。
仮面ライダースナイプ
花家大我が変身する仮面ライダー。ジャンルはガンシューティングゲーム。
仮面ライダーレーザー
九条貴利矢が変身する仮面ライダー。ジャンルはレースゲーム。
仮面ライダーゲンム
檀黎斗が変身する仮面ライダー。ジャンルはエグゼイドと同じくアクションゲーム。
当初は「黒いエグゼイド」と呼ばれていた。
仮面ライダーポッピー
ポッピーピポパポが変身する仮面ライダー。ジャンルは恋愛ゲーム。
仮面ライダーパラドクス
パラドが変身する仮面ライダー。ジャンルはパズルゲーム・格闘ゲーム。
仮面ライダークロノス
檀正宗が変身する仮面ライダー。ジャンルはサバイバルゲーム。
ライドプレイヤー
仮面ライダークロニクルのプレイヤーが変身する姿。
西馬ニコが変身した姿はライドプレイヤーニコと呼ばれる。

## バグスター
本作品における敵。人体に直接感染することで成長する新種の極小サイズののコンピュータウイルス。感染した人間のストレスや、ガシャットの起動によって体内で増殖し、ゲーム病を発症した人間を取り込むことでデジタル3Dの巨大なバグスターユニオンとして実体化する。ただし、完全体となったグラファイトにより感染した人間はバグスターに取り込まれず、分離する形でバグスターユニオンが実体化する。また、インフルエンザウイルスが抗原性を変化させるように、一度倒されたバグスターはレベルアップし、バグスターユニオンを介さずに感染者から分離し、実体化することが可能。さらに進化したバグスターは、感染者の身体を乗っ取って実体化する。
ライダーによって感染者から分離させられると戦闘員にあたる複数のバグスターウイルスと怪人にあたるバグスターに分離して活動する。
感染の確認は特殊な聴診器ゲームスコープを用いて行う。
第22話にて、16年前に黎斗によって、現存しているバグスターウイルスは世界で最初のバグスターウイルス感染者にされた永夢の体内で成長し採取したウイルスを媒体として生み出されたことが判明した。
第24話の時点まで、黎斗は主に「究極のゲームである仮面ライダークロニクルを完成させる」という自らの野望を果たすための道具としてバグスターを利用していたが、パラドは黎斗を消滅させた後、彼の作業を引き継ぐ形で仮面ライダークロニクルを完成させる。続く第25話では、自身と復活させたグラファイトたち、恋に洗脳されたポッピーピポパポをゲームキャラクターとして投入した仮面ライダークロニクルを利用して人類を滅亡させるための行動を開始した。しかし、第32話で幻夢コーポレーションの社長に復帰した黎斗の父正宗が、仮面ライダークロニクルを利用して人類を滅亡させようとするパラドたちバグスター側にも、パラドたちの計画を阻止しようとする永夢たちCR側にも属さず、あくまでも仮面ライダークロニクルを幻夢コーポレーションの商品として全世界に浸透させる目的で仮面ライダークロノスに変身して介入し、ラヴリカバグスターを死に追い込んだ上で仮面ライダークロニクルの運営者になることを宣言。その直後から、正宗はバグスターだけでなく仮面ライダーの管理を独自に行い、パラドたちは「人類を滅亡させる」という目的で利用していた仮面ライダークロニクルの主導権だけでなく、自分たちの運命をもクロノス（正宗）に握られる形となった。
バグスターウイルス感染症（ゲーム病）
ゲームを介してバグスターウイルスに感染した人間が極度のストレスを感じることによって発症する病気。めまいや発熱、せきなどの初期症状が現れた後、次第に身体にノイズが走り、目が赤く発光すると、バグスターに身体を乗っ取られて巨大なバグスターユニオンへと変貌してしまう。この状態になった場合、レベル1の仮面ライダーによるバグスターの分離処置が必要になる。
感染者からバグスターが分離すると感染者は次第に透明になり、そのままバグスターを倒せなければいずれ消滅してしまうため、分離後は患者のストレス緩和を促す精神的なケアと、速やかなバグスター（怪人）の殲滅が必要になるが、ポッピーやバガモンのように特定のクリア条件を満たせば消滅しないバグスターも存在し、パラドの場合は永夢の遊び相手として生み出されたバグスターであるため、永夢は消滅せずに分離したため、黎斗によってゲーム病であることを告げられた際には、パラドが永夢の体内に入ることでそのストレスを緩和させたが、ゆえに永夢を生かすも殺すもパラド次第であるとパラドは語っている。
バグスターウイルスに起因しない病気（癌など）と併発したり、複数の人間が同時に発症する場合もある。
なお、通常バグスターウイルスは人から人へは感染せず、当初はゲムデウスが散布したゲムデウスウイルスも特に接触感染はしていなかったが、正宗がゲムデウスクロノスから超ゲムデウスに進化した影響によりゲムデウスウイルスの感染者は再発症後バグスターウイルスへと変貌を遂げ、さらにそのバグスターウイルスに触れられた者も接触感染によりたちまちバグスターウイルスへと変貌してしまい、結果としてゲムデウスを中心に大規模なパンデミックが発生してしまう。
最終話で永夢は、ゲーム病による消滅状態を「『亡くなったように見えるゲーム病』にかかっている症状である」という見解をマスコミに対して説明した。

バグスターユニオン
増殖したバグスターウイルスが感染者を取り込み、具現化・結合して巨大化した姿。結合パターンを組み換えて形状を自由に変えることができる。レベル1のライダーの分離手術によって感染者から分離され、怪人態のバグスターと戦闘員のバグスターウイルスに変化する。レベルアップしたバグスターの場合はこの形態に変化せず、発病と同時に分離するか感染者を取り込み怪人態になる。また、無数のバグスターウイルスによって再構築も可能となる。

### バグスター（怪人）
感染者に寄生したバグスターウイルスの怪人態。感染者を取り込んで実体化した後、感染者から分離させられることで等身大の怪人態となる。寄生中にもホログラムのような姿で怪人態となることは可能であるが、ある程度増殖してゲーム病を発症させ実体化しないと行動できない。感染者のストレス源となる人物や場所を襲撃し、感染者のストレスが増して増殖をピークに達させることで、感染者の存在によらない永久活動が可能な完全体になることができるため、完全体となって世界の支配者となることを目的として活動する。また、完全体となったバグスターは、自身の宿主であった人間に関する記憶（グラファイト曰く「セーブデータ」）を保持しており、例えば飛彩の恋人である百瀬小姫の消滅と同時に完全体となったグラファイトは、小姫が消滅する直前までの彼女自身の記憶を保持している。さらに、一度完全体となったバグスターは、ガシャコンバグヴァイザーを用いて何度でも復活させることができるが、黎斗はこのことを知らなかった。ただし、クロノスによるポーズの最中に倒されたバグスターは、完全体といえども復活は不可能で、完全なる死を迎える。人間と同様に言葉を話すが、人間態を持っているバグスターは、ポッピーピポパポ（明日那）・パラド・グラファイト・ラヴリカ（恋）以外には確認されていない。また、黎斗などゲームオーバーとなった人間は、バグスターの体を得て復活する。
基本的にバグスターはゲームのデータを読み込み、そのゲームのボスキャラなどの姿を元に怪人態化する。また、レベルアップすると一部のパーツが変化する。レベルアップしたバグスターたちは倒された後にゲンムがガシャコンバグヴァイザーを使い回収し、仮面ライダークロニクルのデータとして利用されている。
バグスターは個体によって受け継いだ性格や口調が異なり、特にパラドやラヴリカ（恋）などに関しては、時折バグスターの使命よりも各々の性格や個人的な感情に準じて行動することもある。
また、第18話まではレベル3〜5だったレベルアップしたバグスターの戦闘力が、第19話からは一気にレベル30に跳ね上がっており、感染者の身体を乗っ取って実体化するが、エネルギーが切れると元の人間の姿に戻る。

コラボスバグスター
患者1人につき、2つのバグスターが感染して生まれる通常とは異なるタイプのバグスター。素体の頭頂部のスロットコラボスロットリーダーに挿さったレベル3用のライダーガシャットからゲームのデータを直接取り込み、それに応じた武装と通常のバグスターウイルスの3倍の戦闘能力で全身を強化する。ガシャットが抜けると装甲が消えて弱体化する。
- 素体のデザインを基にパーツによるバリエーションとなっている。

バグスターウイルス
本作品における戦闘員。レベル1のライダーによってバグスターが感染者から分離された際に人型に変化して複数生まれ、主となるバグスターに合わせたコスチュームや武器などを装備する。ゲムデウスクロノスが超ゲムデウスに進化した際には、ゲムデウスウイルスの感染者が一斉にバグスターウイルスに変貌し、接触感染により感染を拡大させている。
『仮面ライダーゴースト』最終話にも先行登場している。
- 『仮面ライダーW』のバイラス・ドーパントを踏まえたデザインとなっている。

### レギュラーキャラクター
パラド / 仮面ライダーパラドクス
#仮面ライダーの変身者の項を参照。
ポッピーピポパポ / 仮面ライダーポッピー
#仮面ライダーの変身者の項を参照。

グラファイト
バグスターの隊長格。一人称は「俺」。適合者のことは大我同様、「エグゼイド（永夢）」、「ブレイブ（飛彩）」、「レーザー（貴利矢）」、「ゲンム（黎斗）」と名前ではなく変身するライダー名で呼んでいる。
ゲンムが使用しているガシャコンバグヴァイザーと同型のものを使用し、バグスターウイルスを散布および感染者の状態を監視している。飛彩の恋人だった小姫に寄生していたが、彼女を死に追いやったことで現実世界で実体化している。仮面ライダーの早期排除を唱えているが、ゲームを楽しみたいパラドやデータ収集を最優先する黎斗に止められている。
幻夢コーポレーションからゲキトツロボッツガシャットを含む4種のガシャットを盗み、その後ゲーム病感染者を装って永夢たちに接触。当初はゲンムと同一人物だと思い込まれていたが、自ら本性を明かして仮面ライダーを圧倒した。
その後、黎斗から計画に反し勝手に仮面ライダーと交戦したことを咎められ、ガシャコンバグヴァイザーを没収される。しかし黎斗とパラドの会話を聞き、さらなる力を求めてプロトドラゴナイトハンターZガシャットを盗み出し、自身の体に挿しダークグラファイトバグスターとなる。しかし、その後永夢の策によりゲームエリアに誘い込まれ、そこでレベル5となった4人のライダーとダークグラファイトバグスターとして戦った末、最期は4人の同時攻撃を受けて倒され爆発した。
完全体であったため、黎斗の消滅後パラドにより復活させられ、仮面ライダークロニクルのキャラクターとなっている。その後、大我とニコの前に姿を現し、仮面ライダークロニクルに参加するよう大我を挑発する。
第34話ではクロノスに対抗するため、仮面ライダークロニクルの世界に入り込み、ゲムデウスのデータから得たゲムデウスウイルスを自身の体内で培養させる。そしてクロノスのポーズを封じるが、レーザーターボによって妨害される。その後は、ゲムデウスウイルスによる影響で衰弱していたが、やがてゲムデウスウイルスに身体が順応する。さらにゲムデウスの力でクロノスのポーズが効かなくなり、時間停止中のゲームエリア内でも自由に動けるようになる。
だが、クロノスのリセットの影響によって、ゲムデウスウイルスが体内に蔓延している状況まで戻ったことで再び衰弱し、そこにポッピーとパラドが現れ協力を要請されるが、バグスターとして生きる道を選びこれを拒否する。そして誇りのままに、飛彩や大我と戦い決着をつけようとするが、そこにクロノスが乱入し自身を守ろうとするも、戦いに泥を塗られたことに激昂。これを断り彼を撤退させ、駆けつけたライドプレイヤーニコの必殺技をわざと受け完全に消滅。消滅の際に微かな笑みを浮かべ、敵キャラとしての本懐を全うする最期を遂げた。
グラファイトバグスター
グラファイトがガシャコンバグヴァイザーで変身する怪人態。外観のモチーフとなったゲームはドラゴナイトハンターZの龍戦士グラファイト。
鋭い龍の牙のような双刃の武器グラファイトファングを持ち、双刃にエネルギーを溜めて、X字の赤い斬撃波を飛ばす激怒竜牙という技を持っている。また、腰にはバグスターバックルを着用している。
ダークグラファイトバグスター
グラファイトがプロトドラゴナイトハンターZガシャットを自らに挿し、ガシャットのデータを取り込むことで変身するグラファイトバグスターの強化態。通常形態と同様グラファイトファングを武器とし、ドドド黒龍剣と呼ばれる漆黒の波動を放つ。強化版のドドドド黒龍剣もある。
グレングラファイトバグスター（レベル99）
復活したグラファイトがガシャコンバグヴァイザーで変身し超絶進化したグラファイトバグスターの強化態。総合の戦闘力はダークグラファイトバグスターに比べて、20倍となっている。グレングラファイトファングを武器とし、必殺技は超絶奥義ドドドドド紅蓮爆龍剣と呼ばれる真紅の波動を放つ。また、第41話ではゲムデウスウイルスの影響でレベルを限界突破し、強化版のドドドドドドドドドドド紅蓮爆龍剣を放った。

天ヶ崎 恋（）
黎斗が消滅した後、幻夢コーポレーションのCEOに就任した男性。一人称は「ボク」。社長室には自分の写真を飾ったり、時折鏡を見るなどナルシストでキザなところがある。座右の銘は「世界中にI LOVE YOU」。彼自身もバグスターであり、怪人体にならなくても特殊能力を発揮できる。そのため、明日那がバグスターと知っても驚かず逆に新ゲーム（仮面ライダークロニクル）の歌姫に誘うなど紳士的に接しているがパラドと繋がっており、CRに来た目的もポッピーの記憶を初期化・洗脳してバグスター陣営に加えるためであった。
第25話では、飛彩と大我の仮面ライダークロニクルを発売した理由などについての追及に対して企業秘密を理由に回答を避け、また「もっと多くの人たちに仮面ライダークロニクルを楽しんで貰いたい」と言うポッピーに、「（バグスター側に有利な）ワンサイドゲームじゃつまらないだろ？」と、バラの花束を差し出しその中に仕込んだときめきクライシスガシャットとバグルドライバーIIを渡す。
第27話では、直前の第26話における仮面ライダークロニクルでゲームオーバーになったプレイヤーは消滅するという恭太郎の会見によるゲーム参加者の減少への対抗策として、テレビ中継を介してプレイヤーの消滅は演出であって欠陥ではないと主張した上で、ゲームを完全制覇すれば、それまでに消滅した全プレイヤーを復活させることができるという情報を流す。その手段に困惑した幻夢コーポレーションの社員数人が辞表を提出するも、それを拒んで彼らの目の前で辞表を破り捨てる暴挙に出る。情報を鵜呑みにしてゲームに参加した一般市民の中にニコが含まれていたことから大我の怒りを買う。幻夢コーポレーションに乗り込んだ大我に掴み掛かられた時に、スーツにシワが付くという理由で怒鳴ると同時に口から衝撃波のようなものを放ったことで、正体がバグスターであることに気付かれる。そしてバーニアバグスターの出現場所に向かった永夢・飛彩・ニコの前に現れた際に、バグスターとしての自らの正体を明かしたが、ニコに罵倒されたことで「ハートブレイク」し、暫くの間静養していたが、正宗が釈放されて幻夢コーポレーションの社長に再就任したことに反発し、バグスター用に設計したガシャコンバグヴァイザーIIを人間が使うと消滅することを忠告する。仮面ライダーたちとの決戦において、エグゼイドのリプログラミングにより攻撃の無効化能力を無効化され、その隙に明日那とニコがトドメを刺すために動こうとした瞬間に正宗が乱入。彼が仮面ライダークロノスに変身し、人間がガシャコンバグヴァイザーIIを付けても平気なことに驚愕。最期はクロノスに「商品価値はない」と切り捨てられ、彼のクリティカルクルセイドを受け敗北し、ポーズによって時間が止まっている間に死を迎えたためそのまま完全に消滅。また、ラヴリカを倒したクロノスはライドプレイヤーではないため、ラヴリカのモチーフとなったときめきクライシスのガシャットロフィーも出現せず、ゲーム自体も絶版と判断されたが、第39話ではパラドを倒すための成功報酬の前払いとしてときめきクライシスのガシャットロフィーが正宗から永夢に渡された。
『ブレイブ&スナイプ』では、正宗が倒されたことで、止まっていた死の時間が元に戻ったことで、黎斗が培養しなおして、ルークに感染させたことで元に戻ったが、飛彩と大我によって再び倒された。
ラヴリカバグスター
天ヶ崎恋がガシャコンバグヴァイザーで変身する怪人態。外観のモチーフとなったゲームはときめきクライシス。宿主は不明だが、既に完全体になっている。
自身のゲームフィールド内では、自分の魅力を異性に伝えなければその発動者の通常攻撃は無効化され、好感度を上げなければその攻撃は通用しない。ただし、自らの好感度が下がるとそれによりダメージを受ける。また、メイド服を着たバグスターウイルスで構成されたラヴリーガールズと呼ばれる取り巻きに好感度を上げる魅力的なセリフを放つことで、その力によって相手にダメージを与えることも可能。逆に、他の人物がラヴリカ自身よりも好感度が高い場合、好感度がそちらの方に向いてしまうなど、必ずしもラヴリカに忠実という訳ではない。薔薇の蔦を伸ばして敵を拘束し、攻撃する。
仮面ライダーたちとの決戦時にエグゼイド レベル99のリプログラミングで、ラヴリーガールズが消滅したことで攻撃の無効化能力を無効化され攻撃が当たるようになった。

### ラスボス
ゲムデウスバグスター
あらゆるゲームの力を凌駕する全知全能の神である仮面ライダークロニクルのラスボスにして究極のバグスター。
その存在は、パラドたち上級バグスターもその詳細を知らず、黎斗のみがそれを知っている。
武器は宝剣デウスラッシャーと宝盾デウスランパート。ライダーゲージ50本分に相当する体力と自己修復能力を持つ。また、仮面ライダークロニクルの敵キャラである各バグスターの特殊能力を発動することも可能である。クロノスをも凌駕する戦闘能力を発揮し、ムテキゲーマーやパーフェクトノックアウトゲーマーとも互角に戦った。通常のバグスターウイルスよりも強力なゲムデウスウイルスを散布する力を持つ。ゲムデウスウイルスはレベル0のウイルスの抑制効果でも抑えきれないほど強力で、本来であればゲーム病そのものを発症しないバグスターに対しても感染する。
正宗によってゲムデウスウイルスを散布するよう、ゲムデウスの思考ルーチンを書き換えられたため、本来の役割とは違うものへと生まれ変わった。
黎斗と貴利矢の協力によって開発されたドクターマイティXXガシャットを使用したエグゼイドによって追い詰められるが、倒される直前に正宗にそのデータを取り込まれてしまう。その結果、ウイルスに感染した人々は一時回復するも、正宗がゲムデウスクロノスとなった影響でゲーム病を再発し、ゲムデウスクロノスが超ゲムデウスに進化した直後、バグスターウイルスへと変貌した。
最期は、レベル1となったエグゼイドたちやドクターマイティXXガシャットを使用したパラドクスによって正宗と分離され、パラドクスと共に消滅した。
舞台『仮面ライダーエグゼイド ファイナルステージ』では、ムテキに対してダメージを与えられる能力を得、ムテキゲーマーを初めて変身解除に追い込んだ。
- デザインはトーテマの色替え。様々なゲームキャラクターの要素を抽出して集成したバグスターであるため、ラスボスのイメージをごった煮にしている。ドラゴンや翼、甲冑や多顔などいささか古めのモチーフとなり、ミステリアスな雰囲気の顔になるよう、意図的にバランスを崩して眼をなくし、エグゼイドたちライダーと対になるよう、まとめた髪をツノに見立て、頭の横に特徴的な漫画的な眼を並べている。

超ゲムデウス
ゲムデウスクロノスがストレスによって覚醒・進化した姿。武器は炸裂光弾を発射する伸縮自在の両腕デウスファーブニルと胴体から伸びる巨大な剣デウスカリバー。エグゼイド ムテキゲーマー以上の戦闘能力を持ち、体力もライダーゲージ999本分に増加している。身体を損傷しても、体内でゲムデウスウイルスが急速培養されているため、即座に修復される。また、両手の口からは仮面ライダークロニクルの敵キャラである各バグスターを生み出し、街に巨大なゲームエリアを展開する。任意でゲムデウスクロノスや正宗の姿に戻ることも可能。
第34話では、データとしてこの形態が登場し、グラファイトがゲムデウスウイルスを入手した。
ゲムデウスムテキ
『ファイナルステージ』に登場。ゲムデウスが引き連れている悪の戦士。ムテキゲーマーの抗体をもとに作り出されたため、ムテキゲーマーの力を打ち砕く強さを持ち、ゲームライダー全員の力を合わせてこそ倒せる敵である。

### バグスターのアイテム
ガシャコンバグヴァイザー
バグスターが所持するパッド型ツール。外見や機能などはゲンムが用いるものと同じである。グラファイトや恋（ラヴリカ）はこれを使って変身したり、バグスターウイルスを散布している。グラファイトが倒された後は、パラドが所持しており、ライダーたちに倒されたバグスターを保管している。
パッドモード
バグスターウイルス散布用のモード。感染者の状態をモニタリングすることが可能。Bボタンを押すことでバグスターウイルスの散布を行い、Aボタンを押した後に「培養」の掛け声とともにグラファイトの場合は右腕に装備したグリップパーツに装着することでバグスターに変身し、恋の場合はパッドモードのままで変身する。
変身音声は「インフェクション！レッツゲーム！バッドゲーム！デッドゲーム！ワッチャネーム!? ザ・バグスター！」。

## 用語
ゲームスコープ
CRのドクターなどが所持している聴診器型アイテム。ゲーム病の感染の検知のほか、ゲームスコープ同士での通信や衛生省からの救急通報の受信機能もある。患者にかざすと感染の度合いや症状などが示されたモニターが空中に現れるが、永夢の場合は砂嵐が表示されるだけであった。また、パソコンに接続することで顕微鏡の代わりとなり、感染者の血液からも反応を確認できる。
通常のバグスターウイルスに感染した場合は、それに対応する記号が表示されるが、仮面ライダークロニクルガシャットを使用して感染した場合は感染源となるバグスターのデフォルメされた頭部が表示される。
- デザインモチーフは聴診器とゲーム機のコントローラー。撮影用プロップのチューブ部分は、俳優の身長に合わせて3種類の長さのものが用意された。

ゼロデイ
物語の始まる5年前にプロトガシャットのバグが原因で発生した、バグスターによる人間の大量消失事件。この事件を機にゲーマドライバーとライダーガシャットが開発され、衛生省と幻夢コーポレーションが協力して聖都大学附属病院に電脳救命センターを発足させた。その際、当時放射線科医だった大我が仮面ライダースナイプに選ばれている。
表向きのきっかけは、正宗が経営していたころの幻夢コーポレーションが発売しようとしていた10個のプロトガシャットに発生したバグであり、それがバグスターウイルスとなってテストプレイヤーたちに感染したことが発端となっているが、実際にはバグスターウイルスを発見した黎斗により、故意にウイルスを感染させたガシャットが使われたことが判明した。
このゼロデイの責任を負わされる形で実際に逮捕・拘留されたのは、プロトガシャットをバグスターウイルスに感染させた張本人の黎斗ではなく、当時の幻夢コーポレーションの社長であった黎斗の父正宗で、第21話で服役中の正宗と面会した後に黎斗と対面した永夢は「あなた（黎斗）は自分の父親を身代わりにした」と指摘していた。しかし第33話にて、正宗が逮捕・拘留されたその真意が、新しいゲームを考案・開発する才能に秀でた自分の息子である黎斗が逮捕されることで「仮面ライダークロニクルを完成させて全世界に展開する」という野望が阻まれることを危惧した正宗が、「警察に捕まりたくない」という黎斗の思いを逆手に取り、黎斗が『私の』仮面ライダークロニクルを開発・完成させるまでの時間稼ぎをするために、意図的に身代わりとなったというものであることが判明した。

適合者
微量のバグスターウイルスを体内に投与し、抗体を生み出す適合手術を受けて仮面ライダーに変身する者を指す。例外として世界初のバグスターウイルス感染者である永夢は適合手術なしで変身しており、他にも黎斗やパラド、貴利矢のように人間の遺伝子を持つバグスターであれば仮面ライダーに変身できる。
適合者の候補として選ばれた者は、適合手術の前に試験として様々な検査を受ける必要があり、その中の1つのVRの適正テストでは、候補者が特殊なゴーグルを装着して仮想空間に入り、ガシャコンウェポンを使ってバグスターウイルスと戦う。
ただし、適合者として仮面ライダーに変身する資格を持ち、CRに所属する医師がゲーム病を発症した患者の感染源となるバグスターとの戦闘を妨害するなどの行為を取ったことを衛生省に知られた場合、その医師は仮面ライダーとしての資格を失うだけでなくCRから追放され、場合によっては医師免許の剥奪という厳重処分を受ける。
第23話にて、黎斗（ゲンム）はエグゼイド レベル99のリプログラミング能力で、体内のバグスターウイルスの抗体を除去され適合者ではなくなったため、変身が不可能になったが、第30話で元人間の遺伝子を持つバグスターとして復活したため、再び変身が可能となった。

ゲームエリア
ライダーガシャットに内蔵された空間生成装置によって周囲に広がるデータを実体化させる特殊空間。
各ライダーはキメワザスロットホルダーのステージセレクト機能によってエリアを変えることができるため、それを利用して一般市民に被害が及ばない場所にエリアを展開させ、使用者とバグスター、周囲の人物を転送させることもある。エリアを変更していた場合、変身解除するとそのエリアからはじき出され元の場所に戻されるため、緊急の場合は自ら変身解除することで危機を脱することも可能。

衛生省
公衆衛生を司る架空の政府機関。仮面ライダーおよび電脳救命センター（CR）をサポートしている。バグスター対策を極秘裏に研究しており、機密事項とされていたゲーム病の流行だったが、グラファイトによって大量の感染者が出たことによってバグスター目撃者の情報操作が困難となり、ゲーム病を公表することとなった。

聖都大学附属病院
灰馬が病院長を務める大型総合病院。永夢や飛彩らが勤務している。
地下深くには、ゲーム病患者の処置を施すための特別エリアでもあるCRが設けられている。

電脳救命センター
通称CR（Cyberbrain Roomの略）。5年前、衛生省協力の下発足し、聖都大学附属病院の地下深くに設けられた特別エリア。その存在は院内の者にも秘密にされていたが、明日那が感染者（永夢が受け持つ患者の少年）を収容する際に永夢も付き添っていたため、永夢にその存在が知られることとなった。
責任者は灰馬ではあるが、彼より明日那の方が立場は上である。
バグスターウイルス感染者を隔離・治療・入院させる病室や医局にはドレミファビートの筐体などが設置されている。
救急通報が入ると、「AID」と赤字で書かれた白と黒を基調としたスクーターで患者の元へ駆けつける。

幻夢コーポレーション
黎斗がCEOを務める会社。名前の由来は正宗が抱く「幻にも等しい夢」である「世界一のゲーム会社にする」という壮大な野望からきている。
表向きはゲームソフトやアミューズメント商品を開発する企業だが、衛生省の協力のもと、ゲーマドライバーやライダーガシャットを開発し、衛生省に提供した。なお社員たちは、黎斗の計画を知らなかった。
ゼロデイ当時は黎斗の父親である正宗が社長を務めていたが、事件の責任を問われて逮捕されたため、一時は倒産の危機に陥っている。
黎斗の失踪後は衛生省が対応に当たり、第18話での小星作の話によると、失踪した黎斗に代わり、新しい社長が就任し、開発部の責任者となった作を中心に社運を賭けた新たなゲームが開発されることとなった。
第22話でゲンムの襲撃に遭い、社長室を乗っ取られるが、第23話でパラドによって黎斗（ゲンム）が消滅させられる。続く第24話にて、黎斗に代わって就任した新しい社長が、天ヶ崎恋であることが判明し、社運を賭けた新作ゲームも仮面ライダークロニクルであることが判明した。
幻夢コーポレーションの社員たちは、会社の動向を好転させるために開発したはずの仮面ライダークロニクルが人命に直接関わるゲームであることを、第26話での恭太郎の記者会見を聞くまで全く知らず、続く第27話では仮面ライダークロニクルの実態を知った社員が、会社の先行きに不安を感じて社長の恋に辞職願を提出するも、恋は「会社が潰れることは無い」と余裕を示し、社員の目の前で辞職願を破り捨てた。
第32話で釈放された正宗が社長に再就任した。以降は社員たちも「消滅した人たちを助けるため」という正宗の所信表明を受け入れ、仮面ライダークロニクルの販売促進に賛同している。

仮面ライダークロニクル
黎斗（ゲンム）が、全てのガシャットおよび10体のバグスターのデータを用いて完成させようとしていた新たなゲーム。英語表記は「KAMEN RIDER CHRONICLE」。開発途中の黎斗のパソコンの画面には、英語表記のタイトルと、複数の仮面ライダーのレベル1のシルエットが表示されている。
ゲームのジャンルや内容について、黎斗は「一般市民が仮面ライダーに変身し、現実世界に現れたモンスターと生き残りを掛けて死闘を繰り広げる究極のサバイバルゲーム」と話しており、第21話で明らかになったゲーム画面にはパラドクスやレベルアップしたバグスターが敵となっており、エグゼイド・ブレイブ・スナイプのほかにもライドプレイヤーが表示されている。
CRのドクターたち適合者はこのゲームのテストプレイヤーとして、黎斗が戦闘データなどを取って開発を進めていた。
黎斗の消滅後はパラドが引き継ぎ、24話のラストにて、グラファイトの復活やポッピーピポパポの洗脳などにより10体のバグスターが揃い、仮面ライダークロニクルのガシャットを完成させた。
プレイヤーは、初級から上級までの全13体のバグスターと戦い、クリアした証し＝ガシャットロフィーを手に入れる。ガシャットロフィーはラベル部分が倒したバグスターに対応したゲームのデザインになっている。
初級バグスターは、ソルティバグスター・アランブラバグスター・リボルバグスター・モータスバグスター・チャーリーバグスターの5体、中級バグスターは、ガットンバグスター・ポッピーピポパポ（仮面ライダーポッピー）・バーニアバグスター・カイデンバグスターの4体、上級バグスターは、ラヴリカ・パラド（仮面ライダーパラドクス）・グラファイトの3体と難易度ごとに振り分けられ、ゲームエリアは街中の広範囲に展開されバグスターはランダムに出没する。
全てのバグスターを攻略し、全てのガシャットロフィーを揃えることでラスボスである究極のバグスターゲムデウスが降臨し、仮面ライダークロノスとなってゲムデウスへの戦いに挑むことが可能になり、ゲムデウスを倒せばゲームクリアとなる。
このゲームにおいて、エグゼイド・ブレイブ・スナイプはゲーム攻略に必要なアイテム（ガシャット、ガシャコンウェポンなど）を持っているレアキャラとして設定されており、ライドプレイヤーたちは彼らにも攻撃を仕掛ける。またエグゼイドたちは、あくまでもライドプレイヤーと戦うレアキャラとされており、バグスターと戦うライドプレイヤーをエグゼイドたちが援護するのはルール違反と見なされ、警告音が鳴ると同時にゲームエリアが赤く明滅する。また、仮にエグゼイドたちがバグスターを撃破したとしても、再度復活するようになっており、ライドプレイヤーがバグスターを倒さなければ、ガシャットロフィーを獲得できないため、エグゼイド・ブレイブ・スナイプにとってライドプレイヤー（主にニコ）およびガシャットロフィーは重要な存在となる。また、攻略対象のバグスターを味方につけることでガシャットロフィーを獲得することも可能。
仮面ライダークロニクルのガシャットは、事前告知が一切行われなかったにもかかわらず、幻夢コーポレーションの株価が暴騰するほどの人気を誇っているが、その一方で、適合者ではない一般人たちがガシャットを起動した直後に次々とゲーム病を発症するという事態を引き起こしている。また、表向きは、リアルとバーチャルが融合した究極のリアル体験ゲーム、人間がバグスターを攻略する（倒す）ゲームとして発表されているが、実際はバグスターが人間を攻略する（滅亡させる）ゲームとしてパラドが考案したものであり、このゲーム内でバグスターおよびパラドクスに敗れてゲームオーバーとなったライドプレイヤー変身者は仮面ライダーと同様に消滅し、コンティニュー（復活）も不可能となっている。
過去にゲーム病を発症し、（パラドクスを含む）仮面ライダーがバグスターを倒したことで治療が完了した者であっても、仮面ライダークロニクルのガシャットを起動してライドプレイヤーに変身すると、バグスターとの戦いの勝敗に関係無くゲーム病を発症する。また、ゲーム病の原因となるバグスターが、ゲーム病を発症したライドプレイヤー自身あるいは（エグゼイドたちを含む）他の仮面ライダーによって倒され治療が完了しても、そのライドプレイヤー（に変身した一般人）はガシャットを手放さない限り、半永久的にゲーム病を発症するリスクを背負うこととなる。
その危険性を確認した衛生省による情報が開示しリコールが発表され、永夢たちに助けられたプレイヤーによる情報の拡散により、一時はプレイヤー数が激減したが、幻夢コーポレーションの新社長として就任した恋によりゲームクリアを達成すると消滅した全プレイヤーが復活すると発表される。その結果、ゲームによって恋人や家族を失った幅広い層までがゲームを始めるようになり、プレイヤー数がさらに増大することになる。
第31話の終了時点で、永夢たちは初級・中級のバグスターのガシャットロフィーを揃え、続く第32話で上級バグスターであるパラドたちと交戦するが、幻夢コーポレーションの社長に復帰した正宗は「仮面ライダークロニクルは、世界中で長きに渡って愛され続けるゲームでなくてはならない」という思いからエグゼイドたちが仮面ライダークロニクルを早々と終結させようとするのを良しとせず、乱入した上でクロノスに変身しエグゼイドら仮面ライダーたち（ニコとポッピーを除く）だけでなくパラドたちバグスターにも襲いかかり、自ら仮面ライダークロニクルの運営者であることを宣言した。それ以降は正宗が仮面ライダーやバグスターの行動などを管理しており、社長室にある特殊な機械に仮面ライダークロニクルのマスターガシャットをセットすることで、ボタン1つで仮面ライダークロニクルに登場する特定のバグスターの消滅や再生が可能であることも判明する。さらに正宗は激レアキャラのクロノスを攻略するクロノス攻略クエストというキャンペーンを実施し、さらなる販売促進を進める。だが、それはそのクエストに参加した者たちがクロノスに敗北し、消滅することでまた新たなプレイヤー人口を増やすための作戦に過ぎなかった。
そして、第41話でグラファイトが攻略されたため、すべてのガシャットロフィーが揃い、ラスボスであるゲムデウスが降臨した。

## キャスト
主演の飯島は本作品がテレビドラマ初出演にして初主演である。

### レギュラー・準レギュラー
- 宝生永夢 / 仮面ライダーエグゼイド - 飯島寛騎
- 鏡飛彩 / 仮面ライダーブレイブ - 瀬戸利樹[81]
- 花家大我 / 仮面ライダースナイプ - 松本享恭[81]
- 檀黎斗 / 仮面ライダーゲンム - 岩永徹也[注釈 73][注釈 74] (1 - 23,30 - 45)
- 仮野明日那  / ポッピーピポパポ / 仮面ライダーポッピー - 松田るか[81][注釈 75]
- 九条貴利矢 / 仮面ライダーレーザー / 仮面ライダーレーザーターボ - 小野塚勇人[81][注釈 74]（劇団EXILE） (1 - 12,35 - 45)
- パラド / 仮面ライダーパラドクス - 甲斐翔真[81]
- グラファイト - 町井祥真 [81][注釈 76](1 - 10,24 - 41)
- 鏡灰馬 - 博多華丸（博多華丸・大吉）
- 日向恭太郎 - 野村宏伸
- 百瀬小姫 - 中川可菜 (6,34 - 38)
- 檀正宗 / 仮面ライダークロノス - 貴水博之 (12,21,32 - 45）
- 西馬ニコ / ライドプレイヤー - 黒崎レイナ (12 - 45)
- 小星作 - 宇野祥平 (17,18,21,22,45)
- 天ヶ崎恋 - 小手伸也 (24 - 27,32)
- 宝生永夢（少年期） - 髙橋來[81]
- 檀黎斗（少年期） - 佐藤光将[81]
- 西馬ニコ（少女期） - 宮野叶愛

### 声の出演
- ライダーガシャット音声 - 影山ヒロノブ[81]
- ナレーション、天ヶ崎恋（一部音声）、ラヴリカバグスター、仮面ライダークロニクルガシャット音声、ガシャコンバグヴァイザーII / バグルドライバーII音声 - 諏訪部順一 (2 - 45)[81]
- コラボスバグスター、バクスターウイルス - 小峰一己[81]

### ゲスト
- 須山颯太[注釈 77] - 酒井亮和 (1)
- 弓田吟子 - 河本千明 (1,11)
- 救命士[注釈 78] - 鈴木晃平 (1,10)
- マルオ[84][注釈 78] - 篠崎頼我 (1)
- マルオの母[注釈 78] - 佐藤もみじ[85] (1)
- 名取蓮介 - 山岸門人 (2)
- 豪田麻美 - 永池南津子 (2)
- みずき - 溝口恵 (2,10,14)
- さつき - 佐分利眞由奈 (2,10,14)
- 北見勇樹 - 高梨理央 (3)
- 北見諒子 - 人見早苗 (3)
- 西脇嘉高 - 根岸拓哉 (4,22)
- 西脇莉子 - 夏居瑠奈 (4)
- 窪山誠一 - 辻大樹 (5,6)
- 堀内曜子 - 加村真美 (6)
- 岡田誉士夫 - 青山勝 (7,8)
- 岡田しおり - 吉谷彩子 (7,8)
- 藍原淳吾 - 塩顕治 (7)
- コバ - 岡野友紀 (8)
- ナガシ - 兒玉宣勝 (8)
- ムラやん - 髙尾勇次 (8)
- 女医 - 三木美加子 (9)
- アナウンサー[注釈 78] - 高島英里奈 (10)、黒宮千香子 (26)
- 山中周平 - 高木煌大 (11,12)
- 山中美奈子 - 三輪ひとみ (11,12)
- 看護師 - 氏家恵 (11)、羽村純子 (38)
- 白河一樹 - 岡田浩暉 (13,14)
- ゲーム大会の司会者[42][注釈 79] - 岡林史泰 (15,16)
- ゲーマー[注釈 78] - HIWA（放課後ハートビート）[86] (15)、羽場涼介 (26)
- 父親[注釈 78] - 新虎幸明 (17)、岡崎宏 (36)
- 幻夢コーポレーション社員[注釈 78] - 鎌田みさき[87]、植田靖比呂 (18)、橫尾下下、尾倉ケント (27)、 中谷竜 (32)
- 山戸舞 - 八木のぞみ (19)
- 師範 - 奈良井志摩 (19)
- 江上大介 - 大久保祥太郎 (20)
- 女子高生[注釈 78] - 田中珠里[88]、山川二千翔[89] (20)、菅原りこ（NGT48）、佐藤杏樹（NGT48） (36)
- 上杉平次 - 諏訪太朗 (21,45)
- 刑務官[注釈 78] - 冴羽一 (21)
- 片山景樹 - 中村公隆 (22,42)
- 岩本ソラ - 大野未来 (24)
- シド - 遠藤耕介 (24)
- シシド - 親川優志 (24)
- ラッキー / シシレッド - 岐洲匠 (24)
- テンマ  - 西井幸人 (25,26)
- ツジ - 海上学彦 (25)
- 土工[注釈 78] - 佐藤良洋 (25)
- 記者[注釈 78] - 大村わたる (26)、竹内義貴[90] (42)、足立学 (45)
- 日向恭太郎の部下[注釈 78] - 藤田昌宏 (26)
- 相田望- 河内美里 (27)
- 秘書[注釈 80] - 千十千[91][92] (27,32)
- 鮫島拳 - 谷口翔太 (28)
- カリタ - 菊田大輔 (30)
- 泉照代 - 滝沢涼子(31,45)
- 秋内収史 - 卯ノ原圭吾 (33)
- 草野一郎 - 坂口涼太郎 (34)
- 都築隼人 - 川合諒 (35,36,45)
- 土居万次郎 - 田口甫 (36)
- 百瀬和王 - 北川大介 (37)
- 執刀医 - 須間一也 (38)
- ジョニー・マキシマ - ブラザー・トム (39 - 41)[注釈 81]
- 鈴木塔子[注釈 82] - 沢井美優 (42 - 44)
- 鈴木陸 - 松浦理仁 (42 - 44)
- 仮面ライダービルド（声） - 犬飼貴丈 (44)
- キャスター[注釈 78] - 麻鈴 (44)
- 西馬ニコの友人[注釈 78] - 奥田佳弥子 (45)
- 研修医[注釈 78] - 笹和貴、中崎たつや (45)

### スーツアクター
本作品の仮面ライダーはレベル1とレベル2を別々のスーツアクターが担当しており、例として仮面ライダーエグゼイドのスーツアクターはレベル2以降を高岩成二、レベル1を藤田慧がそれぞれ担当している。藤田が主役仮面ライダーを演じるのはこれが初となる。
また、各ライダーのレベル1は藤田と内川仁朗が交代で演じている。
- 仮面ライダーエグゼイド レベル2以降[出典 2]、仮面ライダーエグゼイド レベルXX R[101] - 高岩成二
- 仮面ライダーエグゼイド レベル1&レベルX[出典 3]、仮面ライダースナイプ レベル1[出典 4]、仮面ライダーゲンム レベル1[出典 5]、仮面ライダーレーザー レベル3以降[出典 6]、マキシマムゲーマ[102][104]、ライドプレイヤーニコ[出典 7]、仮面ライダーレーザーターボ レベル0[出典 8] - 藤田慧
- 仮面ライダーエグゼイド レベル4（アクション / 17）[104][106] - 内藤高宏
- 仮面ライダーブレイブ レベル2以降[出典 9]、仮面ライダーエグゼイド レベルXX L[101][71] - 渡辺淳
- 仮面ライダーブレイブ レベル1[出典 10]、仮面ライダーレーザー レベル1[25][71]、仮面ライダーポッピー[出典 11] - 内川仁朗
- 仮面ライダースナイプ レベル2以降[出典 12]、仮面ライダークロノス（大我）[102]、ゲムデウス[102] - 永徳
- 仮面ライダーゲンム レベル2以降[出典 13][注釈 83]、仮面ライダーエグゼイド レベル2（代役）（45）[102][107]、仮面ライダーエグゼイド ムテキゲーマー（代役）[102] - 縄田雄哉
- 仮面ライダーゲンム レベル2（スポーツゲーマ乗用時）[25] - 有薗啓剛
- 仮面ライダーパラドクス[出典 14]、グラファイトバグスター（各形態）[102][注釈 84]、リボルバグスター[102]、ライドプレイヤー（万次郎）[102]、仮面ライダーエグゼイド レベルXX R（パラド憑依時）[102] - 岡田和也
- 仮面ライダーゲンム レベル0[出典 15] - 中田裕士
- 仮面ライダークロノス[出典 16]、ゲムデウスクロノス[108]、仮面ライダーゲンム（30 - 32）[102] - 浅井宏輔
- グレングラファイトバグスター[102]、バグスター[102] - 榮男樹
- ラヴリカバグスター[109]、バグスター[102] - 神前元
- バグスター[102]、ソルティバグスター[110] - 伊藤茂騎
- バグスター[102] - 小森拓真

## スタッフ
東映側プロデューサーは、『仮面ライダードライブ』を担当した大森敬仁が務める。メインライターには『仮面ライダードライブ シークレット・ミッション type TOKUJO』を手掛け、本作品がテレビシリーズ初参加となる高橋悠也が、パイロット版監督は『仮面ライダーウィザード』以来となる中澤祥次郎がそれぞれ担当する。高橋の起用理由について、大森は過去2作品で組んだ三条陸への依存を脱し、自身と年齢が近い脚本家と1年間突き詰めていくという思いを抱いたことを語っている。また、大森はチーフプロデューサーとなってから中澤と組むのは本作品が初である。
劇中音楽はats-、清水武仁、渡辺徹の3名が担当するが、3名とも映像作品の劇伴を手掛けるのは初であり、同じテレビ作品で3人もの作曲家が音楽を担当するのは仮面ライダーシリーズ史上初となる。
クリーチャーデザインは、『仮面ライダーW』でドーパントのデザインを担当した寺田克也が手掛ける。
- 原作 - 石ノ森章太郎[注釈 1]
- スーパーバイザー - 小野寺章（石森プロ）
- チーフプロデューサー - 佐々木基（テレビ朝日）
- プロデューサー - 大森敬仁（東映）、菅野あゆみ
- 脚本 - 高橋悠也
- 監督 - 中澤祥次郎、坂本浩一、山口恭平、諸田敏、上堀内佳寿也、田村直己（テレビ朝日）
- 音楽 - ats-,清水武仁&渡辺徹（tearbridge production）
- 音楽プロデュース - 中谷学路（avex music creative Inc.）
- 撮影 - 倉田幸治、岩田憲、宮崎悟郎、植竹篤史
- 美術 - 大嶋修一
- 照明 - 斗沢秀、西田文彦、佐々木康雄
- 録音 - 遠藤和生、堀江二郎、村上洋祐
- スケジュール - 上堀内佳寿也
- 編集 - 佐藤連
- 助監督 - 塩川純平、石井千晶、齊藤崇浩、茶谷和行、川畑友生、大峯靖弘、浦弘之、山本良平、福田和弘、清水賢一、小波津靖、米倉祐依、座安雄暉
- 製作担当 - 中島嘉隆、板垣隆弘、本間隆廣、吉川和也、中保眞典
- ラインプロデューサー - 下前明弘、道木広志
- プロデューサー補 - 谷中寿成・安東健太（東映）
- テクニカルコーディネーター - 緩鹿秀隆（東映デジタルラボ）
- MA - 曽我薫
- 選曲 - 金成謙二（ドンカンパニー）
- 音響効果 - 大野義彦
- 医療監修 - 林昇甫
- キャラクターデザイン - 田嶋秀樹（石森プロ）、PLEX
- 衣裳デザイン - 伊津野妙子（石森プロ）
- クリーチャーデザイン - 寺田克也、篠原保(32 - 45)
- 造型 - ブレンドマスター
- 操演 - 髙木友善（ライズ）
- カースタントコーディネーター - 西村信宏（武士レーシング）
- CG制作 - 特撮研究所
  - 特撮コーディネーター - 中根伸治
  - 特撮スーパーバイザー - 足立亨、捻橋尚文
- 視覚効果 - 日本映像クリエイティブ
  - VFXスーパーバイザー - 長部恭平
- 絵コンテ - なかの★陽、坂本浩一、伊藤そうあ、武藤聖馬
- 宣伝 - 大川希(1 - 16)、平田新子(17 - 25)、渡辺章太郎(26 - 45)
- 技術協力 - 東映ラボ・テック、VARICAM shot with V-Log、UPSIDE、KYORITZ、enRoute、Quantel Rio、グレートインターナショナル、M・SOFT
- 特撮監督 - 佛田洋（特撮研究所）[3]
- アクション監督 - 宮崎剛（ジャパンアクションエンタープライズ）[3]
- 制作 - テレビ朝日、東映、ADK

## 音楽
主題歌
「EXCITE」
作詞 - Kanata Okajima、Daichi Miura / 作曲 - Carpainter、Kanata Okajima / 編曲 - UTA、Carpainter / 歌 - 三浦大知
第1・12・15 - 24・45話ではオープニング映像がなくキャストのクレジットはオープニング時、スタッフのクレジットはエンディング時に表示されている。
第25話よりオープニング映像が新規制作された他、劇中の展開に合わせ一部放送回において、映像の追加・変更が行われている。
第1・15・18 - 24話ではエンディング曲として使用され、第4・12・16・17・32・45話では挿入歌として使用された。
CDは2017年1月18日に発売され、三浦大知および仮面ライダーシリーズのCDとして初のオリコンデイリー・ウィークリー両チャートでの1位を記録した。
2017年1月22日に開催された、「DAICHI MIURA LIVE TOUR 2016 (RE)PLAY」の代々木第一体育館での公演ではこの曲を披露し、仮面ライダーエグゼイドと代々木公演を襲撃しようとしたソルティバグスターとバグスターウイルス3体も登場した。同年2月3日には同局の『ミュージックステーション』に三浦大知が出演し、この歌を披露。番組には仮面ライダーエグゼイドとバグスターウイルス3体も出演した。
また、同年12月31日にNHKで放送された『第68回NHK紅白歌合戦』でも、仮面ライダーエグゼイドの他ライダーたちは登場しなかったものの、同曲が披露された。
挿入歌
「Let's try together」（13 - 15）
作詞 - BOUNCEBACK&kenko-p / 作曲・編曲 - 日比野裕史 / 歌 - 仮面ライダーGIRLS
仮面ライダーエグゼイド（ダブルアクションゲーマー）のテーマソング。
「Wish in the dark」（17、18）
作詞 - 森月キャス&Mio Aoyama / 作曲 - 清水武仁 / 編曲 - 渡辺徹 / 歌 - 貴水博之
仮面ライダーゲンム（ゾンビゲーマー レベルX）のテーマソング。
「PEOPLE GAME」（24 - 26）
作詞 - 高橋悠也 / 作曲：大西克巳 / 編曲 - 渡辺徹&ats- / 歌 - ポッピーピポパポ（CV：松田るか）
仮面ライダークロニクルのイメージソング。
「Real Game」（29）
作詞 - 田澤孝介 / 作曲 - 都啓一 / 編曲・歌 - Rayflower
仮面ライダーパラドクスのテーマソング。
「JUSTICE」（33）
作詞 - Mio Aoyama / 作曲 - 夏海 / 編曲 - 清水武仁&渡辺徹 / 歌 - 貴水博之
仮面ライダークロノスのテーマソング。第40話冒頭では正宗が鼻歌を歌っているシーンがある。
「Time of Victory」（36）
作詞 - 桑谷実沙&森月キャス/ 作曲 - 桑谷実沙 / 編曲 - ats- / 歌 - 仮面ライダーGIRLS
仮面ライダーエグゼイド（ムテキゲーマー）のテーマソング。
「ピンプルペル」（12）
作詞 - ポッピーピポパポ/ 作曲 - James Pierpont / 編曲 - 渡辺徹 / 歌 - ポッピーピポパポ（CV：松田るか）

### 関連CD
主題歌CDは「EXCITE」を参照。
仮面ライダーエグゼイド オリジナルTVサウンドトラック
2017年8月16日リリース。CD3枚組。通常版の他に数量限定の「DX 仮面ライダークロニクルガシャット」同梱版(「Wish in the dark」「PEOPLE GAME」収録)が発売される。
仮面ライダーエグゼイド TV主題歌＆挿入歌 ベストソングコレクション
2017年8月16日リリース。主題歌・挿入歌を収録。収録曲のうち、「風の向こうへ」、「Stomy Story」(いずれも仮面ライダーGIRLS)は作中未使用。

## 制作

### モチーフ
「ゲーム」をモチーフとすることは前々作『仮面ライダードライブ』の企画時にも大森によって提案されていたが、メインターゲットとなる児童層がゲームをやる年代ではないことから不採用となっていた。本作品の企画時にも反対意見が多かったものの、大森は現在では『妖怪ウォッチ』のヒットやスマホゲームの普及などにより児童層がゲームに触れる機会は多いうえ、保護者がコンピュータゲームを体験している世代であるなど、ゲームが幅広い世代に馴染みのある存在となっていることを主張して採用に至った。
「医療」の要素は、コンピュータウイルスからウイルスが連想されたことによるもので、プロデューサーの大森敬仁はこれをドラマ部分の核に位置づけている。従来の医療ドラマでは手術や治療のリアリティや病院内の権力の確執が存在するため、設定そのものがファンタジーに属する仮面ライダーでは、完全なフォーマットを描くのは難しいため、医者が主人公となったことで、「人を救う」というテーマや、キャラクター同士の考え方や病に冒された弱い者たちに対する医者の考え方を描くものとなった。医療の描写については、子供番組であるため手術などの生々しい描写は描けないが、実際の病院でロケを行ったり、医療監修の指導により本物の医療器具を撮影に用いるなどしてリアリティのある描写に務めている。また、メイン監督の中澤祥次郎は、子供たちに病院は怖い場所ではないことを伝えることが理想であるとしている。「ゲーム」と「医療」のモチーフが組み合わされた理由は、それぞれでの命の扱われ方が真逆であるからという。
また、多人数ライダーであるため、「プロレス」の要素も入っており、ファンがそれぞれの選手におり、どちらかが負けてカッコ悪く見えるが、再起を図って後に有利な条件を導き出したり、新たな仲間とタッグを組んで逆転するというストーリーをライダーの人生にも反映させている。
主人公の永夢と敵であるパラドが同一人物という設定は、大森が『仮面ライダードライブ』を撮影した際に進ノ介とハートに対して抱いた「根本的には同じことをしている」という感想を発展させたもので当初から考えられていた。
物語後半の中心的要素である仮面ライダークロニクルは、企画初期から物語に盛り込むことが予定されていたが、企画に医療の要素が加わる前後で展開から外されていた。しかし、大森や高橋らの間では黎斗の退場に合わせてクロニクル編を開始するイメージを共有しており、パラドを悪役として描くために必要な要素として正式に取り入れられた。大森は、仮面ライダークロニクルの描写にあたってゲームの世界に入るのではなく現実を舞台にすることをもっとも注意したと述べている。

## 放送日程
- ほぼ全編を通して、サブタイトルは一部分に英文もしくは英単語を含んだものとなっている。
- 各回終了時の演出として、黒い砂嵐に「See you Next game」という文字[注釈 87]が表示される。最終話では黒い砂嵐は無く、画面端に「THE GAME IS FOREVER」と表示された。
- 脚本は全話とも高橋悠也が担当のため省略[121]。

| 放送日         | 放送回 | サブタイトル                          | 登場バグスター                                                                                     | 監督         |
| -------------- | ------ | ------------------------------------- | -------------------------------------------------------------------------------------------------- | ------------ |
| 2016年10月02日 | 1      | I'm a 仮面ライダー！                  | - ソルティバグスター（声 - 前田剛） - バグスターユニオン - グラファイトバグスター                  | 中澤祥次郎   |
| 10月09日       | 2      | 天才二人は no thank you？             | - アランブラバグスター（声 - 松本大） - バグスターユニオン - グラファイトバグスター                | 中澤祥次郎   |
| 10月16日       | 3      | BANしたあいつがやってくる！           | - リボルバグスター（声 - 稲田徹） - グラファイトバグスター                                         | 坂本浩一     |
| 10月23日       | 4      | オペレーションの名はDash！            | - モータスバグスター（声 - 大畑伸太郎）                                                            | 坂本浩一     |
| 10月30日       | 5      | 全員集結、激突Crash！                 | - コラボスバグスター（ゲキトツロボッツ） - グラファイトバグスター                                  | 山口恭平     |
| 11月13日       | 6      | 鼓動を刻め in the heart！             | - コラボスバグスター（ドレミファビート） - グラファイトバグスター                                  | 山口恭平     |
| 11月20日       | 7      | Some lieの極意！                      | - コラボスバグスター（ギリギリチャンバラ） - コラボスバグスター（ジェットコンバット）              | 中澤祥次郎   |
| 11月27日       | 8      | 男たちよ、Fly high！                  | - コラボスバグスター（ジェットコンバット）                                                         | 中澤祥次郎   |
| 12月04日       | 9      | Dragonをぶっとばせ！                  | - ダークグラファイトバグスター                                                                     | 諸田敏       |
| 12月11日       | 10     | ふぞろいのDoctors！                   | - ダークグラファイトバグスター                                                                     | 諸田敏       |
| 12月18日       | 11     | Who's 黒い仮面ライダー？              | - ソルティバグスター（レベル3）                                                                    | 山口恭平     |
| 12月25日       | 12     | クリスマス特別編 狙われた白銀のXmas！ | - ソルティバグスター（レベル3）                                                                    | 山口恭平     |
| 2017年01月08日 | 13     | 定められたDestiny                     | - アランブラバグスター（レベル5）                                                                  | 中澤祥次郎   |
| 1月15日        | 14     | We're 仮面ライダー！                  | - アランブラバグスター（レベル5）                                                                  | 中澤祥次郎   |
| 1月22日        | 15     | 新たなchallenger現る！                | - リボルバグスター（レベル5）                                                                      | 諸田敏       |
| 1月29日        | 16     | 打倒MのParadox                        | - リボルバグスター（レベル5）                                                                      | 諸田敏       |
| 2月05日        | 17     | 規格外のBURGSTER？                    | - バガモンバグスター（声 - 小山剛志）                                                              | 山口恭平     |
| 2月12日        | 18     | 暴かれしtruth！                       | - モータスバグスター（レベル5）                                                                    | 山口恭平     |
| 2月19日        | 19     | Fantasyは突然に!?                     | - ガットンバグスター（レベル30）（声 - 井口祐一）                                                  | 中澤祥次郎   |
| 2月26日        | 20     | 逆風からの take off！                 | - バーニアバグスター（レベル30）（声 - 松田健一郎）                                                | 中澤祥次郎   |
| 3月05日        | 21     | mysteryを追跡せよ！                   | - カイデンバグスター（レベル30）（声 - かわのをとや）                                              | 諸田敏       |
| 3月12日        | 22     | 仕組まれたhistory！                   | - チャーリーバグスター（レベル30）（声 - 穴井勇輝）                                                | 諸田敏       |
| 3月19日        | 23     | 極限のdead or alive！                 | -                                                                                                  | 山口恭平     |
| 3月26日        | 24     | 大志を抱いてgo together！             | - モータスバグスター（レベル20） - ガットンバグスター（レベル40） - カイデンバグスター（レベル40） | 山口恭平     |
| 4月02日        | 25     | New game 起動！                       | - ソルティバグスター（レベル10） - アランブラバグスター                                            | 中澤祥次郎   |
| 4月09日        | 26     | 生存を賭けたplayers                   | - ソルティバグスター（レベル10） - アランブラバグスター                                            | 中澤祥次郎   |
| 4月16日        | 27     | 勝者に捧ぐ love&peace！               | - ラヴリカバグスター - リボルバグスター - バーニアバグスター                                       | 諸田敏       |
| 4月23日        | 28     | Identityを超えて                      | -                                                                                                  | 諸田敏       |
| 4月30日        | 29     | We're 俺!?                            | -                                                                                                  | 山口恭平     |
| 5月07日        | 30     | 最強VS最強！                          | - モータスバグスター                                                                               | 山口恭平     |
| 5月14日        | 31     | 禁断のContinue!?                      | - チャーリーバグスター                                                                             | 上堀内佳寿也 |
| 5月21日        | 32     | 下されたJudgment！                    | - ラヴリカバグスター - グレングラファイトバグスター（レベル99）                                    | 上堀内佳寿也 |
| 5月28日        | 33     | Company再編！                         | - ソルティバグスター - グレングラファイトバグスター（レベル99）                                    | 田村直己     |
| 6月04日        | 34     | 果たされしrebirth！                   | - ガットンバグスター - グレングラファイトバグスター（レベル99）                                    | 田村直己     |
| 6月11日        | 35     | Partnerを救出せよ！                   | - アランブラバグスター                                                                             | 山口恭平     |
| 6月25日        | 36     | 完全無敵のGAMER！                     | -                                                                                                  | 山口恭平     |
| 7月02日        | 37     | White knightの覚悟！                  | - カイデンバグスター（レベル60） - グレングラファイトバグスター（レベル99）                        | 諸田敏       |
| 7月09日        | 38     | 涙のperiod                            | - グレングラファイトバグスター（レベル99）                                                         | 諸田敏       |
| 7月16日        | 39     | Goodbye 俺！                          | -                                                                                                  | 上堀内佳寿也 |
| 7月23日        | 40     | 運命のreboot！                        | -                                                                                                  | 上堀内佳寿也 |
| 7月30日        | 41     | Resetされたゲーム！                   | - グレングラファイトバグスター（レベル99）                                                         | 山口恭平     |
| 8月06日        | 42     | God降臨！                             | - ゲムデウスバグスター（声 - 菅原正志）                                                            | 山口恭平     |
| 月13日         | 43     | 白衣のlicense                         | -                                                                                                  | 中澤祥次郎   |
| 8月20日        | 44     | 最期のsmile                           | - ゲムデウスバグスター - 超ゲムデウス（声 - 貴水博之） - 再生バグスター                            | 中澤祥次郎   |
| 8月27日        | 45     | 終わりなきGAME                        | -                                                                                                  | 中澤祥次郎   |

### ネット配信
| 配信期間       | 配信時間         | 配信サイト               | 備考             |
| -------------- | ---------------- | ------------------------ | ---------------- |
| 2016年10月2日- | 毎週日曜8:30更新 | 東映特撮公式ファンクラブ | 配信後は常時配信 |

- 東映特撮YouTube Official…2022年4月23日 - 9月24日
- 東映特撮ニコニコおふぃしゃる…2025年6月29日 -

## 他媒体展開
映画・テレビスペシャル作品・家庭用テレビゲームソフトでの詳細については、それぞれの項目を参照。

### 特別先行動画
テレビシリーズ放送前の2016年8月31日にYouTube『東映特撮YouTube Official』で配信された先行PV。前作の『ゴースト』とは違い、キャラクターやストーリー紹介をまとめた動画となっている。

### 映画
『劇場版 仮面ライダーゴースト 100の眼魂とゴースト運命の瞬間』（2016年8月6日公開）
『仮面ライダーゴースト』の単独作品。エグゼイド レベル2がテレビシリーズに先駆けて登場。エグゼイドの声は飯島が当てているが、公開当時はキャスト未発表であった都合上、キャストクレジットでは「???」として表記された。
『仮面ライダー平成ジェネレーションズ Dr.パックマン対エグゼイド&ゴーストwithレジェンドライダー』（2016年12月10日公開）
本作品と『仮面ライダーゴースト』をメインとしたクロスオーバー作品。公開時期にあたるテレビシリーズ第8話から第13話まで、同作品の映像がOPに使用された。
『仮面ライダー×スーパー戦隊 超スーパーヒーロー大戦』（2017年3月25日公開）
仮面ライダーシリーズとスーパー戦隊シリーズをメインとしたクロスオーバー作品。
『劇場版 仮面ライダーエグゼイド トゥルー・エンディング』（2017年8月5日公開）
本作品の単独作品。公開時期にあたるテレビシリーズ第41話から第44話まで、同作品の映像がOPに使用された。
『仮面ライダー平成ジェネレーションズ FINAL ビルド&エグゼイドwithレジェンドライダー』（2017年12月9日公開）
『仮面ライダービルド』と本作品をメインとしたクロスオーバー作品。本作品の映像が一部使用されている。
『劇場版 仮面ライダービルド Be The One』（2018年8月4日公開）
『仮面ライダービルド』の単独作品。エピローグに、エグゼイド アクションゲーマー レベル2、ゲムデウスバグスターが登場。
『平成仮面ライダー20作記念 仮面ライダー平成ジェネレーションズ FOREVER』（2018年12月22日公開）
『仮面ライダージオウ』と『仮面ライダービルド』をメインとしたクロスオーバー作品。エグゼイド アクションゲーマー レベル2が出演。他にレーザー バイクゲーマー レベル2、バグスターウイルスも登場。
『劇場版 仮面ライダージオウ Over Quartzer』（2019年7月26日公開）
『仮面ライダージオウ』の単独作品。仮面ライダーエグゼイド（アクションゲーマー レベル2、ムテキゲーマー）が登場。
『仮面ライダー ビヨンド・ジェネレーションズ』（2021年12月17日公開）
『仮面ライダーリバイス』と『仮面ライダーセイバー』をメインとしたクロスオーバー作品。仮面ライダーエグゼイド ムテキゲーマーが登場。

### Vシネマ
Part.I『仮面ライダーブレイブ＆スナイプ』（2018年3月28日発売）
Part.II『仮面ライダーパラドクスwithポッピー』（2018年4月11日発売）
Part.III『仮面ライダーゲンムVSレーザー』（2018年4月25日発売）
同作品では劇場版『仮面ライダーエグゼイド トゥルー・エンディング』から2年後の世界を舞台にした後日譚が描かれる。リリース前の2018年初春には劇場公開された。

### 他テレビシリーズ
『仮面ライダーゴースト』
第50話の特別編にエグゼイドが登場したほか、第49・50話の特別編に仮面ライダーゲンム（黒いエグゼイド）も登場。
『宇宙戦隊キュウレンジャー』
『超スーパーヒーロー大戦』映画公開記念スペシャルとして宝生永夢 / 仮面ライダーエグゼイドが第7話にゲスト出演。なお同日放送の『エグゼイド』第24話にはキュウレンジャーからラッキー / シシレッドがゲスト出演。
『仮面ライダージオウ』
仮面ライダーエグゼイドが2068年の世界に歴代平成仮面ライダーの銅像のひとつとして登場。
EP02のエピローグで宝生永夢が登場。EP03・04に宝生永夢 / 仮面ライダーエグゼイドと鏡飛彩 / 仮面ライダーブレイブが登場したほか、その他バグスターも登場。EP08のエピローグで檀黎斗が登場。またEP09・10に檀黎斗が登場し、アナザーオーズに変身する。EP42に仮面ライダーディエンドに召喚された仮面ライダーブレイブ、EP48にリボルバグスターとバグスターウイルスが登場する他、歴代平成ライダーの怪人軍団の襲撃から逃げ惑う人々がバグスターウイルスに感染する描写がある。LAST（最終話）に仮面ライダーエグゼイド マキシマムゲーマーレベル99とゲムデウスバグスターが登場。

### Web配信ドラマ
『ドライブサーガ 仮面ライダーブレン』
『仮面ライダードライブ』のスピンオフ作品。グレングラファイトバグスターが登場。
『仮面ライダージャンヌ&仮面ライダーアギレラ withガールズリミックス』
『仮面ライダーリバイス』のスピンオフ作品。ポッピーピポパポ / 仮面ライダーポッピーが登場。

### スピンオフ

#### ［裏技］シリーズ
テレビ・映画とは別媒体で展開される『エグゼイド』短編ドラマ群の総称。テレビシリーズでは描かれない、各ライダーの裏エピソードが明かされる。

##### ヴァーチャルオペレーションズ
『仮面ライダーエグゼイド [裏技] ヴァーチャルオペレーションズ』
2016年10月、テレビシリーズ第1話放送後よりYouTube・バンダイ公式チャンネルで随時配信中。テレビシリーズのストーリー進行と合わせる形で、ライダーたちの能力をチェックするテレビシリーズのスピンオフとなる全5話のミニドラマと、後述するゲームや玩具などを併せて紹介する情報コーナーの2部構成。
スーツアクター
- 仮面ライダーエグゼイド - 高岩成二

スタッフ
- 監督 - 上堀内佳寿也

| 話数  | サブタイトル | サブタイトル                                       | 配信日   |
| ----- | ------------ | -------------------------------------------------- | -------- |
| 第1話 | エグゼイド編 | ポッピーピポパポのやってみよう！ガンバライジング   | 10月02日 |
| 第2話 | スナイプ編   | ポッピーピポパポのやってみよう！ガンバライジング#2 | 10月16日 |
| 第3話 | ブレイブ編   | ポッピーピポパポのやってみよう！ガンバライジング#3 | 10月23日 |
| 第4話 | レーザー編   | ポッピーピポパポのやってみよう！ガンバライジング#4 | 10月31日 |
| 第5話 | ゲンム編     | ポッピーピポパポのやってみよう！ガンバライジング#5 | 11月06日 |

##### 仮面ライダーゲンム
『仮面ライダーエグゼイド [裏技] 仮面ライダーゲンム』
2017年1月、YouTube東映特撮YouTube Officialで配信中の檀黎斗/仮面ライダーゲンムを主人公としたスピンオフムービー。冬の劇場版から続くストーリー。詳しくは仮面ライダー平成ジェネレーションズ Dr.パックマン対エグゼイド&ゴーストwithレジェンドライダー#仮面ライダーエグゼイド［裏技］仮面ライダーゲンムを参照。

##### 仮面ライダースナイプ エピソードZERO
『仮面ライダーエグゼイド [裏技] 仮面ライダースナイプ エピソードZERO』
2017年4月より順次発売される『エグゼイド』Blu-ray COLLECTION（全4BOX）に映像特典として収録の、花家大我 / 仮面ライダースナイプを主人公としたスピンオフムービー。テレビシリーズでも回想シーンで断片的に描かれていた、大我が放射線科医だったころにCRのライダーとして戦い、やがて医師免許を剥奪されるに至った顛末が明かされる。
撮影はテレビシリーズ第15話から第18話と並行して行われた。第4話では最終回の後日談も描かれるが、内容は撮影時点での最終回の構想を元にしているため、解釈の幅を持たせたものとなっている。
登場人物
花家 大我 / 仮面ライダースナイプ
同作品の主人公。聖都大学附属病院で放射線治療科の放射線科医として働いており、その才能は世界で稀少とされている癌の診断・治療を可能とするほどの実力を持ち、全国から患者が来るほどの人気を誇っていた。
ある日、担当を受け持っていた菱沼紗々美の体内にバグスターウイルスが潜んでいたのを一般の医療機器で発見する。その後、その才能を見込まれ、黎斗から、バグスターと戦う戦士・仮面ライダースナイプとして召喚されるが、放射線科医としての仕事を優先するため拒否する。自分の代わりにCRに残った牧からの連絡が途絶えたことに不安を抱きながらも、「CRで頑張って働いているだろう」と自分に言い聞かせていた。しかし、牧と音信不通になってから2週間後、血相を変えて放射線科を訪ねてきた明日那から、癌の治療を終えたはずの紗々美の容態が急変したことを知らされる。明日那と共にCRに駆け込んだ矢先、紗々美の病室でスナイプに変身しようとゲーマドライバーにプロトバンバンシューティングガシャットを装填した牧が吐血して倒れるのを目撃する。
黎斗と明日那の話から、適性検査に落選した牧がサポート役としてCRに配属されたこと、それでも紗々美を救うために独断で仮面ライダーに変身しようとしたことを知る。そして牧の代わりにプロトスナイプへと変身し、紗々美のゲーム病を治した後、黎斗に適合手術を依頼する。その後、ゲーム病を発症した小姫を治そうと、プロトスナイプへと変身しようとするがプロトガシャットの副作用によって苦しみ、自身を止めようとした牧が目の前で消滅するのを目撃する。
当初は（友人である牧を除き）周囲に対して敬語で話していたが、牧の消滅をきっかけに現在のような性格と言動になる。
衛生省から仮面ライダーになることを禁止されるが、「飛彩に会いたい」という小姫の想いを受け、厳重処分を覚悟でプロトスナイプへと変身し、彼女から分離したグラファイトと戦うが敗北する。その結果、小姫の消滅を阻止できなかっただけでなく、「衛生省からの指示に従わず、放射線科医としての職務よりもゲームを優先した」と見なされて医師免許を剥奪され、さらには灰馬の「医師免許を持たない大我を留めておくわけにはいかない」という意向によりCRからも除名・追放された。友人である牧や自身の患者であった小姫、そして医師免許など全てを失ったことで自暴自棄となり、髪の一部が白色化する。
牧 治郎（）
病理医で大我の友人で、小姫の先輩。放射線科医の仕事を優先した大我を「天才の自分の手にも負えないモノに対してビビっているだけ」と非難し、彼に代わって仮面ライダーに志願するが、紗々美を救うために適合手術を受けていない体でスナイプに変身しようとしたため、危篤状態に陥る。そして、小姫を救うために変身しようとした大我を止めようとするが、ゲーム病を発症し消滅する。
第4話のエピローグで復活し、大我に白衣を着せる。
檀 黎斗 / 仮面ライダーゲンム
バグスターウイルスを発見した大我をスカウトする。
自らスカウトした大我と話すときは彼を「花家先生」と呼んでおり、丁寧な口調で話している。しかしその裏で、小姫がCRに搬送される前から、パラドと共にバグスターの完全体を生み出すという目的を遂げようと暗躍しており、大我の身体がプロトガシャットの副作用で蝕まれていることを知りながら傍観している。
そして、自らガシャコンバグヴァイザーを使用し、小姫からグラファイトを分離させると「大我からドライバーとガシャットを奪われた」という自作自演の芝居を打ち、その一方で小姫に「飛彩に会えなくなる」と告げて故意にストレスを与えることで彼女のゲーム病を進行させ、消滅へと追い込んだ。
キャスト
- 花家大我 / 仮面ライダースナイプ - 松本享恭
- 仮野明日那 / ポッピーピポパポ - 松田るか
- 檀黎斗 / 仮面ライダーゲンム - 岩永徹也
- 牧治郎 - 加治将樹
- パラド - 甲斐翔真
- グラファイトバグスター - 町井祥真
- 百瀬小姫 - 中川可菜
- 菱沼紗々美 - 田中明
- 紗々美の母 - 牧野美千子

スーツアクター
- 藤田慧
- 永徳
- 縄田雄哉
- 内川仁朗
- 鍜治洸太朗

スタッフ
- 監督 - 鈴村展弘
- 脚本 - 高野水登
- 脚本監修 - 高橋悠也

##### 仮面ライダーレーザー
『てれびくん超バトルDVD 仮面ライダーエグゼイド [裏技] 仮面ライダーレーザー』
てれびくん2017年6月号（2017年4月28日発売）の応募者全員サービスDVD。後に7月号（6月1日発売）でもサービスを実施。
貴利矢が遺した宝探しゲーム『爆捜トレジャー』に永夢が挑戦するという物語。
登場人物
九条 貴利矢 / 仮面ライダーレーザー
同作品の主人公。『爆捜トレジャー』内のナビゲートキャラとして登場。ラストにはテレビシリーズにて復活した当初に着用していた、黒いレザージャケットを着ている。
仮面ライダーゲンム
同作品では黎斗本人が変身した姿としてではなく、『爆捜トレジャー』内のゲンム型セキュリティプログラムとして登場。
用語
爆捜トレジャー
貴利矢のパソコンに残されていた仮面ライダークロニクルのプロトタイプとして開発された宝探しロールプレイングゲーム。レーザーがナビキャラとして登場し、宝であるプロトガシャットを探す途中で、敵キャラとしてモータスバグスター、プロトガシャットを守るためのセキュリティプログラムとしてゲンムが登場する。
キャスト
- 九条貴利矢 / 仮面ライダーレーザー - 小野塚勇人
- 宝生永夢 / 仮面ライダーエグゼイド - 飯島寛騎
- 鏡飛彩 / 仮面ライダーブレイブ - 瀬戸利樹
- 仮野明日那 / ポッピーピポパポ - 松田るか

声の出演
- モータスバグスター - 大畑伸太郎

スーツアクター
- 内川仁朗
- 仮面ライダーエグゼイド - 高岩成二
- 渡辺淳
- 永徳
- 伊藤茂騎

スタッフ
- 監督 - 鈴村展弘
- 脚本 - 高野水登
- 脚本監修 - 高橋悠也

##### 仮面ライダーパラドクス
『てれびくん超バトルDVD 仮面ライダーエグゼイド [裏技] 仮面ライダーパラドクス』
てれびくん2017年12月号（2017年11月1日発売）と『仮面ライダーエグゼイド 超全集』（2017年12月発刊）それぞれの応募者全員サービスとして制作された、エグゼイドとしての「超バトルDVD」最終盤。
『平成ジェネレーションズFINAL』の後日談であると同時に、前述のVシネマの序章でもある。
登場人物
パラド / 仮面ライダーパラドクス
同作品の主人公。永夢と共に黎斗が開発した『ナゾトキラビリンス』の攻略を目指す。
檀 黎斗
心を入れ替えたとして『ナゾトキラビリンス』を開発して永夢とパラドに攻略を促す。しかし2人が攻略を終えたことで脱獄した。
ハテナバグスター
『ナゾトキラビリンス』の門番として登場したバグスター。『平成ジェネレーションズ』に登場した個体と姿が似ているが、体の至る所に数字が施されており特定の数字に攻撃を当てない限りダメージを与えることができない。
用語
ナゾトキラビリンス
黎斗が開発した謎解きゲームで、各所に配置された3つの暗号を解読して囚われたポッピーを救出するという内容になっている。
キャスト
- パラド / 仮面ライダーパラドクス - 甲斐翔真
- 宝生永夢 / 仮面ライダーエグゼイド - 飯島寛騎
- 檀黎斗 - 岩永徹也
- 仮野明日那 / ポッピーピポパポ - 松田るか

声の出演
- ハテナバグスター - 小西克幸

スーツアクター
- 仮面ライダーエグゼイド - 高岩成二

スタッフ
- 監督 - 鈴村展弘
- 脚本 - 高橋悠也

#### その他Web配信スピンオフ

##### 復活のビーストライダー・スクワッド
『仮面ライダーブレイブ 〜Surviveせよ!復活のビーストライダー・スクワッド!〜』
2017年2月19日から東映特撮ファンクラブにて配信される、鏡飛彩 / 仮面ライダーブレイブ主役のオリジナル作品。仮面ライダー王蛇率いるビーストライダー・スクワッドとブレイブほかドクターライダーたちの知られざる戦いを描く。飛彩の過去も明かされるほか、同作品オリジナルのガシャット・ナイトオブサファリガシャットも登場する。テレビシリーズの主人公である宝生永夢は、同作品では仮面ライダーエグゼイドに変身しない。『小説 仮面ライダーエグゼイド』の全史では、第14話から第15話の間の時系列となっている。
登場人物
ビーストライダー・スクワッド
仮面ライダー王蛇率いる同作品オリジナルの野獣系ライダーチーム。
- 企画当初からナイトオブサファリガシャットの登場が決定していたため、動物モチーフであり同時期に放送された『動物戦隊ジュウオウジャー』との共演の案も出されていたが、テレビ朝日プロデューサーの梶淳からの提案により動物をモチーフとした仮面ライダーが敵キャラクターに選ばれた。監督の鈴村展弘は、王蛇以外の仮面ライダーについてはオリジナルと同一人物かどうかはぼかして描写している。その一方で、王蛇以外の4人は、データのみが再現されたコピーのような存在。本人としか思えない行動や言動が確認できるのは財団Xの常識を超える科学力によるものではないかと考察されている。また当初は、廃病院を舞台としたストーリーのプロットが提出されていたが、テレビ朝日プロデューサーの栗田慎太郎からの「東映特撮ファンクラブ一発目のオリジナル作品となるため、会員が喜ぶサプライズ要素を入れたい」という意向から共演作品が生まれた。キングダークの前に並ぶ4人は『仮面ライダーX』の初期のGOD悪人軍団をイメージしている。

浅倉 威 / 仮面ライダー王蛇
ビーストライダー・スクワッドのリーダー。浅倉については仮面ライダー龍騎#13人の仮面ライダーを、王蛇については仮面ライダー龍騎の登場仮面ライダー#仮面ライダー王蛇をそれぞれ参照。
- 『仮面ライダー龍騎』の15周年となることから、オリジナルキャストである萩野崇が演じた。『龍騎』当時の暴力描写は2017年時点のテレビ情勢では描きにくいため、配信作品である同作品で描写することも意図されている。劇中では『龍騎』でのセリフのほか、萩野が主演した『超光戦士シャンゼリオン』を意識したセリフも存在する。髪型は、演じる萩野が40代になっていることもあり染髪ではなくウィッグが用意されていたが、イメージにそぐわなかったため萩野が自ら申し出て当時と同様に髪を染めている。衣裳も『龍騎』当時のものを用いている。
- 一方、『龍騎』で王蛇のスーツアクターを務めた岡元次郎は、『宇宙戦隊キュウレンジャー』に出演中で調整が利かなかったため、『龍騎』で仮面ライダー龍騎役として岡元の演じる王蛇と立ち回りを行っていた高岩成二が王蛇のスーツアクターを務めた。

キングダーク
ビーストライダーたちに指示を出すが、実際にはホログラムであった。詳しくはキングダークを参照。
財団Xの研究員
「X」と書かれたジュラルミンケースを持った男。壮大な計画のためのナイトオブサファリガシャットの戦闘データを入手するとどこかへと去っていった。財団Xについては財団Xを参照。

キャスト
- 鏡飛彩 / 仮面ライダーブレイブ - 瀬戸利樹
- 宝生永夢 - 飯島寛騎
- 仮野明日那 / ポッピーピポパポ - 松田るか
- みずき - 溝口恵
- さつき - 佐分利眞由奈
- 浅倉威 / 仮面ライダー王蛇 - 萩野崇

声の出演
- 吉開清人
- キングダーク - 鈴村展弘

スーツアクター
- 仮面ライダー王蛇 - 高岩成二

スタッフ
- 監督 - 鈴村展弘
- 脚本 - 高野水登
- 脚本監修 - 高橋悠也
- アクション監督 - 宮崎剛（ジャパンアクションエンタープライズ）

『仮面戦隊ゴライダー』
『仮面ライダー×スーパー戦隊 超スーパーヒーロー大戦』のスピンオフ作品。2017年3月25日からauビデオパスで配信されたオリジナルの配信ドラマ。

##### 仮面ライダーゲンムズ
『仮面ライダーゲンムズ -ザ・プレジデンツ-』
東映特撮ファンクラブで2021年4月11日に前編、同年4月18日に後編が配信された。檀黎斗を主人公に、『仮面ライダーゼロワン』における社長ライダーの一人・天津垓も登場する。
元々は『仮面ライダーエグゼイド』の公式ツイッターの2018年4月1日でのツイートで、2020年に同作品をリリース・同時絶版するという嘘のツイートだったが、2021年4月2日に実際に制作されることが発表された。
登場人物
天津 垓 / 仮面ライダーサウザー
『ゼロワン』の登場人物。仮面ライダーゼロワン#天津垓および仮面ライダーゼロワン#仮面ライダーサウザーを参照。
新会社を設立していたところに「最悪のバグスターウイルス」に感染してしまう。
本来のサウザーは金色のボディだが、同作品では黒色になっている。
厘（）
天津垓の秘書ヒューマギア（人工知能搭載人型ロボット）。ヒューマギアについては仮面ライダーゼロワン#用語を参照。
キャスト
- 檀黎斗 / 仮面ライダーゲンム - 岩永徹也
- 天津垓 / 仮面ライダーサウザー - 桜木那智
- 厘 - メドウズ舞良
- 檀正宗 / 仮面ライダークロノス - 貴水博之

スーツアクター
- 仮面ライダーゲンム - 縄田雄哉

スタッフ
- 原作 - 石ノ森章太郎
- 脚本 - 高橋悠也
- 音楽 - ats-,清水武仁&渡辺徹（Blue Bird's Nest）、坂部剛
- 製作プロダクション - 東映テレビ・プロダクション
- スーパーバイザー - 小野寺章
- プロデューサー - 渕勇二（テレビ朝日）、大森敬仁・中野剛（東映）、車古光一（バンダイナムコマーケティング）
- アクション監督 - 宮崎剛（ジャパンアクションエンタープライズ）
- 監督 - 諸田敏
- 製作 - 東映特撮ファンクラブ（東映、テレビ朝日、バンダイナムコマーケティング）

主題歌「GAME CHANGER」
作詞 - 藤林聖子 / 作曲・編曲 - 坂部剛 / 歌 - 貴水博之

##### スマートブレインと1000%のクライシス
『仮面ライダーゲンムズ スマートブレインと1000%のクライシス』
東映特撮ファンクラブで2022年4月17日に配信された。
キャスト
- 檀黎斗 / 仮面ライダーゲンム - 岩永徹也
- 天津垓 / 仮面ライダーサウザンドアーク - 桜木那智
- 厘 - 新井舞良
- アークの声 - 速水奨
- スマートクイーン - 芳賀優里亜
- 天ヶ崎恋 - 小手伸也

スーツアクター
- 仮面ライダーゲンム - 岡田和也

スタッフ
- 原作 - 石ノ森章太郎
- 脚本 - 高橋悠也
- 音楽 - ats-,清水武仁&渡辺徹、坂部剛
- スーパーバイザー - 小野寺章
- 製作プロダクション - 東映テレビ・プロダクション
- プロデューサー - 大森敬仁（東映）
- アクション監督 - 福沢博文（ジャパンアクションエンタープライズ）
- 監督 - 柴﨑貴行
- 製作 - 東映特撮ファンクラブ

主題歌「GAME CHANGER」
作詞 - 藤林聖子 / 作曲・編曲 - 坂部剛 / 歌 - 貴水博之

##### 仮面ライダーアウトサイダーズ
『仮面ライダーアウトサイダーズ』
東映特撮ファンクラブで2023年1月29日より配信。2022年10月16日に本作の序章となる『仮面ライダーアウトサイダーズ ep.0 ゲンムズのおわりと計画のはじまり』が配信された。
キャスト
- 檀黎斗 / 仮面ライダーゲンム - 岩永徹也 (ep.0, 5 - 7)
- 天津垓 / 仮面ライダーサウザンドアーク - 桜木那智 (ep.0, 6, 7)
- 厘 - 新井舞良 (ep.0)
- アーク / 仮面ライダーアークゼロ / 仮面ライダーゼロスリーの声 - 速水奨 (ep.0, 2 - 7)
- アークオルフェノクの声 - 家中宏 (ep.0, 7)
- ジョゼフ乱堂 - 高橋ヒロム (ep.0, 2 - 4, 6, 7)
- 園田真理、スマートクイーン / 仮面ライダーデルタ - 芳賀優里亜 (ep.0)
- 浅倉威 / 仮面ライダー王蛇 - 萩野崇 (ep.1, 7)
- 根津忠太 - 阪田マサノブ (ep.1)
- エコル / 仮面ライダーゼイン - 古谷大和 (ep.1 - 4, 6, 7)
- 仮面ライダーオーディンの声 - 小山剛志 (ep.1)
- 仮面ライダーディエンドの声 - 戸谷公人 (ep.1)
- 緋道蓮 / 仮面ライダー剣斬 - 富樫慧士 (ep.2)
- デザスト / 仮面ライダーデザストの声 - 内山昂輝 (ep.2, 7)
- 滅 / 仮面ライダー滅 / 仮面ライダーアークゼロ - 砂川脩弥 (ep.2 - 4, 7)
- 西馬ニコ - 黒崎レイナ (ep.2 - 4)
- 橘朔也 / 仮面ライダーギャレン - 天野浩成 (ep.3, 4, 7)
- ブロンズドライブ / 蛮野天十郎の声 - 森田成一 (ep.3, 4)
- ジョージ・狩崎 / 仮面ライダージュウガ - 濱尾ノリタカ (ep.3, 4, 6, 7)
- 桜井侑斗 / 仮面ライダーゼイン / 仮面ライダーゼロノス - 中村優一 (ep.3 - 7)
- 武装隊員（役名ノンクレジット） - 富永研司 (ep.3, 4)
- ブレン / 仮面ライダーブレン - 松島庄汰 (ep.4, 6, 7)
- ゼインの声 - 大川透 (ep.4 - 6)
- ツムリ - 青島心 (ep.5, 7)
- 仮面ライダーゼロツ― / 仮面ライダーゼロスリーの声 - 鶴嶋乃愛 (ep.5 - 7)
- ライドプレイヤー - 渡部龍平（ep.5）
- 仮面ライダーエボルXの声 - 金尾哲夫 (ep.5 - 7)
- 石動美空 - 高田夏帆 (ep.6)
- ジーン / 仮面ライダージーンゲイザー - 鈴木福 (ep.6, 7)
- ベロバ - 並木彩華 (ep.7)

スーツアクター
- 仮面ライダーデルタ - 蜂須賀祐一
- 仮面ライダー王蛇（ep.1, 7） - 岡元次郎
- 仮面ライダーディエンド - 永徳
- 仮面ライダーオーディン - 森博嗣
- 仮面ライダー剣斬 - 藤田慧
- デザスト（ep.2）、仮面ライダーデザスト（ep.2）、仮面ライダージーンゲイザー - 榮男樹
- 仮面ライダーアークゼロ（ep.2）、仮面ライダー滅（ep.3） - 今井靖彦
- ブロンズドライブ（復活シーン）- 高田将司
- ブロンズドライブ（戦闘シーン）、仮面ライダーギャレン（ep.4, 7） - 押川善文
- 仮面ライダーゼイン - 齊藤謙也
- 仮面ライダーゲンム（ep.5, 7） - 浅井宏輔
- 仮面ライダーゼロスリー - 松岡航平
- 仮面ライダージュウガ - 小森拓真
- 仮面ライダーサウザンドアーク（ep.7）- 橋渡竜馬

スタッフ
- 原作 - 石ノ森章太郎
- 音楽

- 『仮面ライダー555』松尾早人（ep.0）
- 『仮面ライダーエグゼイド』ats-,清水武仁&渡辺徹（ep.0, 4 - 7）
- 『仮面ライダーゼロワン』坂部剛（ep.0, 2 - 7）
- 『仮面ライダー龍騎』丸山和範/渡部チェル（ep.1）
- 『仮面ライダーディケイド』鳴瀬シュウヘイ/中川幸太郎（ep.1）
- 『仮面ライダーセイバー』山下康介（ep.2）
- 『仮面ライダー剣』三宅一徳（ep.3, 4）
- 『仮面ライダードライブ』鳴瀬シュウヘイ/中川幸太郎（ep.3, 4）
- 『仮面ライダービルド』川井憲次（ep.5 - 7）
- 『仮面ライダーリバイス』中川幸太郎（ep.5, 7）
- 『仮面ライダーギーツ』佐藤俊彦（ep.5 - 7）
- 『仮面ライダー電王』佐藤俊彦（ep.6, 7）

- スーパーバイザー - 小野寺章（石森プロ）
- 撮影 - 松村文雄（ep.0）、植竹篤史（ep.1, 2）、相葉実（ep.3 - 7）
- 照明 - 掘直之（ep.0）、西田文彦（ep.1, 2）、柴田守（ep.3, 4）、林大樹（ep.5 - 7）
- 美術 - 岡村匡一（ep.0）、大嶋修一（ep.1, 2）、竹内公一（ep.5 - 7）
- 美術・装飾 - 江口亮太（ep.3, 4）
- 録音 - 中山寿範（ep.0）、村上洋祐（ep.1, 2）、佐藤公章（ep.3, 4）、甲斐匡（ep.5 - 7）
- 編集 - 金田昌吉（ep.0）、柳澤和子（ep.1, 2, 5 - 7）、若林広大（ep.3, 4）
- スクリプター - 髙山秀子（ep.0, 5 - 7）、柿﨑徳子（ep.1, 2）、森みどり（ep.3, 4）
- 助監督 - 茶谷和行（ep.0）、宮崎駿（ep.1, 2）、谷本健晋（ep.3, 4）、伊藤良一（ep.5 - 7）
- 制作担当 - 中島嘉隆（ep.0）、東正信（ep.1, 2）、永井大裕（ep.3, 4）、持田一政（ep.3 - 7）
- ラインプロデューサー - 青柳夕子（ep.0）、道木広志（ep.1, 2）、伊場野高嗣（ep.3, 4）、佐々木幸司（ep.3 - 7）
- アクション監督代行 - 渡辺淳（ep.1）、宮崎剛（ep.2）
- 選曲 - 桑原秀綱（ep.0）、金成謙二（ep.1 - 4）、河村利典（ep.5 - 7）
- 音響効果 - 桑原秀綱（ep.0, 3 - 7）、大野義彦・木下美帆（ep.1, 2）
- 製作プロダクション - 東映テレビ・プロダクション
- プロデューサー - 大森敬仁、湊陽祐（ep.1 - 4）、土井健生（ep.1, 2）、谷中寿成（ep.5 - 7）
- アクション監督 - 福沢博文（ep.0, 3, 4）、藤田慧（ep.1, 2）、和田三四郎（BOS Action Unity）（ep.5 - 7）
- 監督 - 柴﨑貴行
- 製作 - 東映特撮ファンクラブ

主題歌「What's the Outsiders?」
作詞・作曲・編曲・歌 - m.c.A・T
劇中曲「Will save us（instrumental）」（ep.2 - 4）
作曲 - 鳴瀬シュウヘイ
| 配信日         | 配信回 | サブタイトル                       | 脚本                      |
| -------------- | ------ | ---------------------------------- | ------------------------- |
| 2022年10月16日 | ep.0   | ゲンムズのおわりと計画のはじまり   | 高橋悠也                  |
| 2023年01月29日 | ep.1   | 鏡の世界のお宝と王蛇の帰還         | 内田裕基                  |
| 04月09日       | ep.2   | 滅びの予兆とデザストの覚醒         | 内田裕基                  |
| 07月23日       | ep.3   | バトルファイトの再開とゼインの誕生 | 長浜大喜 高橋悠也（監修） |
| 010月01日      | ep.4   | 狂った時の運行とゼインの正体       | 長浜大喜 高橋悠也（監修） |
| 2024年05月12日 | ep.5   | 創世の女神と第三のシンギュラリティ | 高橋悠也                  |
| 09月29日       | ep.6   | ラブ＆ピースと次元の救世主         | 高橋悠也                  |
| 012月22日      | ep.7   | アウトサイダーズと最期の戦い       | 高橋悠也                  |

他テレビシリーズ
『仮面ライダーガッチャード』
第33話に仮面ライダーゼインが登場。アウトサイダーズとしての時系列はep.4のラストシーン以降でep.5以前となる。

### 小説
『仮面ライダーエグゼイド〜マイティノベルX〜』
著：高橋悠也。講談社キャラクター文庫（講談社）より2018年6月27日発売。
時系列としてはVシネマ『仮面ライダーエグゼイド トリロジー アナザー・エンディング』より3年後（2023年）の話が描かれる。
限定版も同時発売。また付属の帯には永夢役の飯島、黎斗役の岩永が推薦文を寄せている。
制作経緯
執筆当初はVシネマの一週間後の時系列を想定されていたが、「映像化した際に役者が老けていても違和感がないように」との大森からの要望で3年後の設定になった。
永夢の過去は、テレビシリーズの撮影中に飯島がドライで虚無的な表情を見せていたことから、「本当にただの事故だったのか」と想像が膨らんだことで設定されている。
登場人物
宝生 永夢 / 仮面ライダーエグゼイド
同作品の主人公。マイティノベルXの攻略に失敗し行方不明になる。マイティノベルXのNPCとして過去の永夢も登場している。
物心付く以前に母親を亡くしており、幼少期は清長の転勤により転校を繰り返したことで友達も作れず、ゲームだけを癒やしに過ごしていた。8歳のころに人生をゲームのようにリセットしたいと考え自殺を図り車道に飛び出すが、日向に治療され未遂に終わる。
それらの境遇から内面が空っぽのまま成長しており、自分を誤魔化すために聖人君子のように行動していた。その心の闇を黎斗は水晶と例えている。
宝生 清長（） / 仮面ライダーゲンム
永夢の父親。国内最大手の医療機器メーカー「メディクトリック」の開発責任者。
2000年問題が起こる直前に医療機器が故障する事態を恐れ、日本各地を転々とし仮想シミュレーションを繰り返し対策を練っていたが、そのシミュレーションによって原初のバグスターウイルスを生み出し流出させてしまう。
檀正宗によってウイルスの危険性を知らされ、共に治療器具を開発していた。永夢が感染した際に正宗の本性を知り、縁を切ろうとするが「バグスターウイルスを生み出した罪を告発する」と脅され協力を続けていた。
上記の多忙により、ほとんど永夢と触れ合う時間が取れず、また永夢が自殺を図ったことで関係性は冷え切り、互いに不干渉の約束を結んでいた。
檀 黎斗
『アナザー・エンディング』で消滅する以前にマイティノベルXを創り出しており、3年後に永夢の元に届くようにドローンを設定していた。
クロト※※が消滅する際、バグスターウイルスがプロトマイティアクションXガシャットオリジンの中にいる自分に融合されるようにプログラムを組み込んでおり、同作品で発生した出来事も記憶を共有することで把握している。
クロト※※（） / 檀 黎斗II（） / 仮面ライダーゲンム
檀黎斗が創り出したマイティノベルXのバグスターウイルスかつ黎斗のバックアップ。永夢がマイティノベルXガシャットを起動したことで永夢とパラドがゲーム病に罹り、そのバグスターウイルスから実体化した。黎斗の記憶や能力が忠実にコピーされている。外見は紫のラインが入った黒い人型をしており、感染者が消滅に近付くと黎斗と同一の姿をした人間体を獲得する。
マイティノベルXのナビゲートキャラを担当しており、永夢を消滅させることで実体化し、第二の黎斗となることを目的に行動する。
用語
マイティノベルX
檀黎斗がゴッドマキシマムマイティXの力で創り出したゲーム。永夢の人生を再現したノベルゲーム。
永夢の人生で重要な出来事が起こった地点がノベルスポットとして点在されており、現実世界でノベルスポットに赴き、ドライバーを装着することでイベントが開始し、特殊なゲームエリアに誘われ永夢の人生を追体験し、そこからの分岐点で正しい選択を選ぶことでクリアにつながっていく仕組みとなっている。

### その他
『仮面ライダー情報番組 ポッピーピポパポの部屋』
2016年10月、テレビシリーズ第1話の放送後よりYouTube・東映特撮YouTube Officialと東映特撮ファンクラブで随時配信中（2016年末まで毎週1回日曜8:30ごろ更新、全12回）。
ポッピーピポパポ（松田るか）と、後述する『アメトーーク!』でも「仮面ライダー芸人」として出演した篠宮暁（オジンオズボーン）が、エグゼイドだけに留まらず登場する仮面ライダー全般の情報を発信した。
『雨上がり決死隊のトーク番組アメトーーク!』（企画「仮面ライダー芸人」）
2016年8月4日放送分の第1弾にて、地上波としては初めて本作品の放送が発表されたほか、収録スタジオにエグゼイド レベル1が登場した。その際、MCの雨上がり決死隊を含む出演者からは「ロボコンやん！」「ゆるキャラやんか」とツッコミを受けたり、出演芸人たちに呆然とされている。なお、ゲストの1人だったプロレスラーの棚橋弘至は、これがきっかけで映画『仮面ライダー平成ジェネレーションズ Dr.パックマン対エグゼイド&ゴーストwithレジェンドライダー』に出演することとなった。
『日曜もアメトーーク!』（企画「仮面ライダー芸人」）
2016年11月27日放送分の第2弾（『雨上がり決死隊のトーク番組アメトーーク!』からの通算）では、終盤にエグゼイド レベル2とゴースト オレ魂が第2弾の内容を踏まえてゲストの田中卓志（アンガールズ）と共演する特別短編映像が放送された後、主演の飯島が収録スタジオに登場した。
NTTドコモCM『星プロ』シリーズ（2018年 - 2019年）
第1弾「はじまりの物語」篇ではエグゼイド アクションゲーマー レベル2が1シーンのみ登場。第2弾「みんなの期待」篇ではポッピーが雑誌の裏表紙に掲載されているシーンがある。「光るそばCM篇」ではエグゼイド ムテキゲーマーが出演するCM。

### ゲーム
『仮面ライダーバトル ガンバライジング』（アーケード）
ガシャットヘンシン1弾よりライダーガシャット、ブットバソウルのメダル連動。
『仮面ライダー ブットバソウル』（ガシャポン販売機）
ゲーム筐体付属カプセル販売機くじガシャポン。ガンバライジングに対応している。『劇場版 仮面ライダーゴースト 100の眼魂とゴースト運命の瞬間』の入場者特典としてエグゼイドのメダルが先着40万名にプレゼントされ、劇中でもメダルが登場している。
『オール仮面ライダー ライダーレボリューション』（ニンテンドー3DS）
本作品よりエグゼイドやブレイブが登場。
『マイティアクションX』
特典ダウンロードゲーム。
『ナレルンダー! 仮面ライダーエグゼイド』（アーケード）
新規筐体ではなく2016年10月のバージョンアップでエグゼイドが使用可能。ドライブ&ゴーストも引き続き使用可能。
『仮面ライダー トランセンドヒーローズ』（アプリ）
『仮面ライダー ストームヒーローズ』からのリニューアル版。
『仮面ライダー バトルラッシュ』（アプリ）
『仮面ライダーあつめ』（アプリ、3DS）
『倒せ！ライダーキック』（アプリ）
『仮面ライダーエグゼイド×チャリ走』（アプリ）
『仮面ライダー クライマックスファイターズ』　(PlayStation 4)
『仮面ライダー クライマックススクランブル ジオウ』(Nintendo Switch)
『バトルスピリッツ』（トレーディングカードゲーム）
2018年9月発売の仮面ライダーとのコラボブースター第2弾でエグゼイドのライダーや怪人が参戦。XXレアは仮面ライダーとのコラボブースターにおいて現在唯一のXXレア創界神ネクサスである檀黎斗神。

## CS・独立局での再放送
CS放送
テレ朝チャンネル1…2017年6月 - 8月、11月 - （月曜・火曜 17:30 - 18:00他）
独立局
サンテレビ…2018年4月5日 - 6月21日（月曜 - 木曜 7:00 - 7:30）
テレビ埼玉…2018年5月6日 - 2019年4月28日（日曜 13:00 - 13:30）